# 日本の道路標識

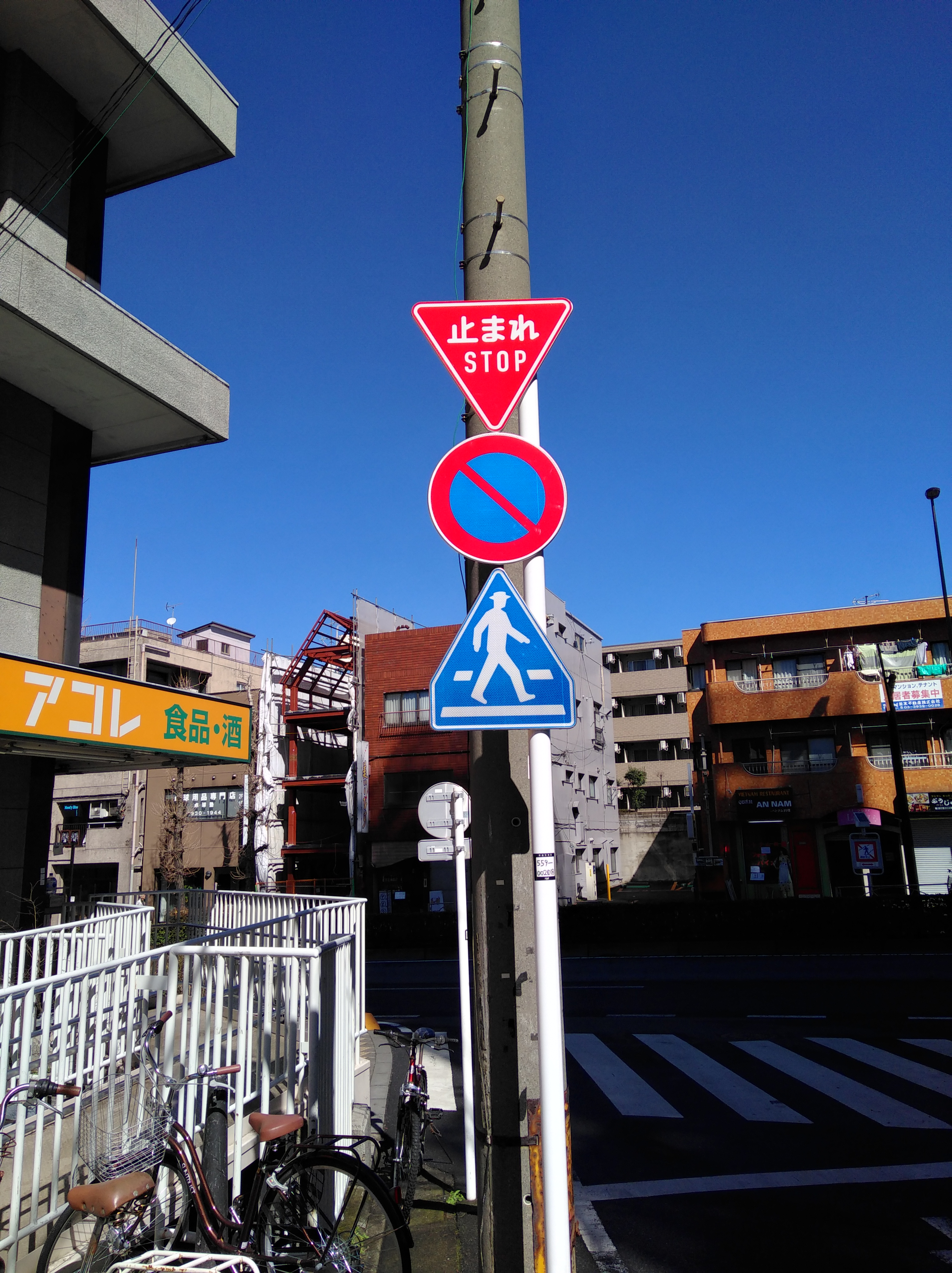
上から「一時停止」、「駐車禁止」「横断歩道 (407-A)」の3つを路側式で設置した例。一番上の「一時停止」標識は、2017年から設置が始まった新形式で、英語の"STOP"が併記されている。東京都板橋区・2018年設置。

日本の道路標識（にほんのどうろひょうしき）では、日本における道路標識について記述する。日本では道路上の安全と円滑のために道路標識が設置され、その様式や設置方法などは道路標識、区画線及び道路標示に関する命令に基づいて定められている。
日本における道路標識は本標識（案内標識、警戒標識、規制標識、指示標識）と、その本標識に付属する役割を持つ補助標識に区別されている。道路標識を設置する主体は都道府県公安委員会と道路管理者に分けられる。
道路標識の源流は江戸時代から設置が始まったとされる「道標」であり、日本で統一されたデザインの標識が設置され始めたのは大正時代のことである。その後、国内における道路交通情勢の変化に応じて様式の変遷・追加が行われ現在にいたる。

## 概要

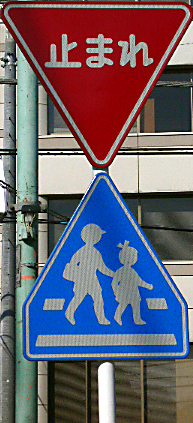
一時停止 (330) （旧）と横断歩道 (407)。いずれも本標識であり、上の一時停止は規制標識、下の横断歩道は指示標識に区分される。

日本では道路標識は道路における交通の安全と円滑を図るために設けられる。路面標示や信号機とは有機的あるいは補完的に設けられる。
日本の道路標識を大別すると本標識と補助標識に分けられる。本標識は案内標識、警戒標識、規制標識、指示標識の4つに区分され、補助標識は本標識に付属するものとしている。
案内標識は、道路案内のため主に青地または緑地に白の2色で表された標識で、目的地の方向や距離、現在地の情報、道路の路線番号などを通行者に伝えるために設置される。警戒標識は黄地に黒の2色で表された菱型の標識で、その先の交差点や踏切、車線減少、信号機や学校があることを通行者に注意を促すために設置される。規制標識は赤地に青・白または青地に白で表される。多くは円形あるいは四角形・逆三角形の標識で、通行者に通行規制や禁止事項を伝えるために設置される。指示標識は青地に白の2色で表される主に五角形や正方形の標識で、横断歩道、中央線、駐車可、優先道路などを運転者に伝えるために設置されるものである。補助標識は距離や区域、時間、車両の種類、方向など本標識を補足するための標識で、本標識の下に設けられる。
なお、これ以外に案内、注意喚起、指導用の看板類が設置されることがあるが、これらは一般に道路標識には含まれない。しかし、法令上で正式には定められていない標識として法定外標識と呼ぶことがある。
道路標識を設置・管理する主体で区別すると、都道府県公安委員会が所轄するものと、道路管理者（国土交通省、都道府県、市町村、NEXCOなど）が所轄するものに分けられる。規制標識および指示標識は都道府県公安委員会・道路管理者の両者が所轄する対象となるもの、もしくはどちらか片方が所轄するものが混在する。その一方で、案内標識と警戒標識は全て道路管理者の下で設置・管理が行われている。
法令上では定められていないが、交通に対する案内、警戒、規制、指示の内容を表現するために用いられる板を「標識板」、その標識板を固定するために用いられる支柱を「標識柱」と呼ぶ。

## 世界各国との比較
陸上で国境を接する国同士では自動車による越境が日常的に行われているが、島国であり他国と接続する道路を持たない日本ではこのようなことがないため、日本とそれ以外の国では道路標識の内容やデザインに大きな差がある。
国家間で道路標識や交通制度を統一することは陸路貿易の活性化や交通安全保持のために必要であり、実際に多くの国が「道路標識及び信号に関するウィーン条約（ウィーン条約）」に則って道路標識を制定している。この条約で提示された国際連合道路標識（国連標識）は、古くから国境を越えて道路網が発展してきたヨーロッパの様式を基に、母語に関係なく意味が理解できるように設計されているため、結果的にこの目的に適うものとなっている。
日本はウィーン条約を批准しておらず、更に独自の基準で道路標識を制定しているため、諸外国との統一性はあまり見られない。実際は、一部ウィーン条約を尊重した法整備や訪日外国人のレンタカー利用増加に向けた対応を行っているものの、依然として国際標準とは大きく異なっている。
例えば「一時停止」の標識は国際的に八角形または円形が一般的だが、日本は逆三角形のものを使用している。漢字のみでデザインされた標識（「危険物積載車両通行止め」「停車可」など）もあり、このように外国人旅行者がその意味を解するのが困難な標識は、運転時に混乱を引き起こしストレスや事故の原因となり得るため、国連標識に近づけるなどの対策や再整備が必要であるという指摘がある。2019年に行われた中部国際空港からレンタカーを利用する外国人への調査によると、「一時停止」の標識の意味を理解できる外国人の割合は3割以下であった。一方、日本の禁止を表す標識は原則として赤い丸に赤い斜線を加えるという原則が保たれているため、これと赤い丸のみで禁止を表す標識が混在する国連標識などと比べて統一感がある。
なお、日本は他国と比べて道路標識が数多く至るところに設置されている。公安委員会が設置する道路標識が他国と比べ多い理由は、道路網が密であり、主要幹線道路も都市内を貫通することで通過交通と地域交通が混在しており、これらの道路環境の中で安全と円滑を確保するにはきめ細やかな交通規制を実施せざるを得ないからである。

## 法律上の位置づけ

### 道路標識の設置に関する法律
道路法、道路交通法に基づき道路管理者と都道府県公安委員会は道路標識を設置しなければならない。
ここで言う「内閣府令・国土交通省令」が道路標識、区画線及び道路標示に関する命令（以下、標識令）である。標識令によって様式や設置基準、設置主体が規定されている。なお、都道府県や市町村が設置する案内標識や警戒標識の寸法や文字の大きさは条例によって独自に定めることができる（道路法第45条第3項）。
法律には定められていない事項に関してはマニュアルや基準が整備され、これに則って計画・設計・施工・維持管理が行われている。

### 道路交通法と道路標識
道路交通法に基づく交通規制は道路標識または道路標示による明示によってはじめて強制力を持つものであり、明示が無い場合は法定の規制が働く。この原則を「標識標示主義」と呼ぶ。すなわち、交通規制を行う規制標識・指示標識は分かりやすさ・見やすさがなければ効力が発生せず、適法な設置の標識でも認識できない状況のものはその効力が失われる。そのため、樹木に隠れるなどして見づらい規制標識・指示標識は無効となる。公安委員会から正規の手続きを受けないで設置された規制標識・指示標識も無効とされ、たとえ取締を行ったとしても違反者に対して反則金の返還や違反歴の削除を行うこととなる。

## 設置方法
標識を設置する際は建築限界を侵さず、視認性を損なわないようにしなければならない。道路標識の設置方法に関しては、道路管理者と公安委員会との設置主体の違いによって道路利用者に不便な道路標識が設置されているという指摘が存在する。同じ情報が複数表示されることのないよう、標識板の集約化などを行うことが望ましいとされている。

### 標識が受ける力
道路標識が受ける力には自重（道路標識自体の荷重）、風荷重、地震の影響や雪荷重、衝突荷重などがあり、構造上の安全性や耐久性の観点からこれらを考慮して設置方法を設計する必要がある。
風荷重は1975年（昭和50年）7月15日に通知された「道路付属物の基礎について」（建設省道路局企画課長通達）の規定に従い計算を行うこととなっている。路側式の標識では風速40 m/s、片持式・門型式・歩道橋添架式などは風速50 m/sの風が短期荷重として載荷されるものとして計算するが、地域や設置環境に応じて風速60 m/sと設定する事例もある。また、風を受ける方向によって正面から風を受ける場合（直風時）と斜め45度の方向から風を受ける場合（斜風時）の2種類の計算を行うことが考えられ、斜風時は直風時と比べ標示板には1/2倍、円形の1/√2倍の風荷重が掛かるものとする。
地震の影響については、一般に標示板の自重が比較的軽くて面積が大きいことから風荷重が地震により作用する慣性力を優越するため、地震の影響に対する安全性もある程度は確保されているものとして考えられてきた。ただし、道路情報板などが併設された道路標識の場合は地震の影響が風荷重よりも支配的になることも考えられる。また、共振により標識柱が座屈した事例が報告されている（地震発生時以外でも高架橋と標識柱の固有周期が一致して座屈する可能性はある）。
こうした標識が受ける力を設計するにあたっては、「常時（自重＋雪荷重）」「暴風時（自重＋雪荷重＋風荷重）」「地震時（自重＋地震の影響）」の3つの条件を仮定して行われることが一般的である。

### 設置方法の分類
道路標識の設置方式は標識柱の形態によって以下のように分類される。
- 路側式：標識板を単一又は複数の柱に取り付け、道路の路端や歩道などに設置する方式。柱が1本のみの場合を単柱式、柱が複数ある場合は複柱式と呼ぶ。
- 片持式（オーバーハング式）：道路の路端や歩道などに設けられた柱から、梁を用いて車道部の上方に張り出させる方式。柱の形状によって逆L型・F型・テーパーポール型・T型などに分けられる。
- 門型式（オーバーヘッド式）：柱を道路を跨ぐように設置し、車道部の上方に標識板を設置させる方式。
- 添架式：信号機、道路照明灯、横断歩道橋などに取付金具を用いて標識板を設置させる方式。

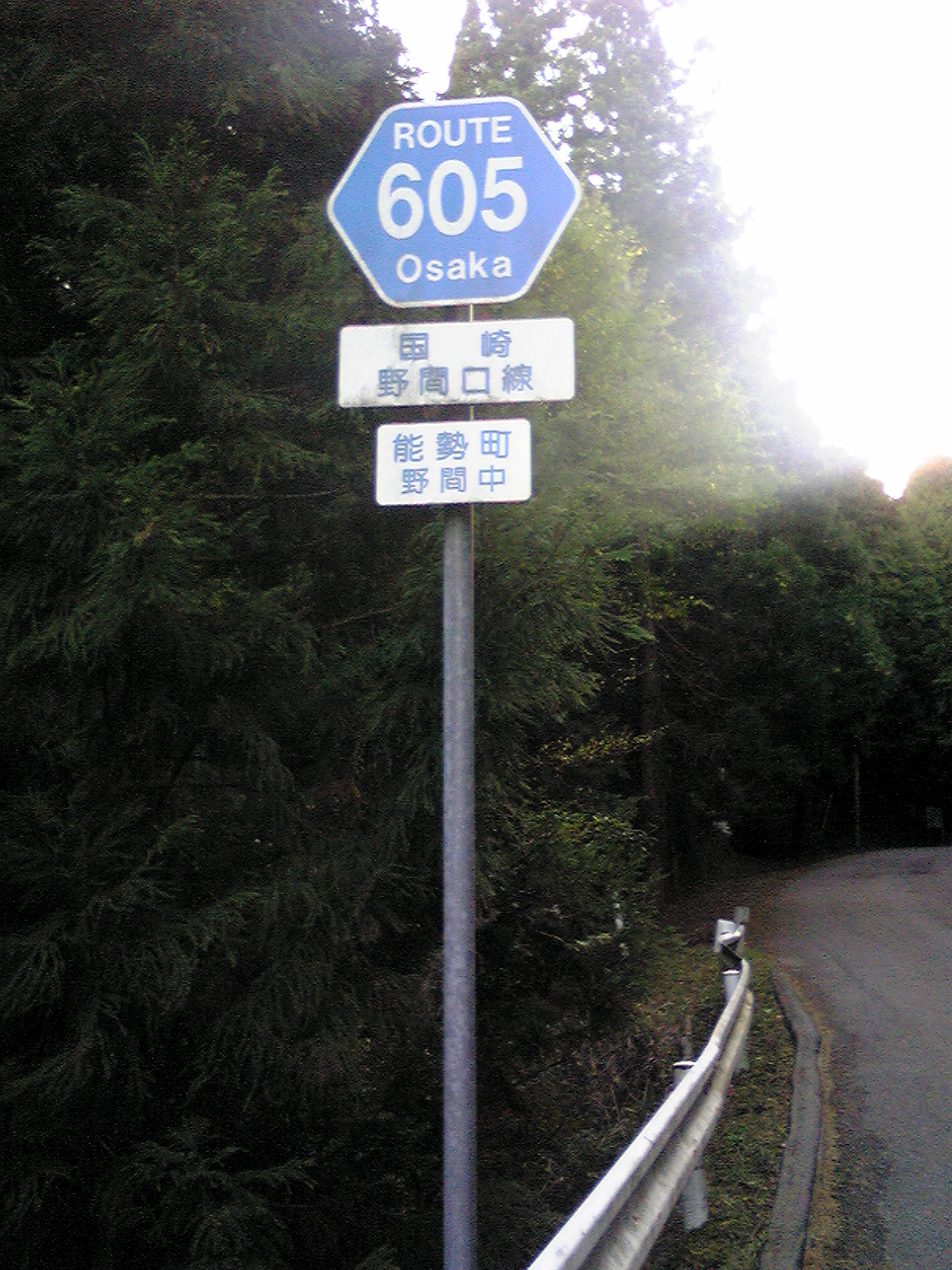
路側式（単柱）の例 （大阪府能勢町）
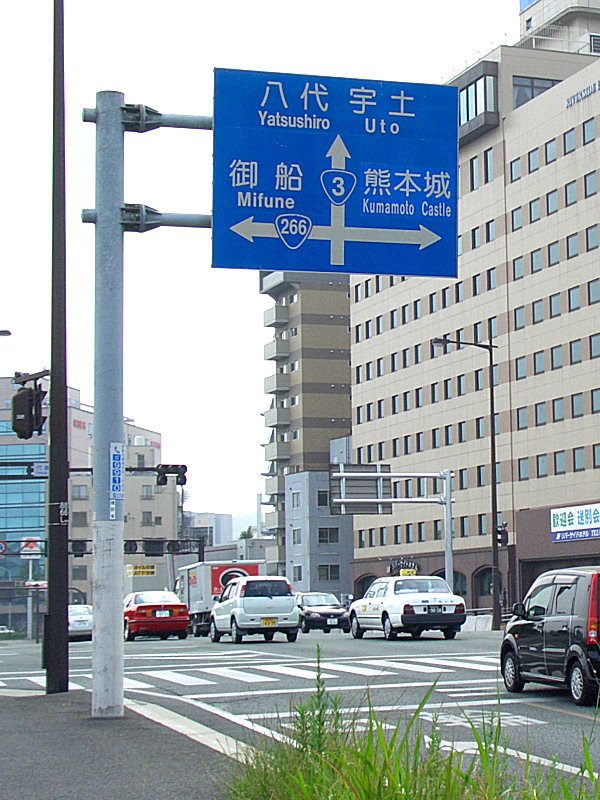
片持式（F型）の例（熊本市中央区）
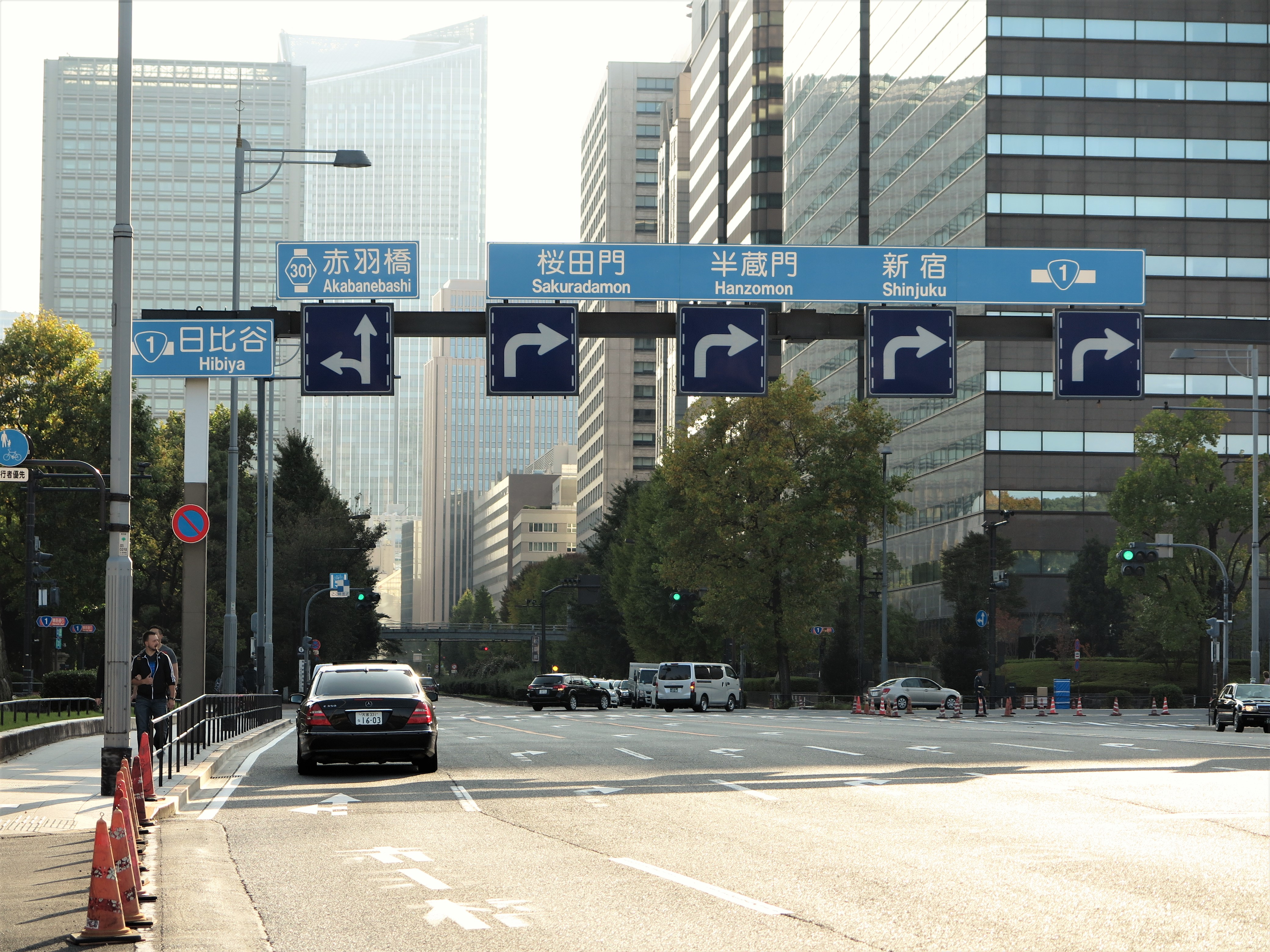
門型式の例（東京都千代田区）
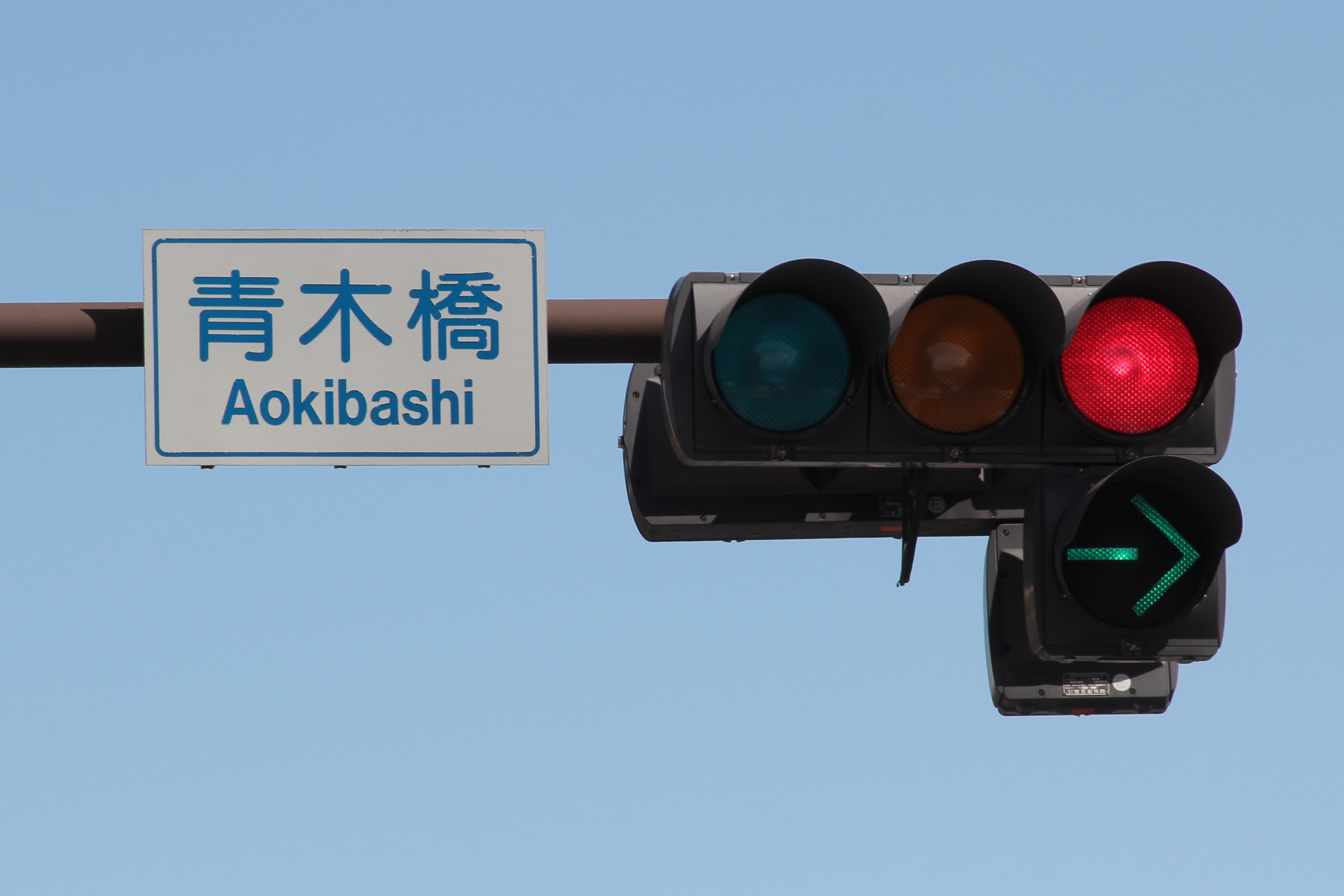
添架式の例（横浜市神奈川区）

### 着雪対策
多雪地域において標識板に着雪することは視認性の悪化を招くため、標識板を傾斜して設置して風の流れを強くすることで着雪を防止してきた。一方で、大型の案内標識板は裏面に雪が積もって落雪が起こることがあるため、それを防ぐためにフラット型・屋根型・カバー型などの方法で標識板裏面の積雪を防いでいる。

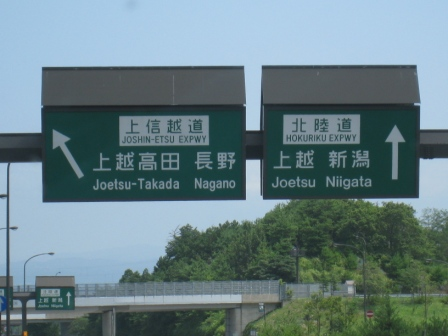
積雪防止のため屋根型にした標識の例（北陸自動車道 新潟県上越市）

### 基礎
道路標識の基礎は標識板や標識柱の自重および風荷重を安全に地盤に伝え、標識を堅固にする。基礎は支持、転倒および滑動に対して安定する設計されなければならない。なお、地震発生後の液状化現象により基礎の傾斜が見られることはあっても、倒壊に至ったケースは報告されていない。
道路標識の基礎は以下のものが一般的である。
- 直接基礎：一般道等の大型標識で多く見られ、長方形断面を道路進行方向に長くすることで風荷重に抵抗できる構造となっている。
- ケーソン基礎：小型標識で見られる縦長の基礎で、支柱をコンクリートに埋め込むことが多い。
- 杭基礎：高速道路等の法面に設置される標識で多く用いられる。コンクリート本体にH形鋼2本を使用したタイプが多いが、一方で市街地の片持式標識で設置スペースが制約される場合はH形鋼とアンカーボルトを直結した1本杭も用いられる。
- 根かせ基礎：公安委員会が設置する小型標識に使用されることが多い。根かせのついた標識柱を土中に埋め込み、地際部をコンクリートで固める。
- 置き基礎：一時的な仮設の標識で見られる形態で、コンクリートブロックに支柱を埋め込んだ構造が多い。

基礎と支柱の接合部は大別して「支柱埋め込み式」と「ベースプレート式」の2種類に分けられる。支柱埋め込み式は支柱を基礎の中に直接埋め込み、支柱が設置後に傾斜しないように空隙部にモルタルを充填する。ベースプレート式は支柱端部に溶接されたベースプレートと基礎をアンカーボルトにより接合する。このときベースプレートを含め支柱下端部をコンクリートで覆うことがある。

## 標識板

### 寸法
標識令において、道路標識の寸法が規定されている。
- 警戒標識 : 一辺45 cm
- 円形の本標識 : 直径60 cm
- 三角形の標識 : 一辺80 cm
- 正方形の標識 : 一辺60 cm（一部の標識は90 cm）
- 補助標識 : 横40 - 60 cm、縦10 cm以上

一部の案内標識は寸法の制限が設けられてなく、代わりに文字の大きさの基準値が設けられている（後述）。
道路の設計速度や交通の条件によって、道路標識の拡大や縮小が可能である。警戒標識の場合、設計速度が60 km/h （時速60キロメートル）以上の道路においては規定の2倍の大きさまで標識を大きくでき、設計速度が100 km/h 以上の場合は同様に2.5倍の大きさまで大きくできる。一方、規制標識や指示標識は規定の2倍の大きさまで拡大、又は1/2倍の大きさまで縮小できる。拡大する場合は通常は1.5倍に拡大したものを採用される。

道路標識の基準は、従来はすべての道路について、標識令によって規定されていたが、地方分権の流れのなかで、2012年4月1日からは、都道府県道や市町村道で設置する標識の寸法については、道路管理者である自治体の条例で定めることになった。具体的には、道路法第45条の規定が改正され、以下のようになった。
このように改正されたきっかけは、金沢市が2006年（平成18年）3月31日に内閣府の構造改革特別区域（周辺環境に調和した道路標識金沢特区）に認められ、この特区の全国展開として地域の特性に応じて柔軟に対応できるよう基準を緩和すべきと判断されたためである。

### 反射材料等による分類
標識板は夜間における視認性を確保するための方式によって以下のように分類される。
- 反射材料による方式：夜間における道路標識の視認性の向上のため標識板表面に反射シートが用いられたもので、反射式標識板とも呼ばれる[45][49]。反射材にはガラスビーズを用いたもの（封入レンズ型、カプセルレンズ型）とプリズムを用いたもの（封入プリズム型、カプセルプリズム型、広角プリズム型）がある[2]。反射材を使用しつつも、太陽電池などによって輪郭などを発光させる「自発光式道路標識」の設置もできる[49]。
- 照明装置を持つ方式[50]：
  - 外部照明方式：反射式標識板の判読性、視認性を高める目的で補助的に蛍光灯[51]を用いて照明する方法。反射材の性能向上によって新設が無くなっている。外部照明方式の中には反射式標識板を照らす光源にサーチライトを用いた遠方照明方式もある[52]。この遠方照明方式を応用して標識板の反射材料に紫外線によって発光するものを使用して、照射した紫外線による発光で視認性を向上させるものが存在する[53][54]。

遠方照明方式は光源が比較的低く設置され、高所となる標識柱に上ることがなく、付属されることが多い梯子や作業台を使えば良いために光源の点検・交換が容易な事から、後述する内部照明方式に代えて高速道路のインターチェンジ（IC）・ジャンクション（JCT）の案内標識に使われることもある。
  - 内部照明方式：標識板の内部に光源を設け、自発光することにより判読性、視認性を確保する方式。高速道路のインターチェンジ（IC）・ジャンクション（JCT）における行動点など重要度の大きな標識に用いられる。

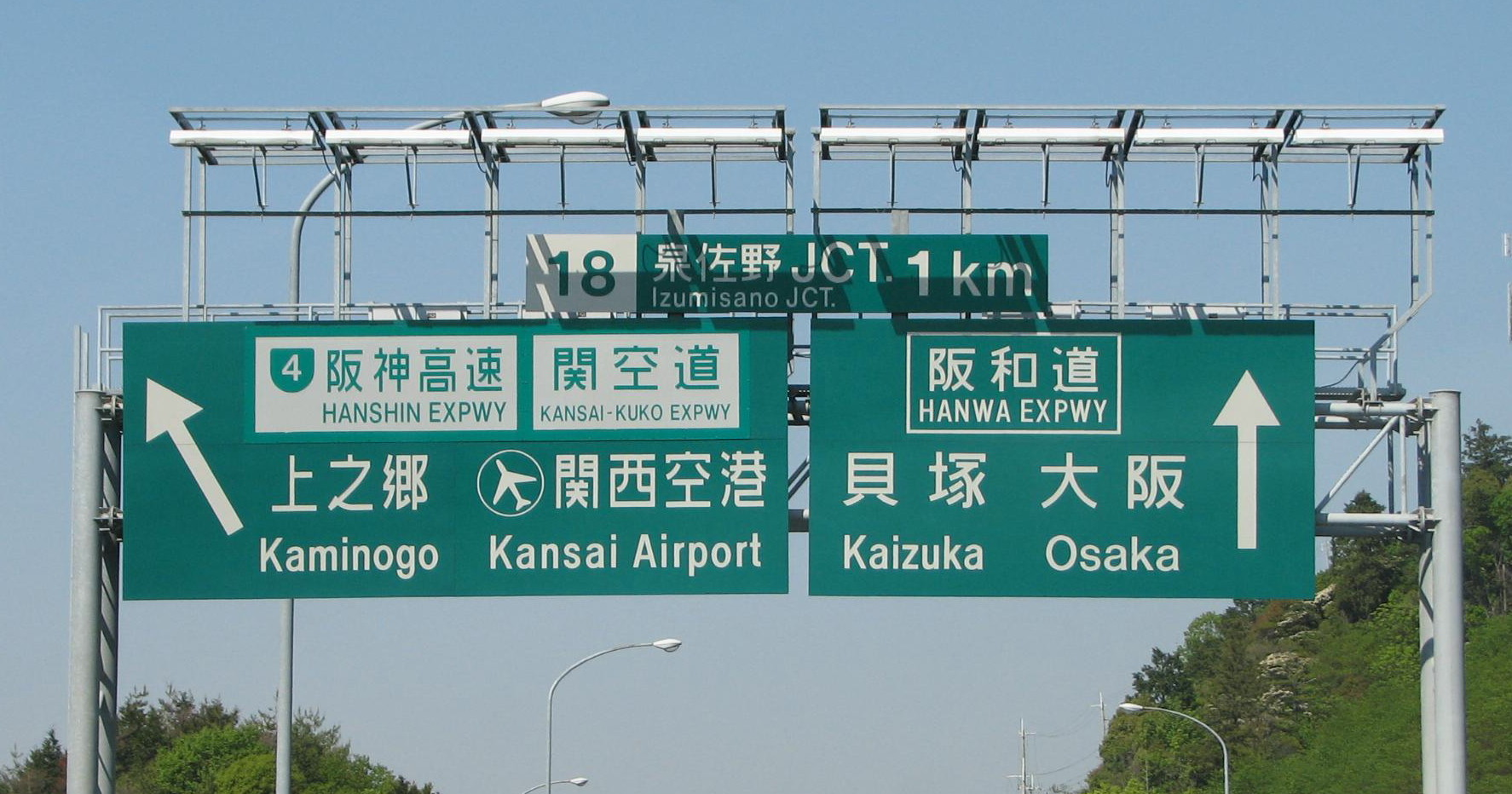
外部照明方式を用いた標識の例（阪和自動車道 大阪府泉佐野市）
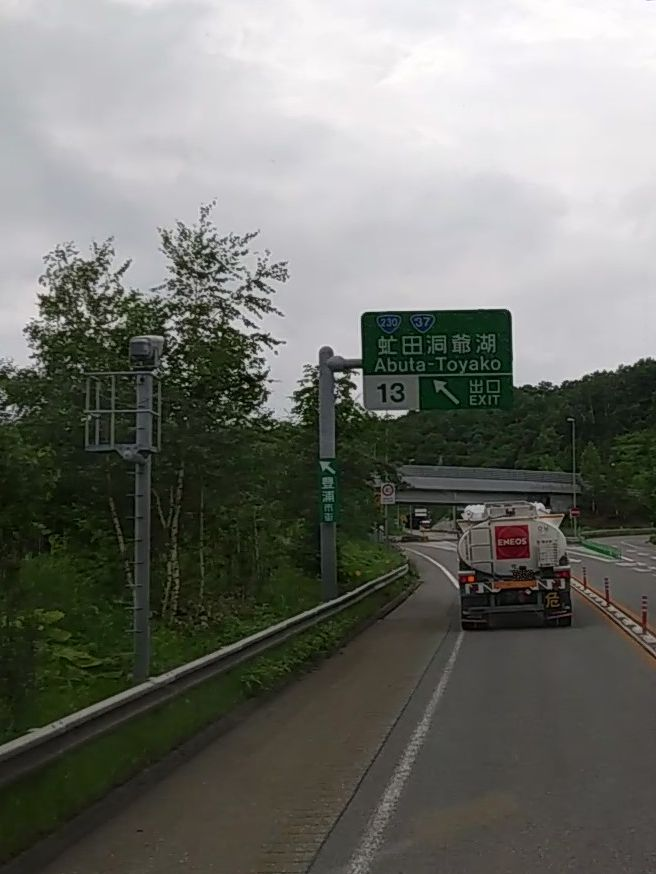
外部照明方式（遠方照明方式）を用いた標識の例（道央自動車道 北海道虻田郡洞爺湖町）
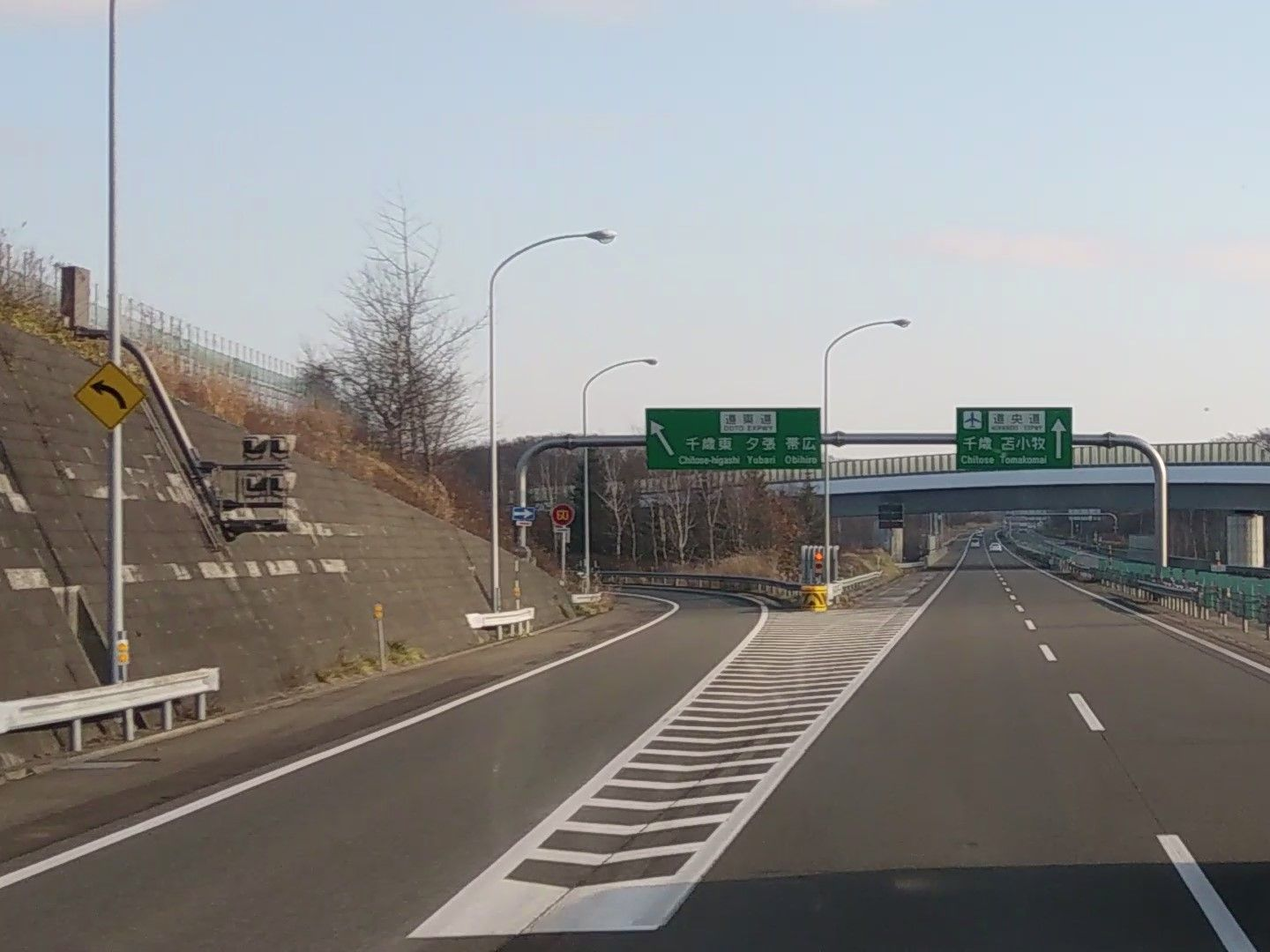
外部照明方式（遠方照明方式）を用いたジャンクション分岐部直前の「方面及び方向（108の2-E）」標識の例（道央自動車道 北海道千歳市）
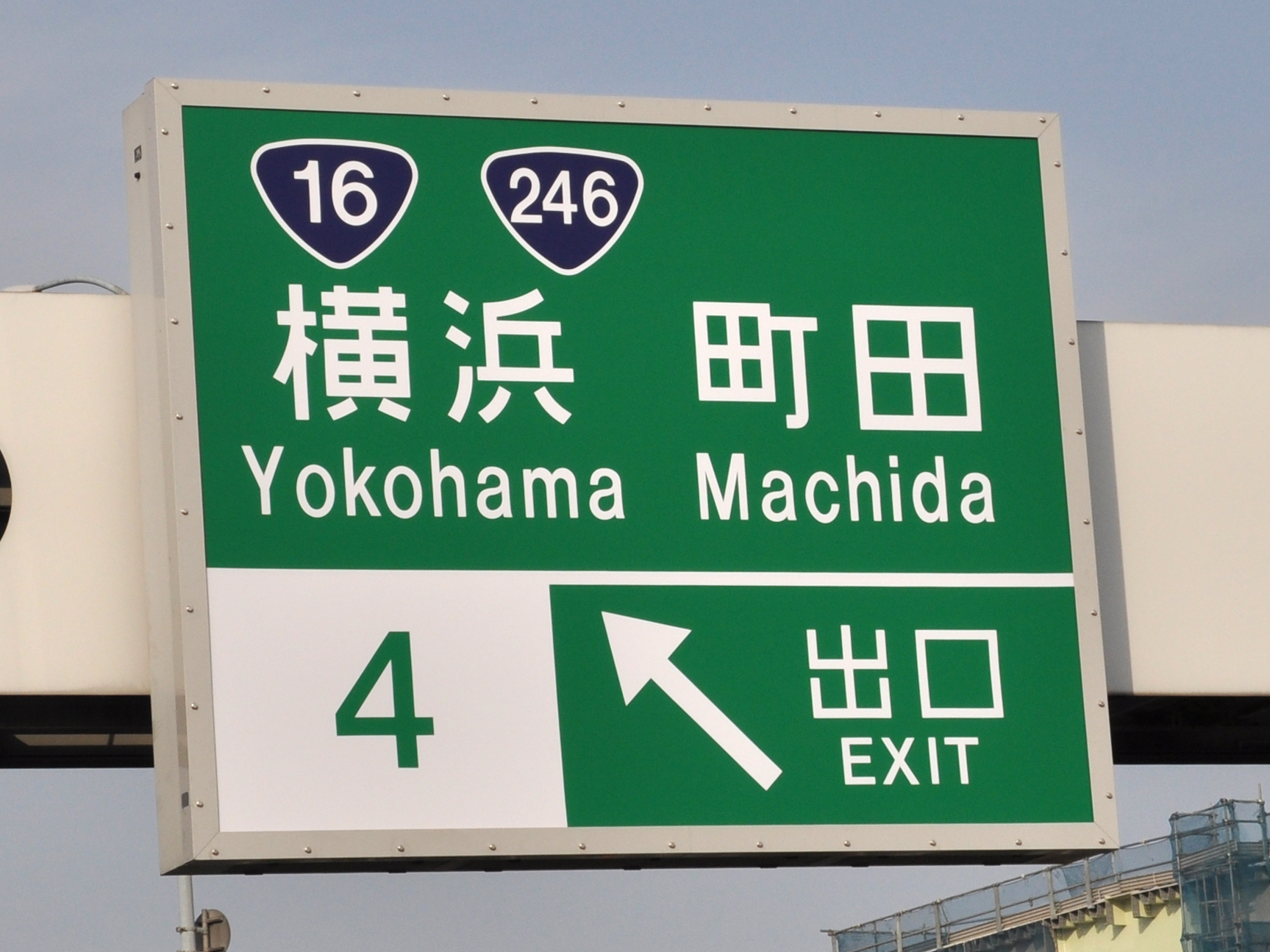
内部照明方式を用いた標識の例（東名高速道路 東京都町田市）

### 可変標識
表示内容を日時や道路状況によって変えられる構造を持ったものを可変式道路標識（可変標識）と呼び、このような形態は規制・指示標識のみならず道路情報の提供にも用いられる。交通規制がきめ細かく行われる場合には道路利用者が補助標識の判読に時間がかかることが多いため、その負担を軽減させるために必要な標識図柄を必要な時間帯だけ表示するようにした道路標識である。

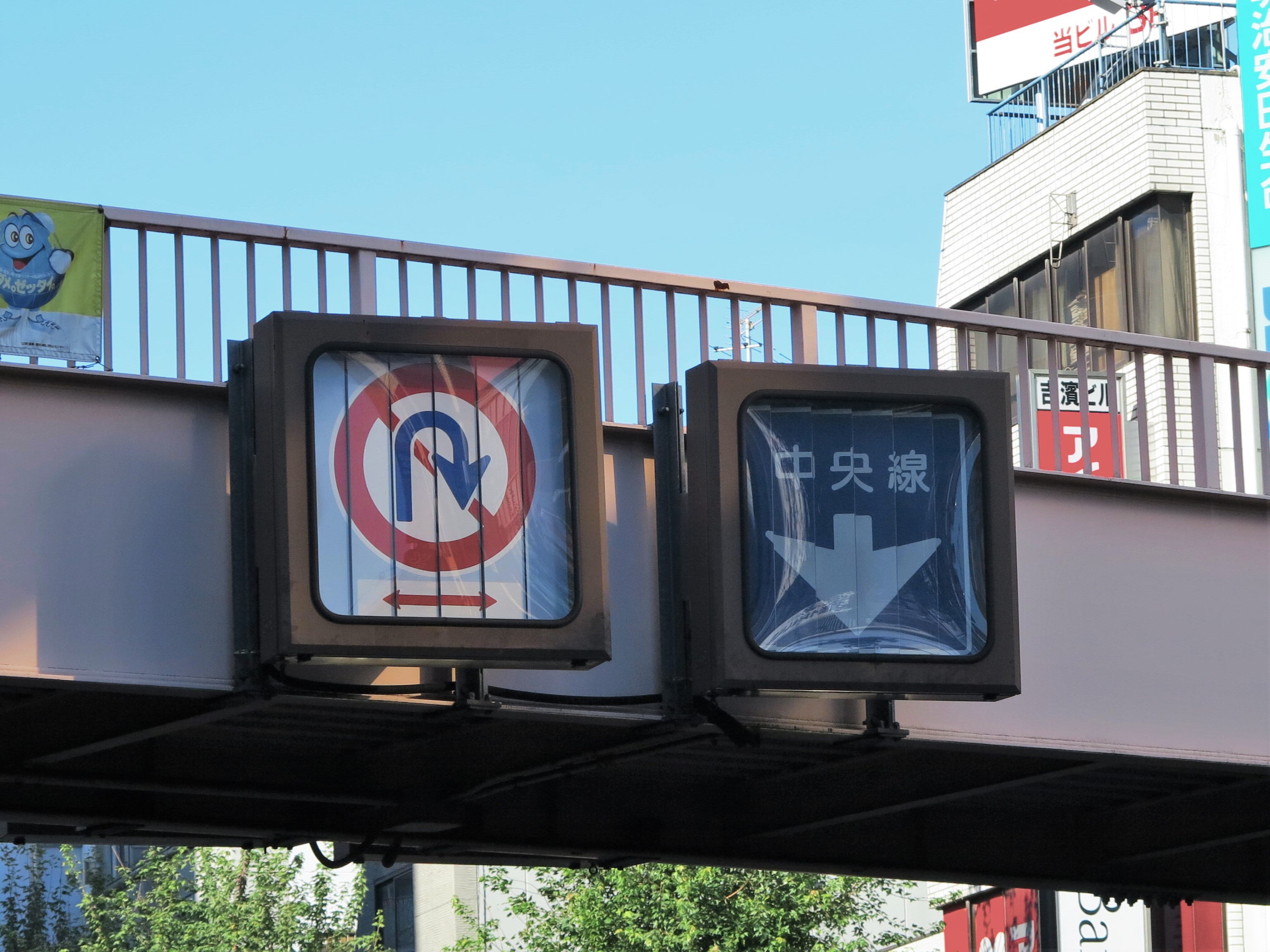
可変標識の一例。写真の例はリバーシブルレーンを実施するために可変標識を設置している。
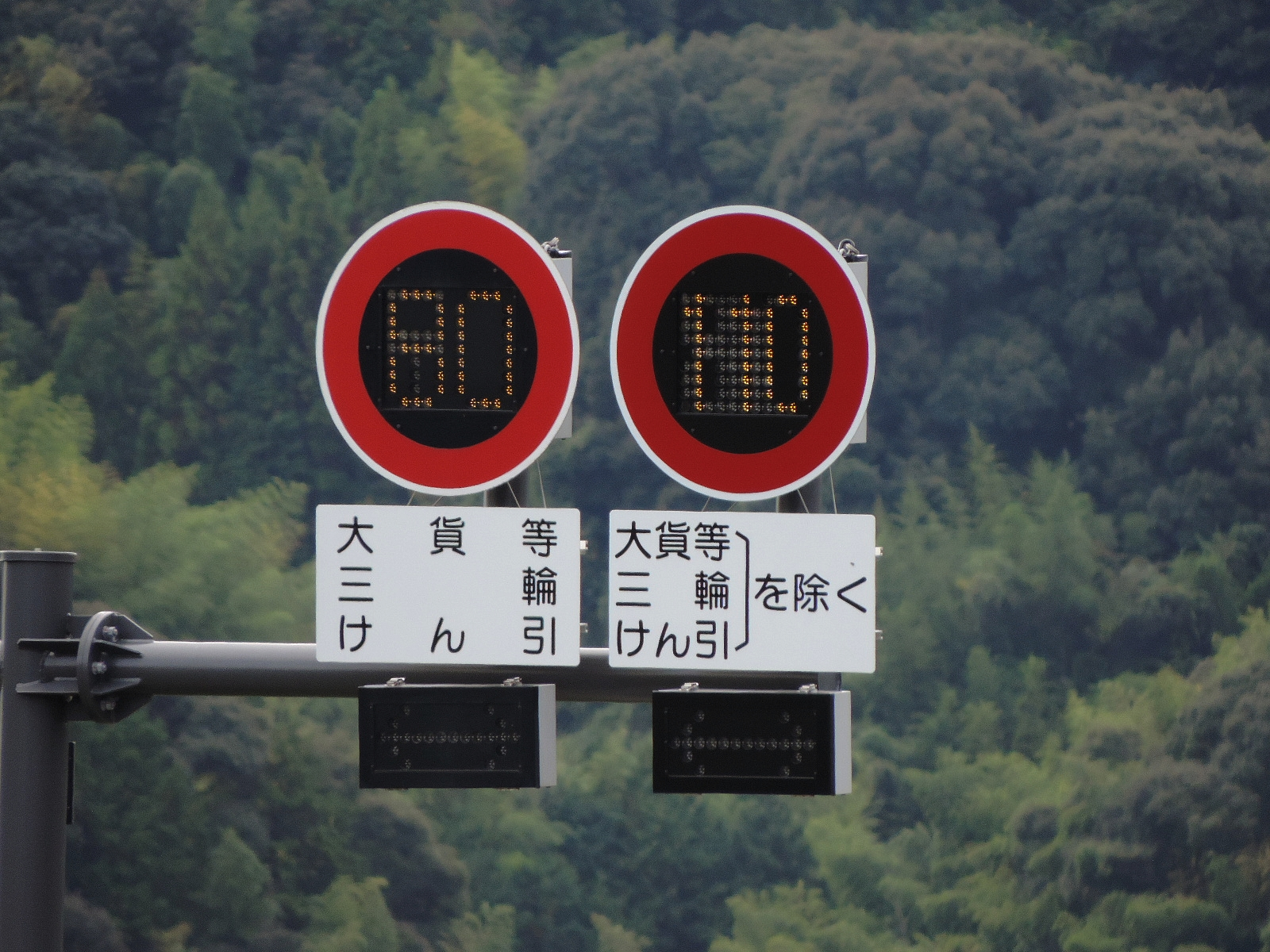
可変式速度規制標識（新東名高速道路 静岡県藤枝市）

### 逆光対策標識
東西に走る道路にある道路標識は朝夕の太陽の位置によって逆光となり、著しく視認性が落ちることがある。そのため、時間帯を問わず標識の視認性を維持する目的で文字部分にスリットを入れたり、白色部分にパンチングメタルを使用するなどした道路標識を設置することがある。

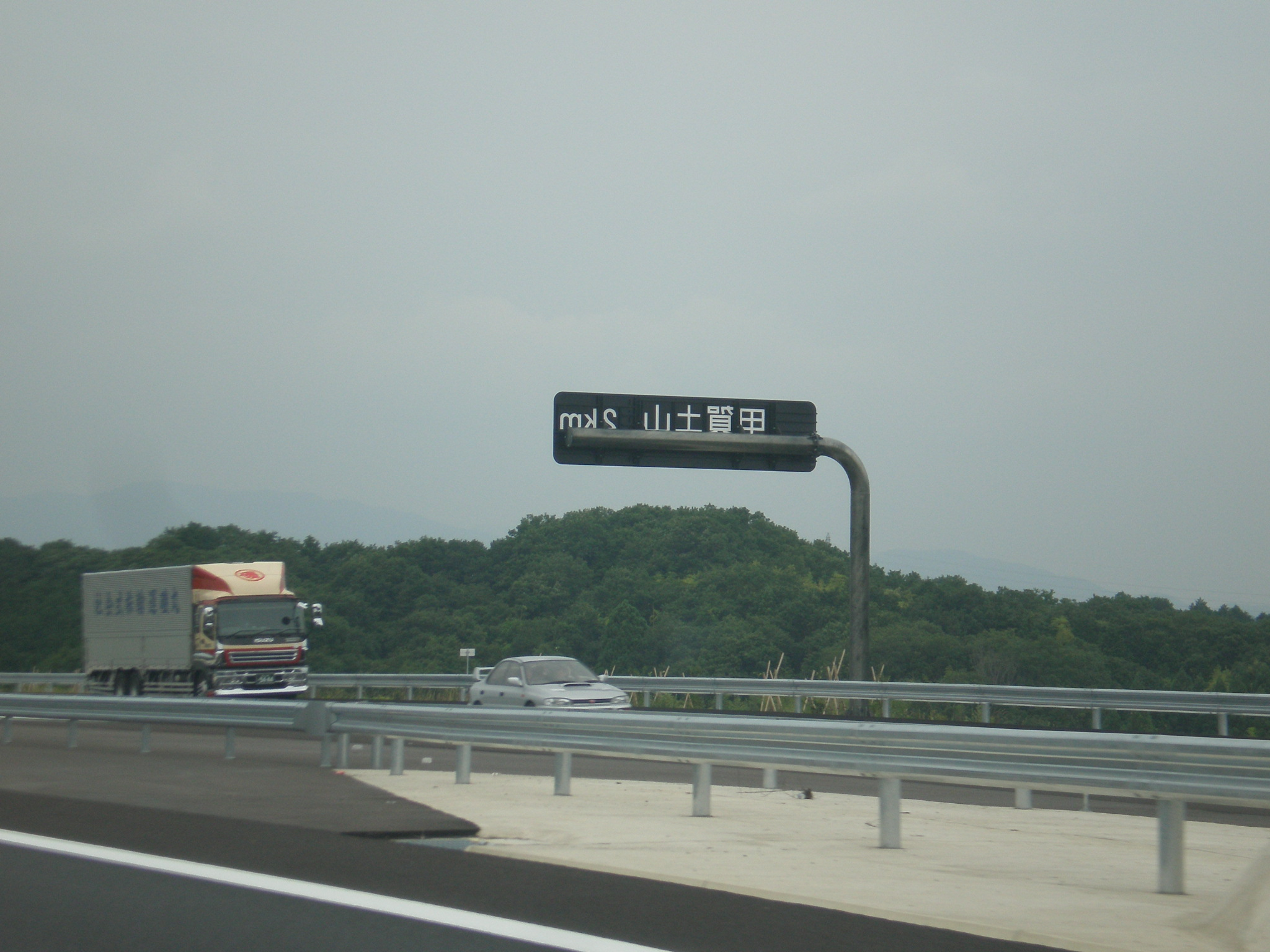
出口の予告（109）の文字部分に逆光対策としてスリットを使用している標識 （新名神高速道路 滋賀県甲賀市）
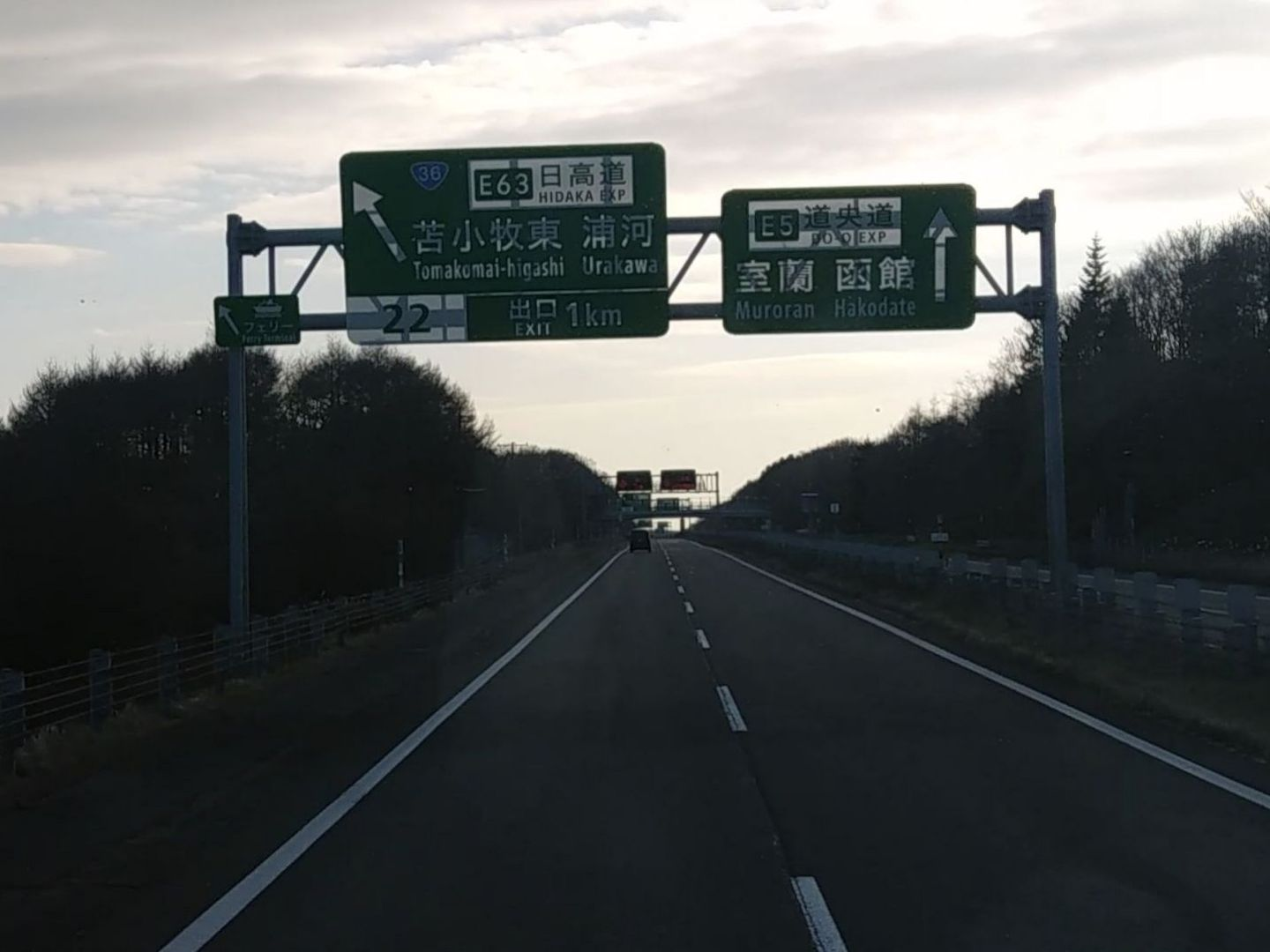
方面及び出口の予告（110-A）と方面及び方向（108の2-D）の白色部分に逆光対策としてパンチングメタルを使用している標識 （道央自動車道苫小牧東インターチェンジ付近 北海道苫小牧市）

## 色彩

### 表示面の色彩
道路標識に用いられる色彩は、標識令では「緑色」、「青色」、「黄色」などとされているのみであり、具体的な色度の指定はされていない。一方で、日本産業規格（JIS)により保安用反射シート及びテープの規格が決められており、道路標識の色彩はこちらに準拠している。

### 表示面以外の塗装
標識板や標識柱には腐食防止のため防錆処理が行われ、その一環として塗装が施される。塗装で用いられる色は原則として白色か灰色（大型の標識柱の場合は重たい印象を与えないため亜鉛めっきが主流）だが、周辺環境や景観との調和のために異なる色を用いることもある。その場合はダークグレーやダークブラウンなどが採用される。

## 道路標識の種類
以下の説明において、（）は標識の番号を示す。

### 本標識

#### 案内標識
案内標識は道路利用者に対して市町村の境界、目的地や通過地への方向および距離などを示すとともに、利用者の利便のため必要な沿道に関する各種の案内を行う標識である。全ての案内標識が道路管理者によって設置される。
- 目的地や通過地への方向、距離、経由路線などを示すものを「経路案内」、行政境界や地点の案内を行う「地点案内」、登坂車線や駐車場などの道路上の施設を案内を行う「付属施設案内」の三種類に分けられる[65][66]。通常、経路案内標識は日本語（かな漢字）、ローマ字+英語の2種類で表記されるが、自治体によってはさらにロシア語（キリル文字）、韓国語（ハングル）、中国語（簡体字・繁体字）表記が追加される。
- 案内標識は文字数や内容によって標識板の寸法が異なるため、文字などの大きさが定められている[67]。
  - 文字などの大きさは寸法と同じく都道府県や市町村が条例に基づき設定することができる（道路法第45条第3項）[46]。この例として、東京都などではローマ字寸法を拡大し、外国人旅行客を含め視認性が向上したことなどがあげられる[68]。
  - 漢字の大きさは下表の通り（いずれも基準値）。
  - ローマ字の大きさは大文字が漢字の1/2、小文字が大文字の3/4程度である。

| 設計速度        | 漢字の大きさ |
| --------------- | ------------ |
| 70 km/h以上     | 30 cm        |
| 40、50、60 km/h | 20 cm        |
| 30 km/h以下     | 10 cm        |

経路案内標識

入口の方向 (103-A)
入口の方向 (103-B)
入口の予告 (104)
方面、方向及び距離 (105-A)
方面、方向及び距離 (105-B)
方面、方向及び距離 (105-C)
方面及び距離 (106-A)
方面及び距離 (106-B)
方面及び距離 (106-C)
方面及び車線 (107-A)
方面及び車線 (107-B)
方面及び方向の予告 (108-A)
方面及び方向の予告 (108-B)
方面及び方向の予告 (108-B)
方面及び方向 (108の2-A)
方面及び方向 (108の2-B)
方面及び方向 (108の2-B)
方面及び方向 (108の2-C)
方面及び方向 (108の2-D)
方面及び方向 (108の2-E)
方面、方向及び道路の通称名の予告 (108の3)
方面、方向及び道路の通称名 (108の4)
出口の予告 (109)
方面及び出口の予告 (110-A)
方面及び出口の予告 (110-B)
方面、車線及び出口の予告 (111-A)
方面、車線及び出口の予告 (111-B)
方面及び出口 (112-A)
方面及び出口 (112-B)
出口 (113-A)
出口 (113-B)
国道番号 (118-A)
国道番号 (118-B)
国道番号 (118-C)
都道府県道番号 (118の2-A)
都道府県道番号 (118の2-B)
都道府県道番号 (118の2-B) 主要地方道
都道府県道番号 (118の2-C)
都道府県道番号 (118の2-C) 主要地方道
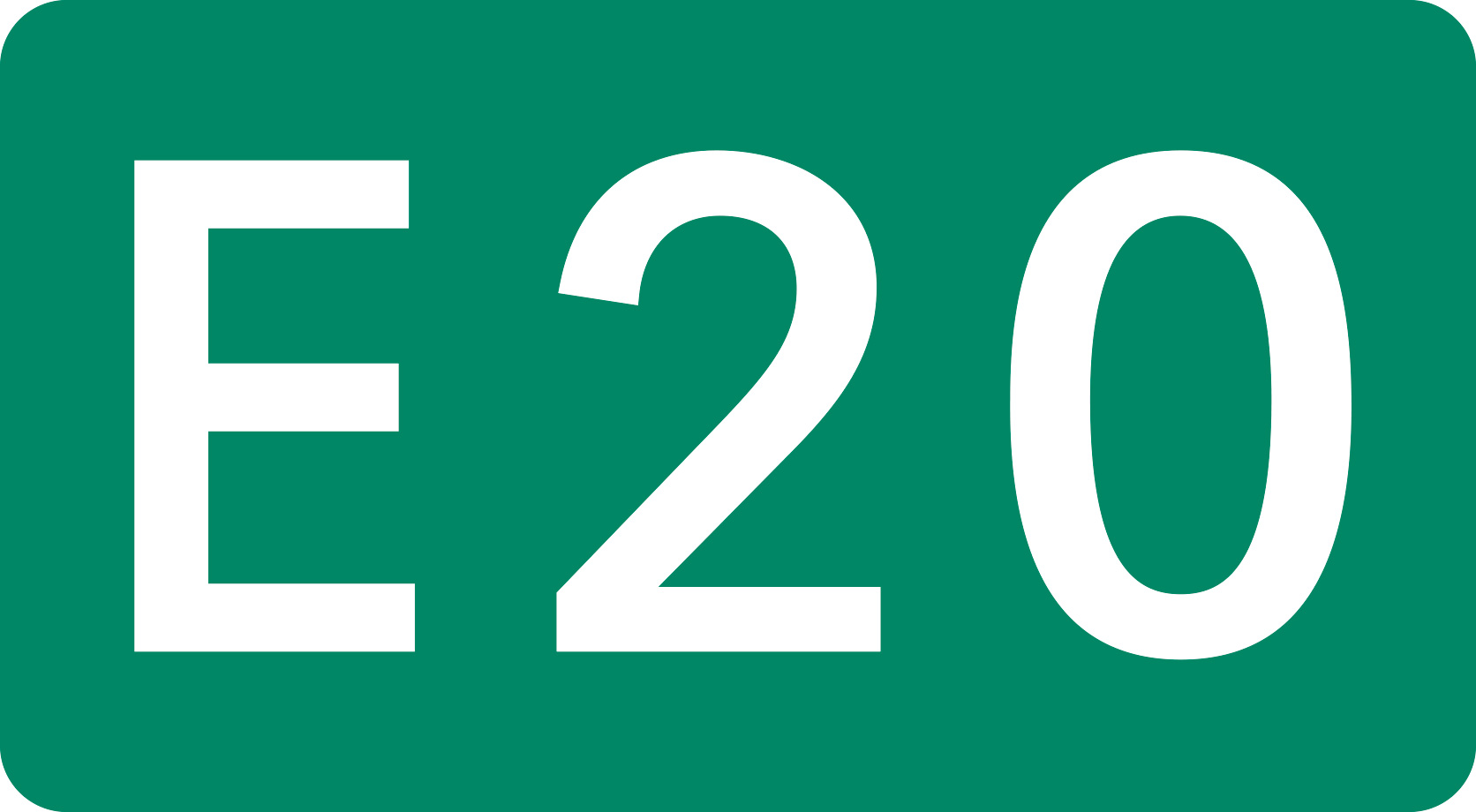
高速道路番号 (118の3)
総重量限度緩和指定道路 (118の4-A)
総重量限度緩和指定道路 (118の4-B)
高さ限度緩和指定道路 (118の5-A)
高さ限度緩和指定道路 (118の5-B)
高さ限度緩和指定道路 (118の5-C)
高さ限度緩和指定道路 (118の5-D)
118の4-Aと5-Aの複合
118の4-Bと5-Bの複合
道路の通称名 (119-A)
道路の通称名 (119-B)
道路の通称名 (119-C)
道路の通称名 (119-D)
まわり道 (120-A)
まわり道 (120-B)

- 一般道路に設置される経路案内標識はその色から「青看」と呼ばれる[69]。「国道番号」や「都道府県道番号」はその形状からそれぞれ「おにぎり」や「ヘキサ」と愛称が付けられている[70]。
- 「国道番号」「都道府県道番号」で番号の後ろに「-B」「-C」が付く様式は「交差道路標識」[71][72]や「卒塔婆」[73]と呼ばれる。原則として両面設置を行い[72]、地図と連動させて案内できるよう、赤（一般国道）、緑（主要地方道）、黄色（一般都道府県道）のように色分けして設置する[71][74]。
- 案内標識で案内の対象となる地名を「目標地」と呼ぶ。目標地の案内方法には「地名方式」「路線番号方式」の2種類に分けられ、日本では地名方式が採用されている[75][注釈 3]。経路案内標識で案内される目標地は下表のように「基準地」「重要地」「主要地」「一般地」に分類されている[77]。案内の対象となる道路の種類に応じて、案内される目標地が決まる[78]。すなわち、経由地・目的地がほとんど一致する道路であっても、必ずしも同じ案内内容になるとは限らない。
  - 目標地は都道府県ごとに、国土交通省地方整備局国道事務所と都道府県及び政令指定都市の道路管理者により構成される連絡調整会議で決定される[79]。殆どは市町村名だが、施設名（空港等）や著名な史跡、名勝地等が選ばれることがあるなど、必ずしも市町村名・町丁名であるとは限らない。
  - 距離を示す際に用いられる「目標地の中心地点」は、市町村名の場合は原則として「市役所や町村役場の正面地点」としているが、不適当な場合は主要交差点や駅など、その地域を代表する別の地点が選ばれることもある[80]。なお、目標地としての「東京」は、日本橋（日本国道路元標）を中心地点として定めている。
  - 現行の案内標識は表示されている地名を順次入れ替えていくのがルールであるが、目標地が見慣れないものに入れ替わる、掲示情報が途中で途切れているものも存在する問題点が指摘されている[81]。この背景には平成の大合併による影響や、道路管理者ごとで案内標識の内容を定めるため異なった管轄のものと調整が取りづらいこと、参照にできるレイアウト図が少ないことに加え、関係者がコミュニケーションデザインについての理解が不十分であることなどが挙げられる[81]。

| 区分   | 候補となる地点                                           | 例（東京都の場合）                   |
| ------ | -------------------------------------------------------- | ------------------------------------ |
| 基準地 | 重要地の中で特に主要な地点。概ね1県1地点（後述）         | 東京                                 |
| 重要地 | 都道府県庁所在地、政令指定都市、地方生活圏の中心都市など | 東京、八王子、日本橋、上野、新宿など |
| 主要地 | 二次生活圏の中心となっている自治体など                   | 奥多摩、府中、銀座、本郷など         |
| 一般地 | 上記以外の自治体、著名地点など                           | 日野、武蔵野、秋葉原、早稲田など     |

- 都道府県庁所在地以外で「基準地」に指定されている都市[76]：函館市・室蘭市・浦河町・旭川市・留萌市・稚内市・網走市・帯広市・釧路市・根室市・高崎市・松本市・浜田市・下関市・今治市・宇和島市・室戸市・四万十市・北九州市・名護市
- 都道府県庁所在地で「基準地」に指定されていない都市[76]：さいたま市・千葉市・横浜市・山口市

地点案内標識

市町村 (101)
都府県 (102-A)
都府県 (102-B)
著名地点 (114-A)
著名地点 (114-A)
著名地点 (114-B)
主要地点（114の2-A）
主要地点（114の2-B）

- 「市町村」や「都府県」は市町村・都府県界に設置し、これから入る市町村・都府県名を記す。この標識には自治体名のほか、都府県章や市区町村章を併記することができる[83]。「カントリーサイン」とも呼ばれ、特に都府県章・市区町村章や地域のシンボルやイメージを描いた絵を挿入した標識を指す[84]。
- 「著名地点」は鉄道駅や港、観光地や官公庁などの著名地点を案内する場合に設けられる。著名地点まで誘導を行いたい場合は矢印と距離が設けられ、更には必要に応じてシンボルマークが設けられる[85]。歩行者向けに角を丸く取った様式（114-B）が存在し、地図と併設したものを「地図標識」と称している[86]。
- 「主要地点」は主な交差点、橋梁やトンネルなど交通上の目標となる地点に設置され、その名称を記す。通常は横型のものを用いるが、設置が困難な場合に限り縦型のものを用いる[87]。観光先進国や地方創生の実現に向けて、観光地等付近ではその観光地等の名称に変更するよう改善を進めている[88]。

付属施設案内標識

料金徴収所 (115)
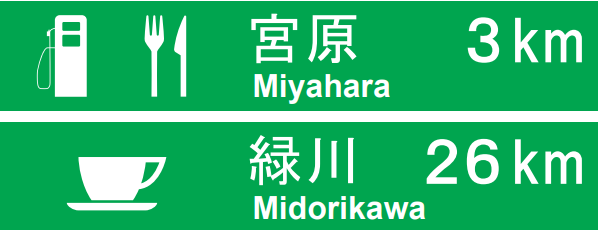
サービス・エリア、道の駅及び距離 (116)
サービス・エリア、道の駅の予告 (116の2-A)
サービス・エリア、道の駅の予告 (116の2-A)
サービス・エリア、道の駅の予告 (116の2-B)
サービス・エリア (116の3-A)
サービス・エリア (116の3-A)
サービス・エリア (116の3-B)
非常電話 (116の4)
待避所 (116の5)
非常駐車帯 (116の6)
駐車場 (117-A)
駐車場 (117-B)
サービス・エリア又は駐車場から本線への入口 (117の2)
登坂車線 (117の3-A)
登坂車線 (117の3-B)
エレベーター (121-A)
エレベーター (121-B)
エレベーター (121-C)
エスカレーター (122-A)
エスカレーター (122-B)
エスカレーター (122-C)
傾斜路 (123-A)
傾斜路 (123-B)
傾斜路 (123-C)
乗合自動車停留所 (124-A)
乗合自動車停留所 (124-B)
乗合自動車停留所 (124-C)
路面電車停留場 (125-A)
路面電車停留場 (125-B)
路面電車停留場 (125-C)
便所 (126-A)
便所 (126-B)
便所 (126-C)

- 「非常電話」や「非常停車帯」は自専道でそれぞれの手前又は頭上に設置し、その存在を記す[89]。
- 「登坂車線」は登坂車線の存在を記す。一般道路では原則として開始位置に設置される[90]。ただし、自専道においては開始位置のほか、予告や終了位置にも違う様式のものが設置される[91]。
- 「エレベーター」 - 「便所」までの案内標識はそれぞれの施設の位置を明示する。「バリアフリー標識」と呼ばれるもので、高齢者や身体障害者等の移動を円滑にするために設置される[92]。

ギャラリー

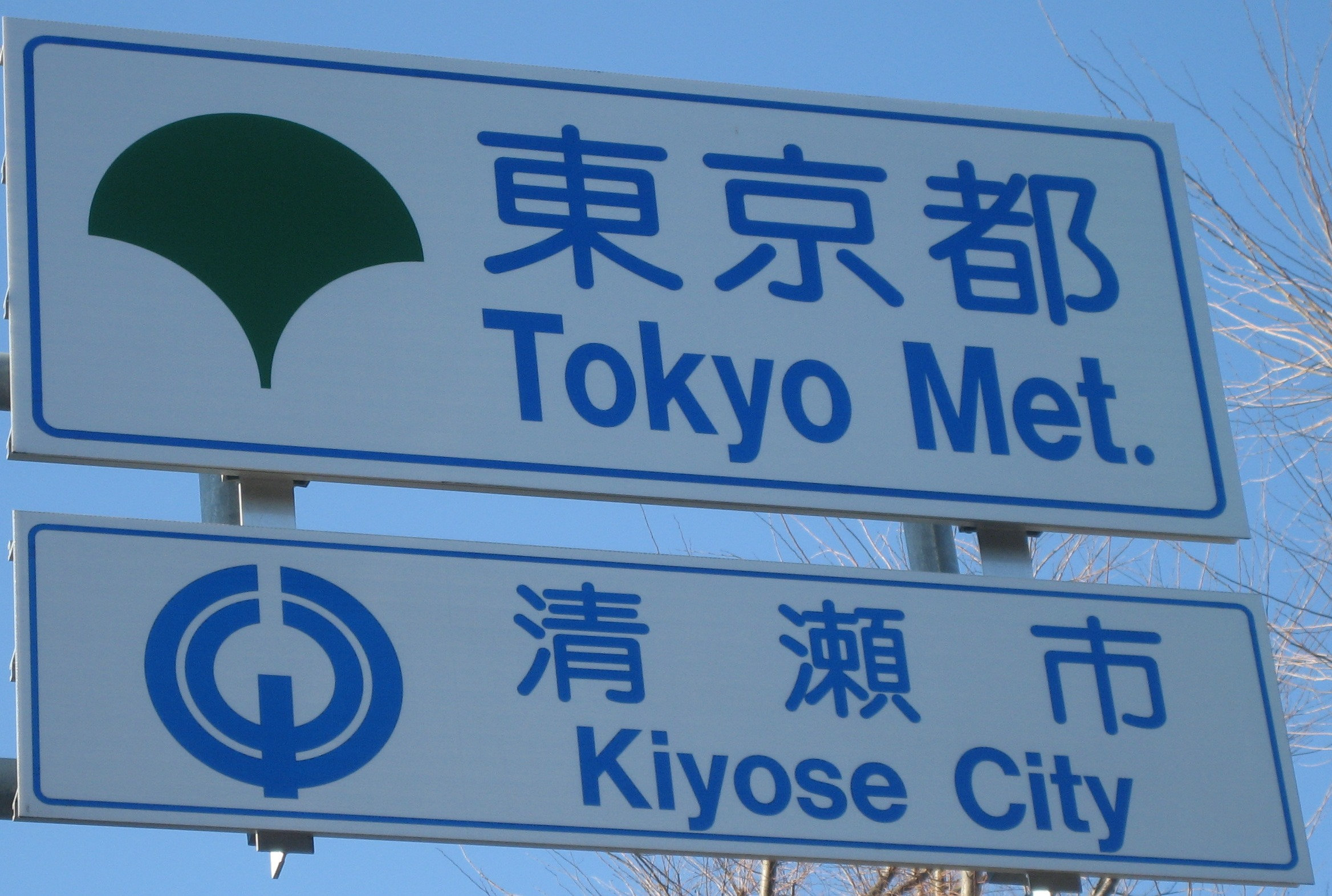
「都府県」と「市町村」（東京都清瀬市）  ローマ字の寸法が拡大されている。
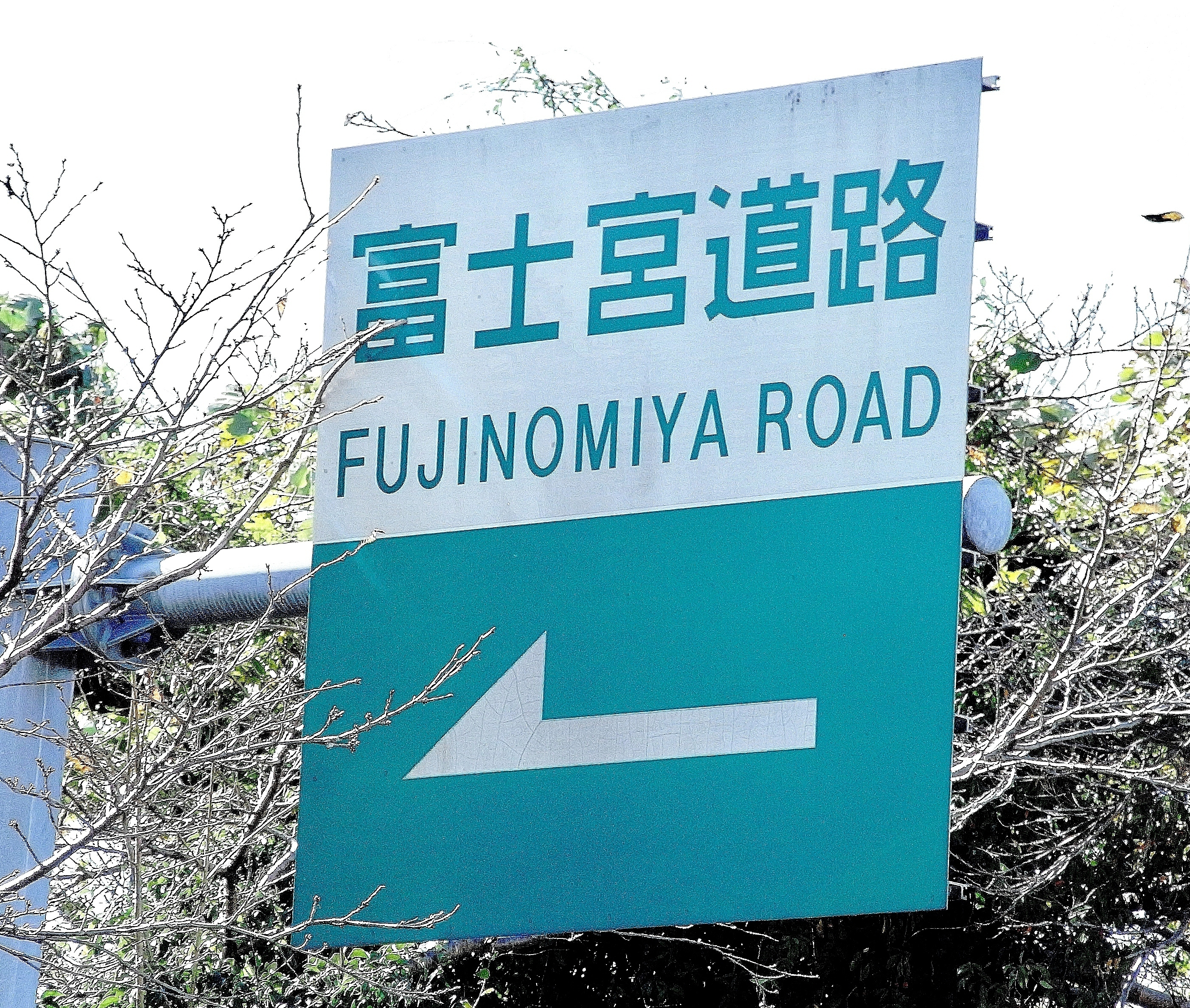
入口の方向（103-A）
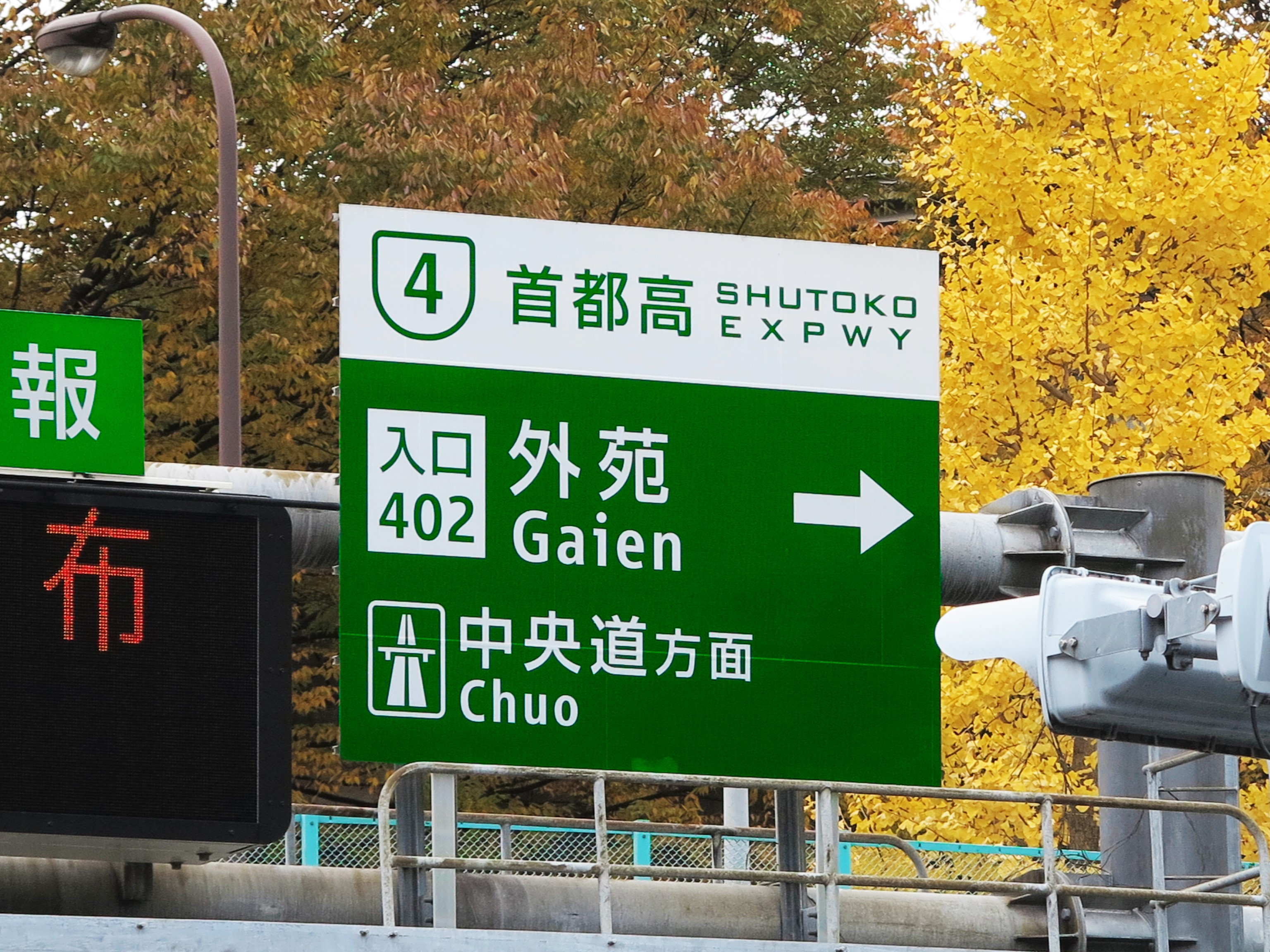
入口の方向（103-B）。首都高速道路独自の様式が用いられている。
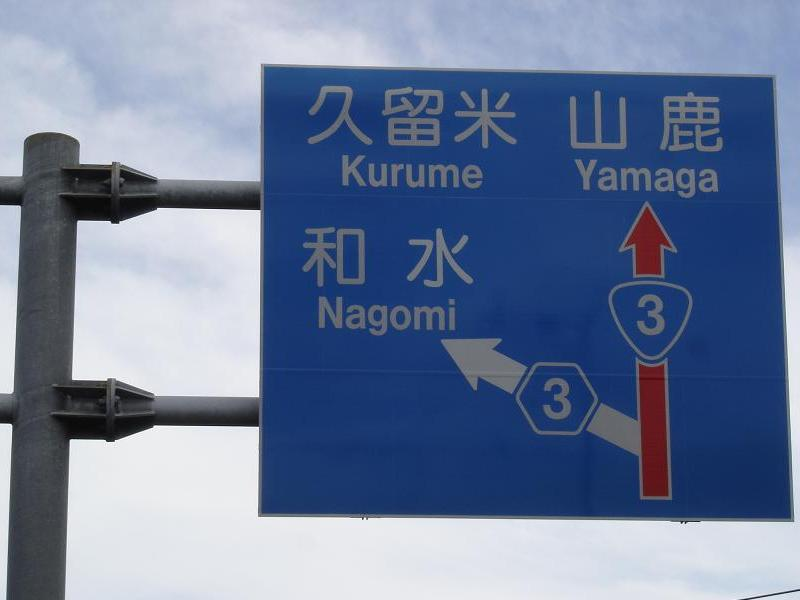
方面及び方向 (108の2-A) 。国道3号と県道3号が分岐するため、混同しないよう国道側が赤く塗られている（熊本県熊本市北区）
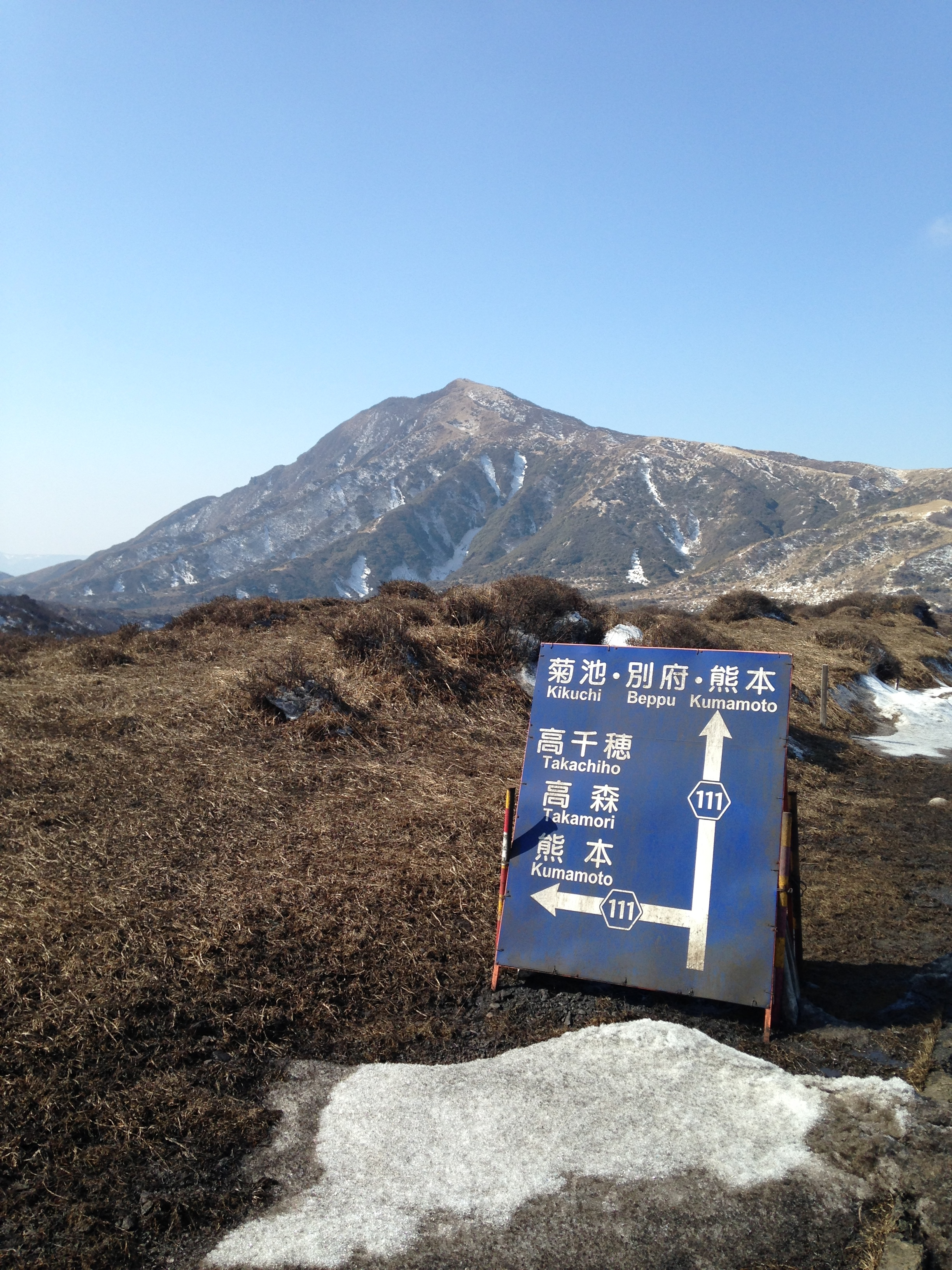
方面及び方向 (108の2-A)。地面上に置いたケース
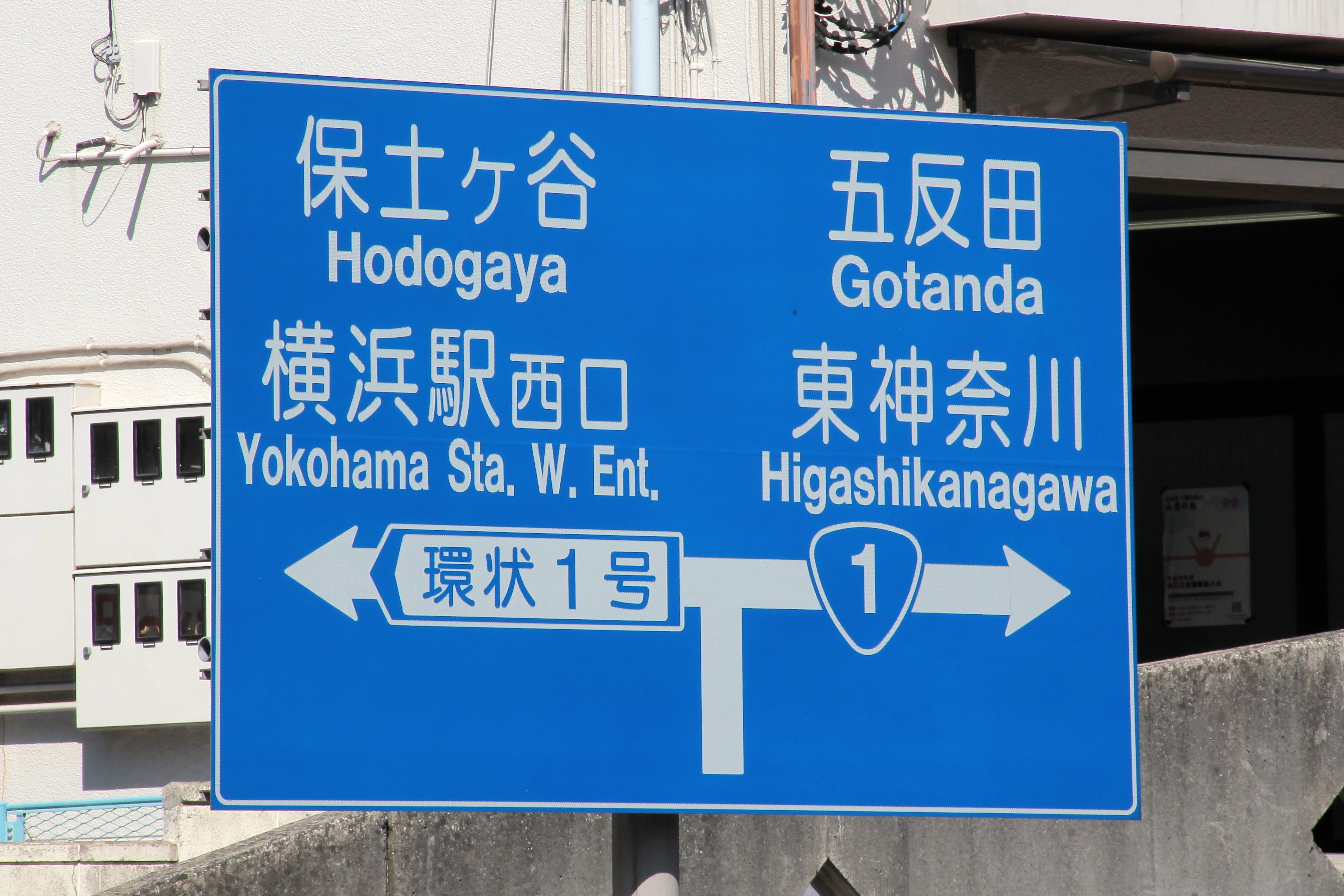
方面、方向及び道路の通称名 (108の4)。道路名や道路番号を表示。
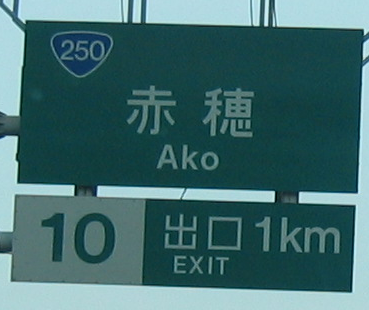
方面及び出口の予告 (110)（山陽自動車道 赤穂IC）
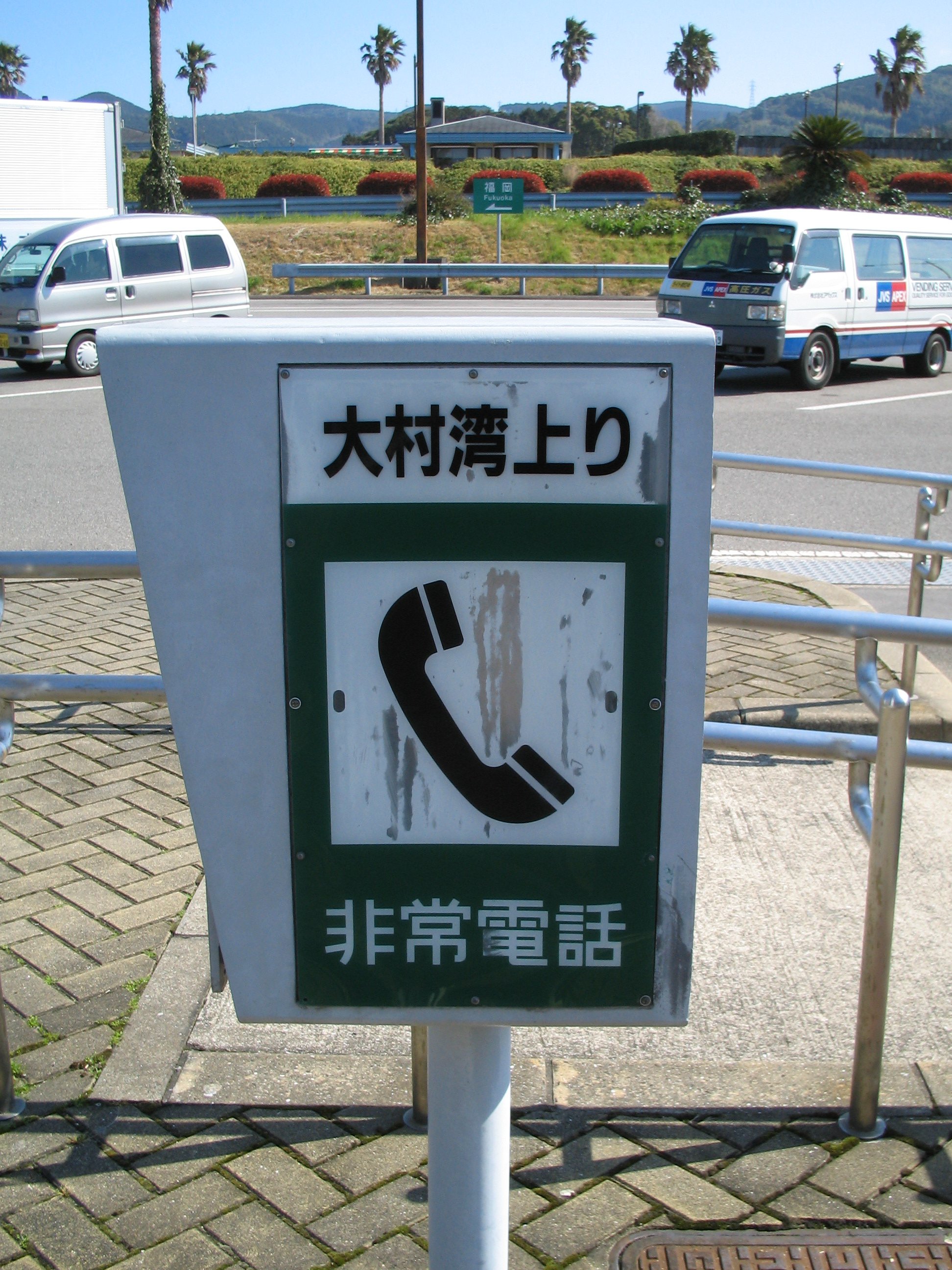
非常電話 (116の4）（長崎自動車道上り線大村湾PA）
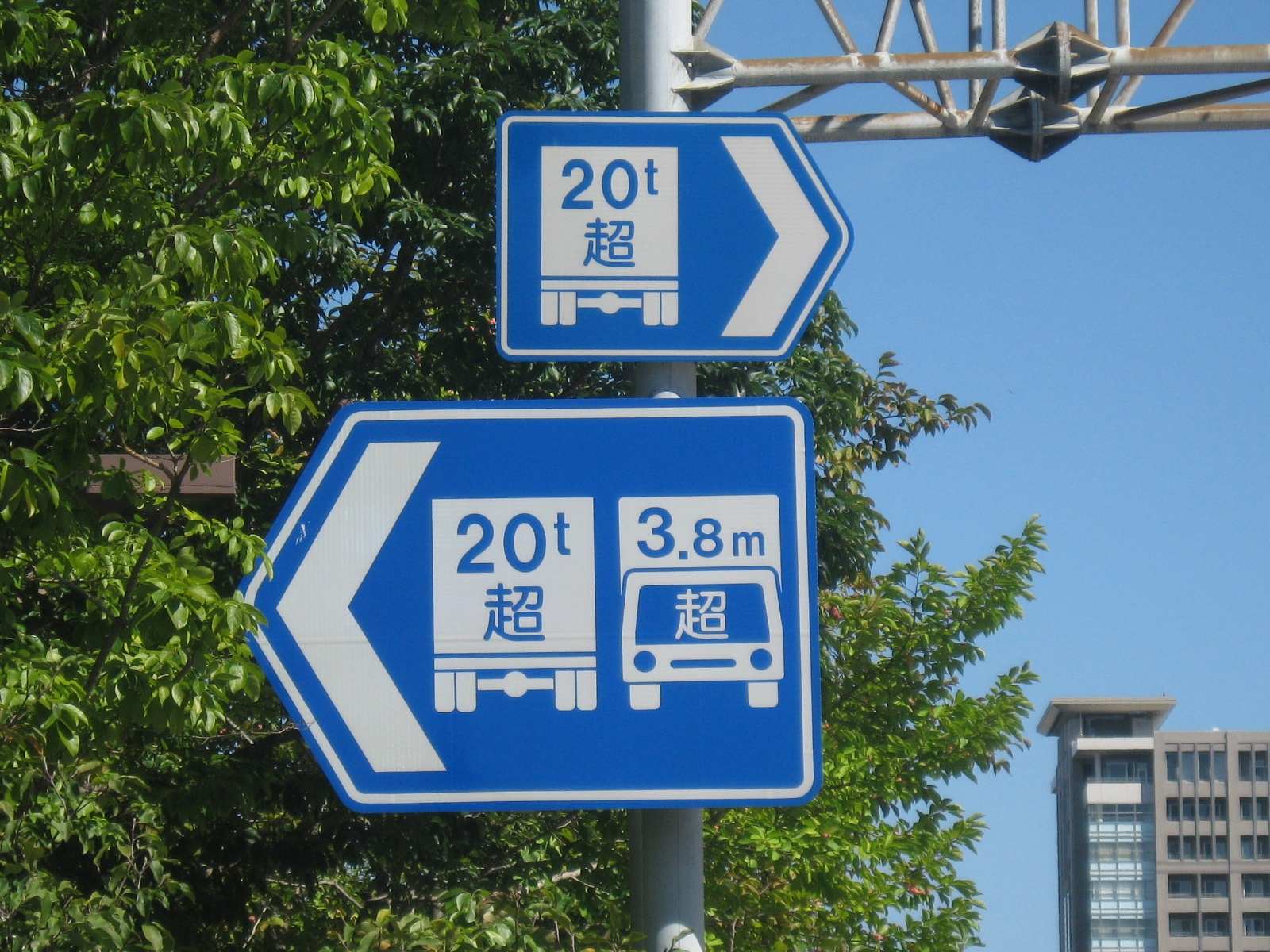
総重量限度緩和指定道路 (118の4) と高さ限度緩和指定道路 (118の5)
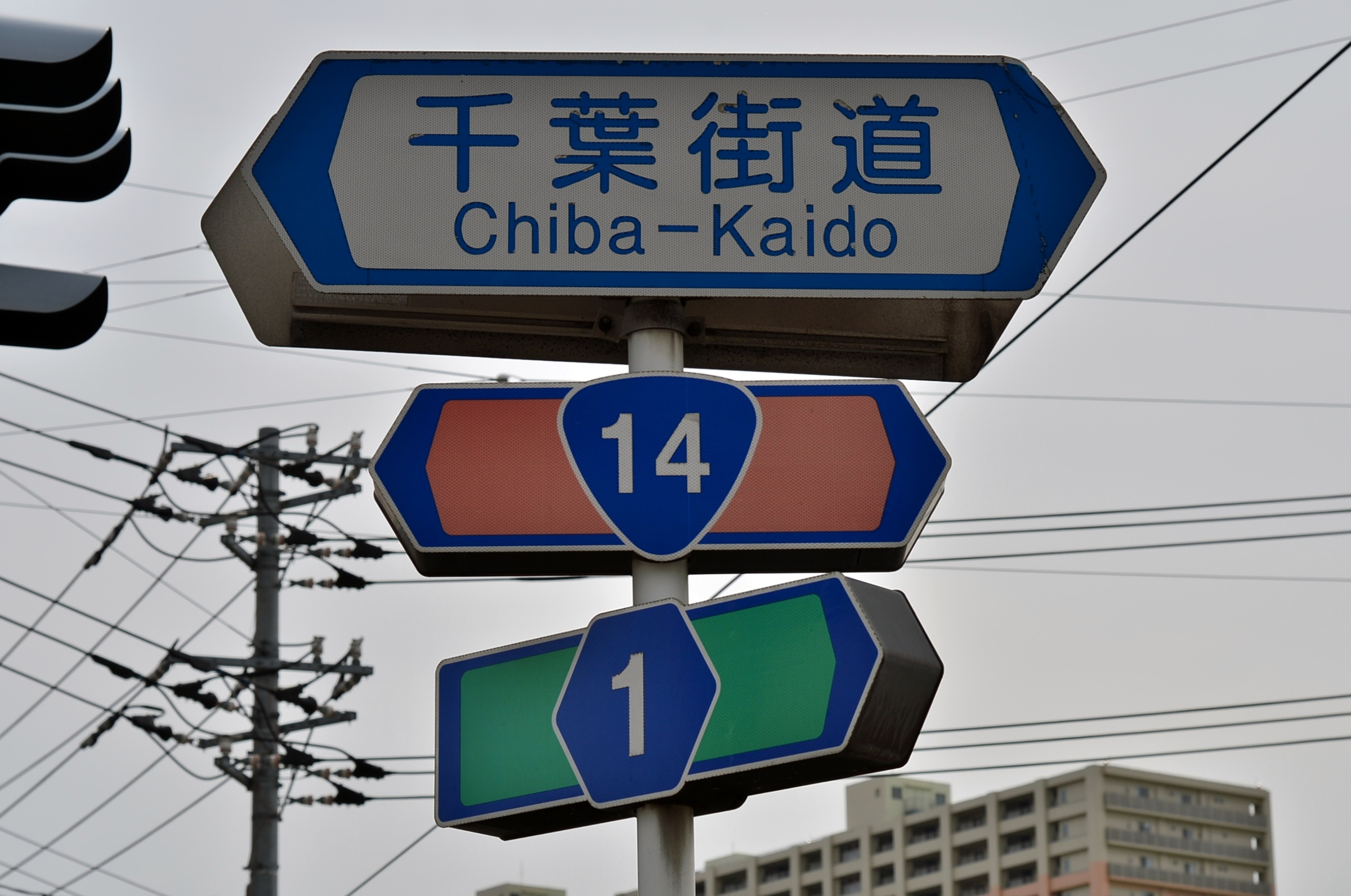
道路の通称名（119）と国道番号（118-C）と都道府県道番号（118の2-B）

#### 警戒標識
警戒標識は道路利用者に対して沿道における運転上の危険または注意すべき事象を予告する標識である。警戒標識の過度な設置は警告効果を弱める原因であるため、適正な設置計画が重要である。全ての警戒標識が道路管理者によって設置される。デザインはアメリカに倣ったもので、黄色地に黒ふち・黒模様の菱形。通常の大きさは一辺 45 cm。
交差点の予告

＋形道路交差点あり (201-A)
├形道路交差点あり (201-B)
┤形道路交差点あり (201-B)
T形道路交差点あり (201-C)
Y形道路交差点あり (201-D)
ロータリーあり (201の2)

視認が困難で注意喚起が必要な交差点がある場合に設置する。原則として交差点手前30-120 m （メートル）の間に設置する。
道路の平面形状の予告

右方屈曲あり (202)
左方屈曲あり (202)
右方屈折あり (203)
左方屈折あり (203)
右方背向屈曲あり (204)
左方背向屈曲あり (204)
右方背向屈折あり (205)
左方背向屈折あり (205)
右つづら折りあり (206)
左つづら折りあり (206)

曲線が開始する30 - 200 m の間に設置され、道路の状況（設計速度、交通量、事故の有無等）から設置の必要性を十分に検討しなければならないとしている。
道路の縦断形状の予告

上り急勾配あり (212の3)
下り急勾配あり (212の4)

設計速度と縦断勾配の大きさからみて、急勾配の手前30 - 200 m の間に設置される。
標識にある「○ % 」は、水平方向に100 m 進むと○m上がる（下がる）ということを示している。例えば5 % は水平方向に100 m 進むと5 m 上がる（下がる）勾配である。
交通流の変化の予告

合流交通あり (210)
車線数減少 (211)
幅員減少 (212)
二方向交通 (212の2)
道路工事中 (213)

該当の部分から50 - 200 m 手前の設置を原則としているが、「道路工事中」のみ補助標識「距離・区域」の併設で1 km （キロメートル）手前から設置することができる。
路面又は沿道状況の予告

踏切あり (207-A) 旧形式
踏切あり (207-B) 新形式
学校、幼稚園、保育所等あり (208)
信号機あり (208の2)
すべりやすい (209)
落石のおそれあり (209の2)
路面凹凸あり (209の3)

- それぞれの施設や状態が生じるの手前に設置する。
- 「踏切あり」は原則として全ての踏切を対象に設置され、踏切を通過する車両が確実に停止できるよう設置されなければならない[99]。1986年に電車が描かれた新形式のものが追加されたが、蒸気機関車が描かれた旧型式のものも現役として残っている[100]。
- 「学校・幼稚園・保育所等あり」は通学路を示したい場合も設置できる。この時は補助標識「通学路（508）」を取り付ける[101]。
- 「すべりやすい」は特定の季節のみ対象とする場合は補助標識を併用する[102]。

気象状況、動物の飛び出し、その他の注意の予告

横風注意 (214)
動物が飛び出すおそれあり (214の2-A) シカ
動物が飛び出すおそれあり (214の2-B) タヌキ
動物が飛び出すおそれあり (214の2-C) ウサギ
動物が飛び出すおそれあり (214の2-D) サル
その他の危険 (215)

- 「動物が飛び出すおそれあり」は、標識令の例示であるシカ以外の動物が飛び出すおそれがある場合は適宜その動物の図柄を表示することになっているが、タヌキ、ウサギ、サルについては標準がある[103][104]。動物のイラストは自治体によって様々な種類のものが登場しており、例えば北海道では、キツネやシカのほか、帯広市内ではエゾリスがあるほか、牧場がある農村地帯ではウシと「横断注意」の文字の組み合わせ、徳島県美波町では海岸から少し離れた山に棲息するアカテガニを描いたものもある[105]。
- 「その他の危険」は設置の目的が一目でわかる場合以外は補助標識「注意事項（510）」を用いる[106]。

ギャラリー

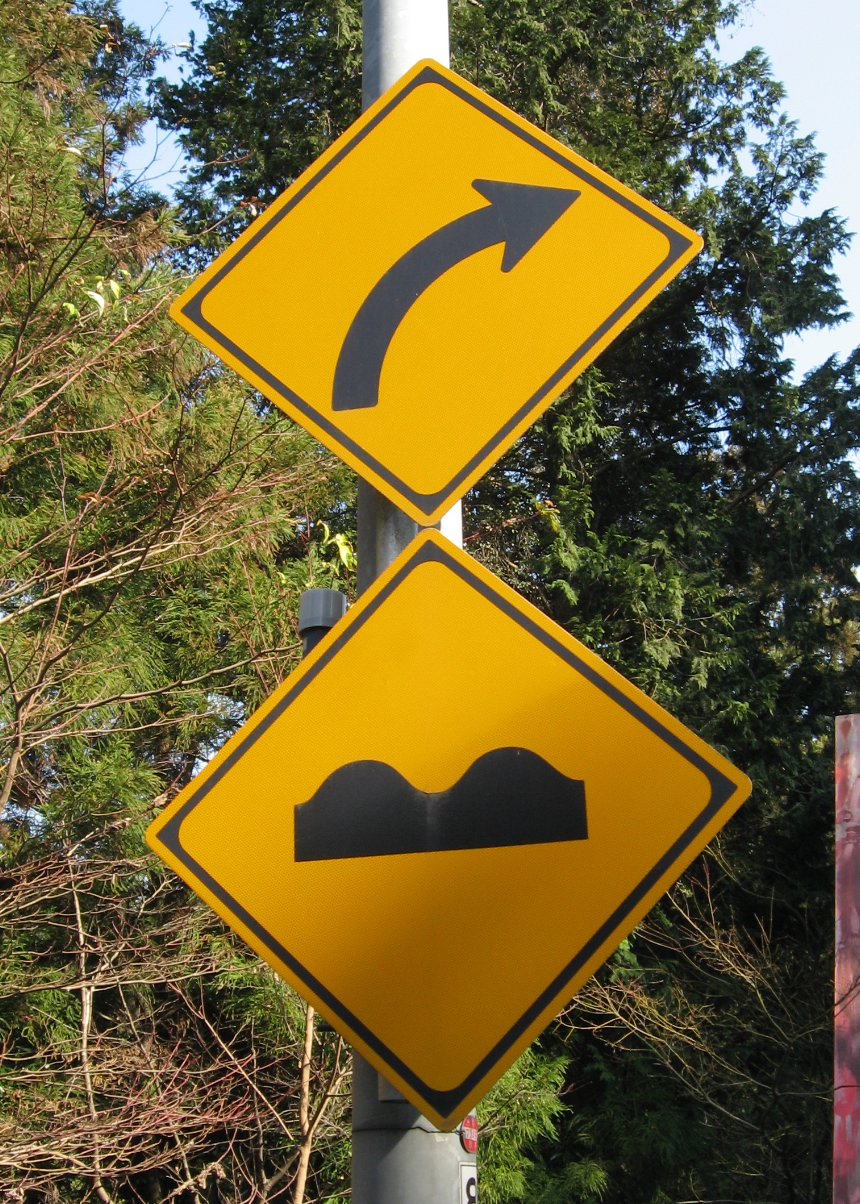
右方屈曲あり (202) と路面凹凸あり (209の3)
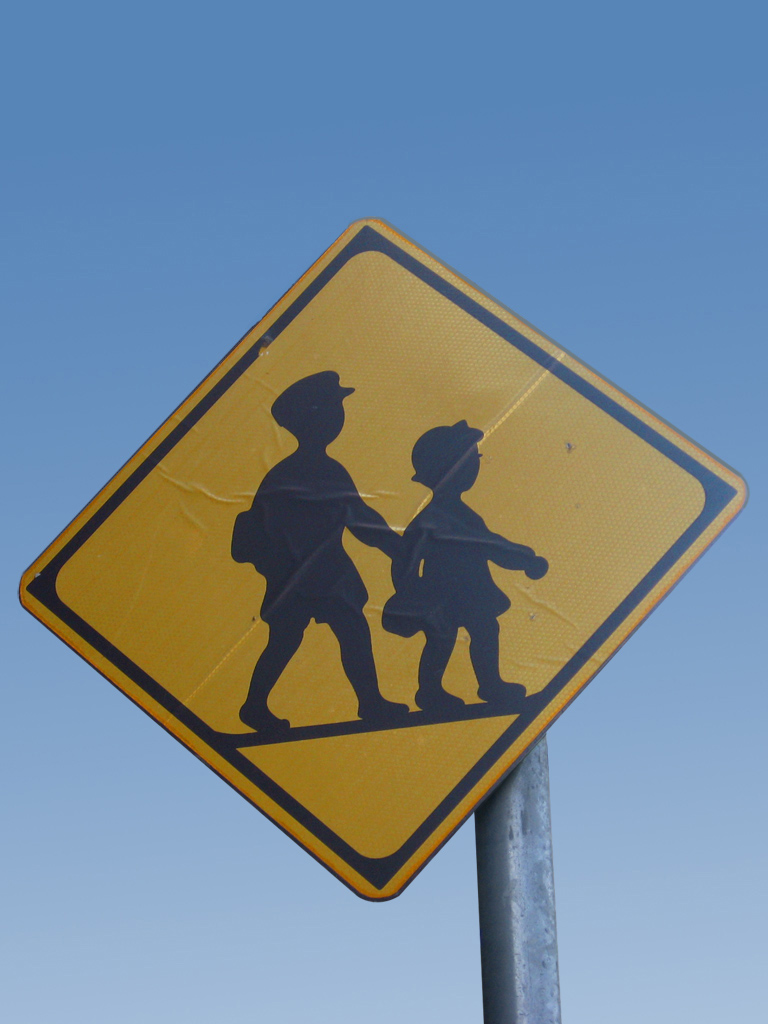
学校・幼稚園・保育所等あり（208）
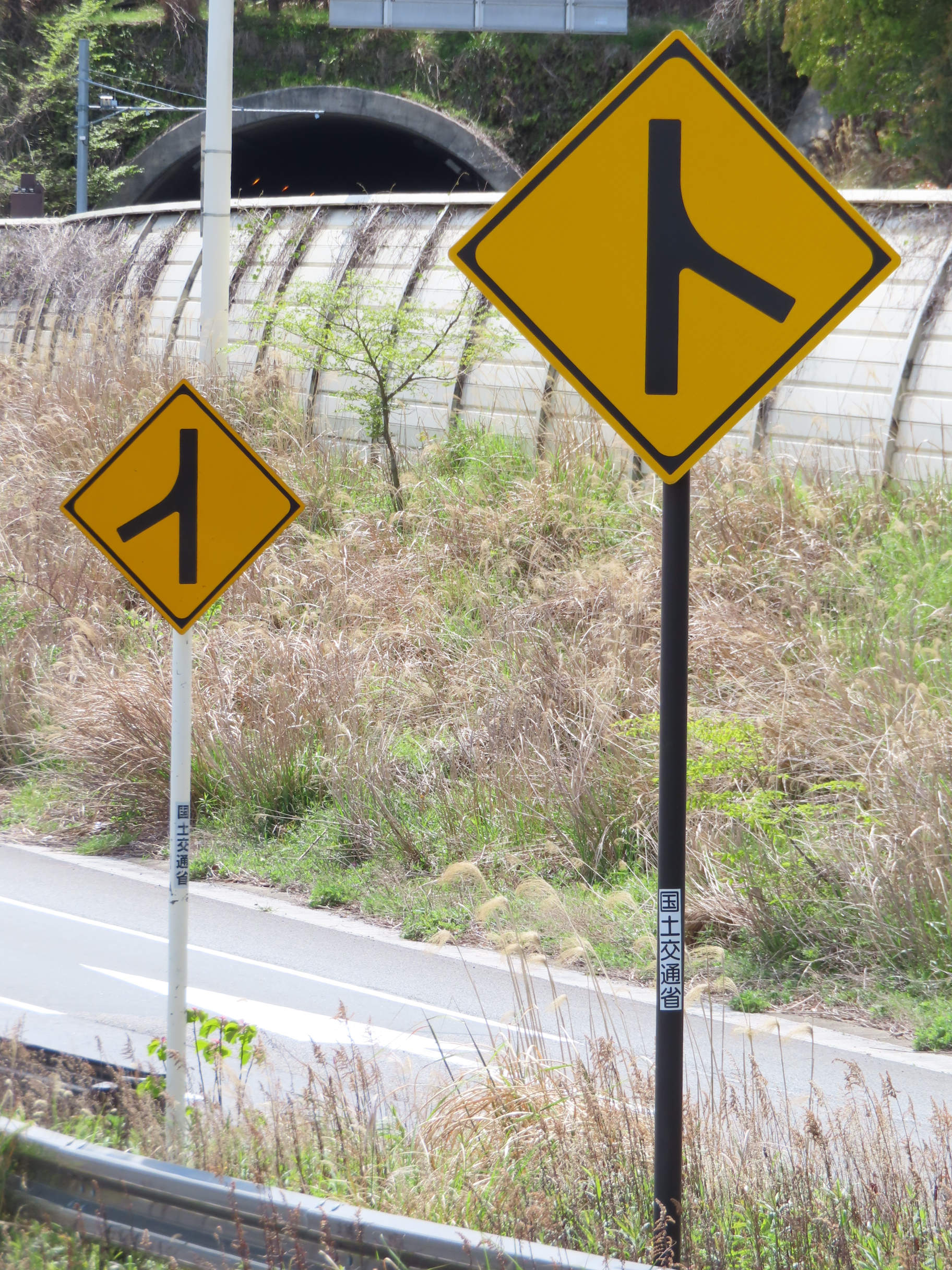
合流交通あり (210)
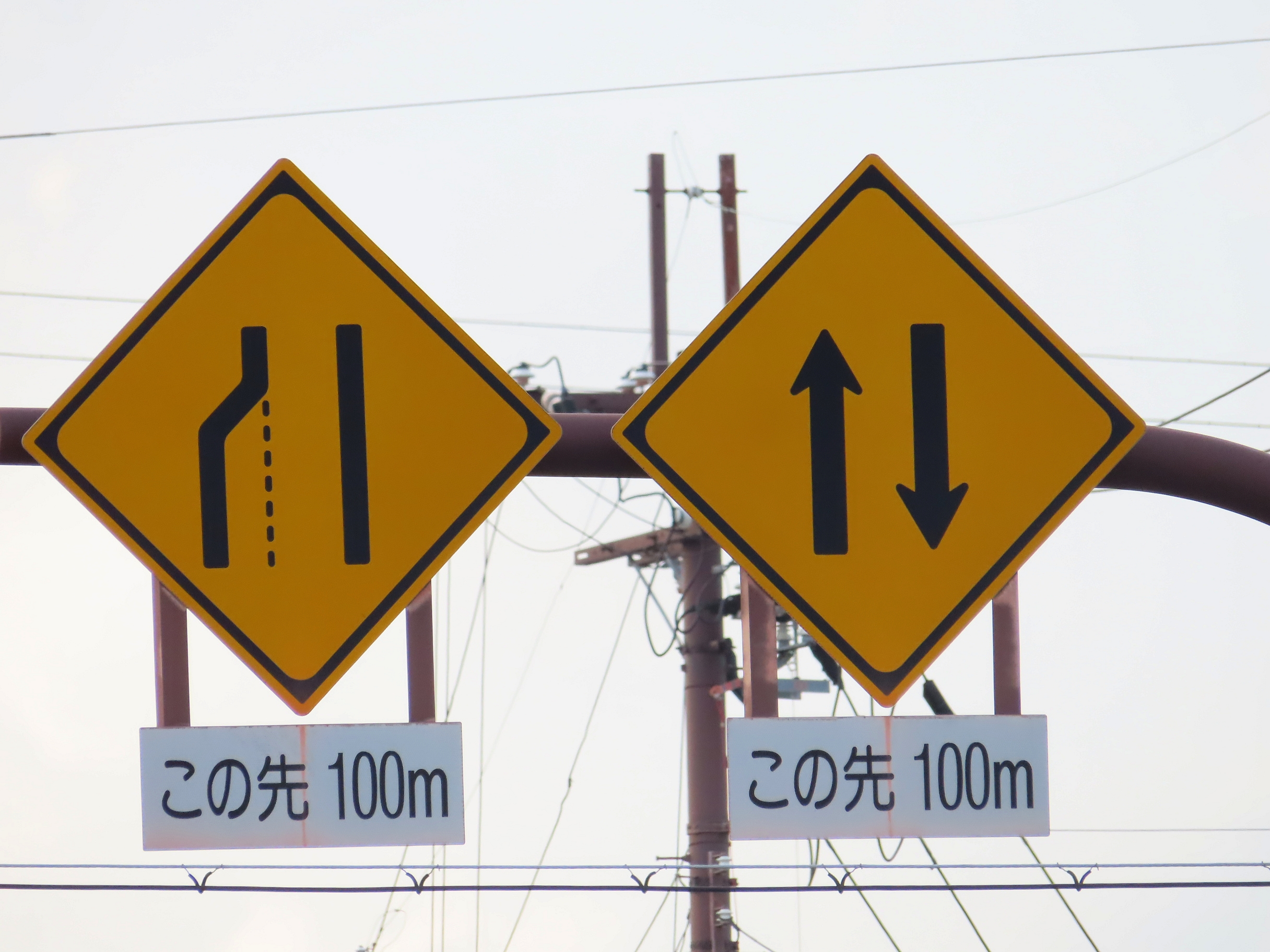
車線数減少 (211)と二方向交通（212-2）
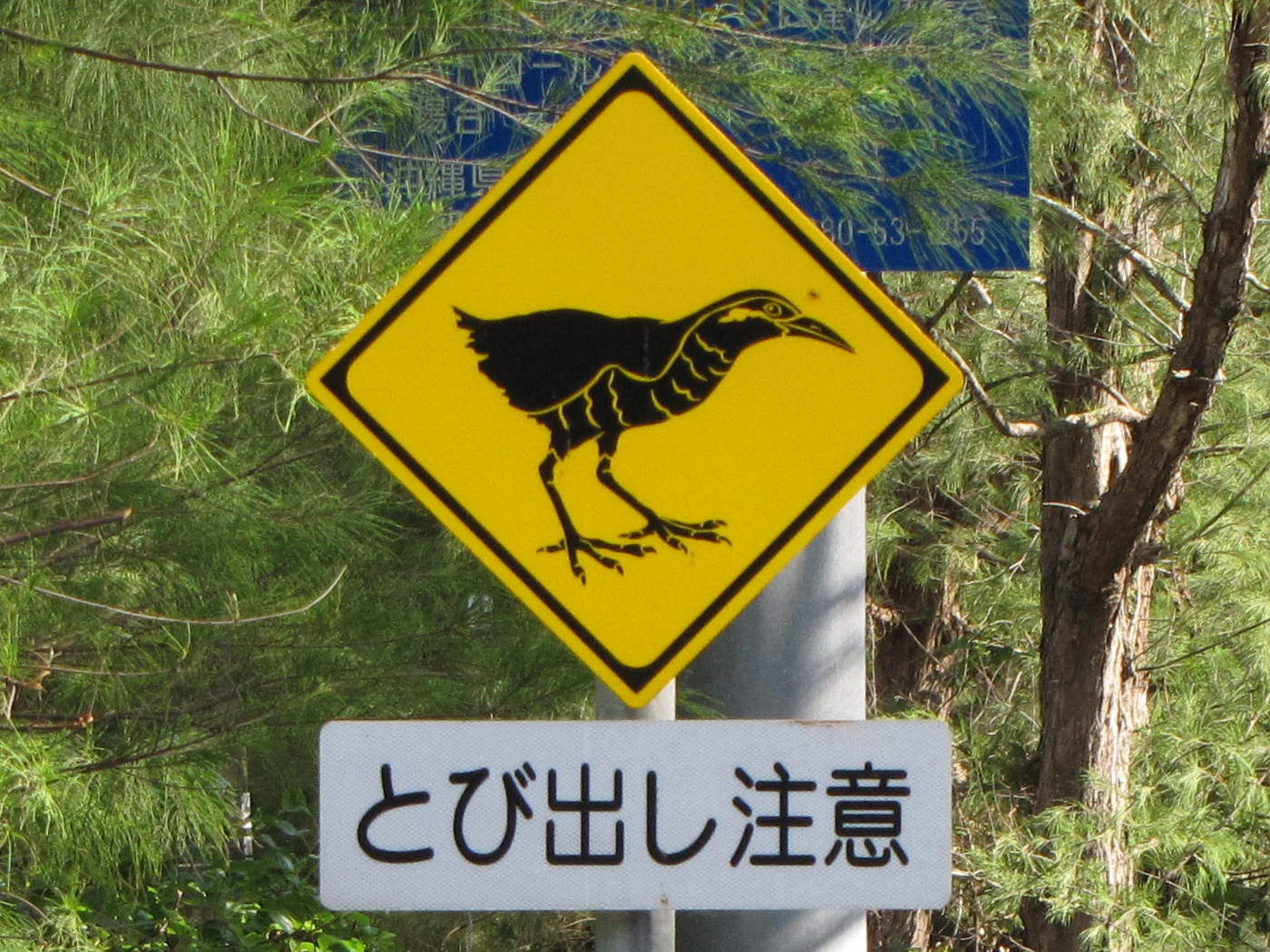
動物が飛び出すおそれあり（214の2）。ヤンバルクイナの飛び出しに対する注意を促している。
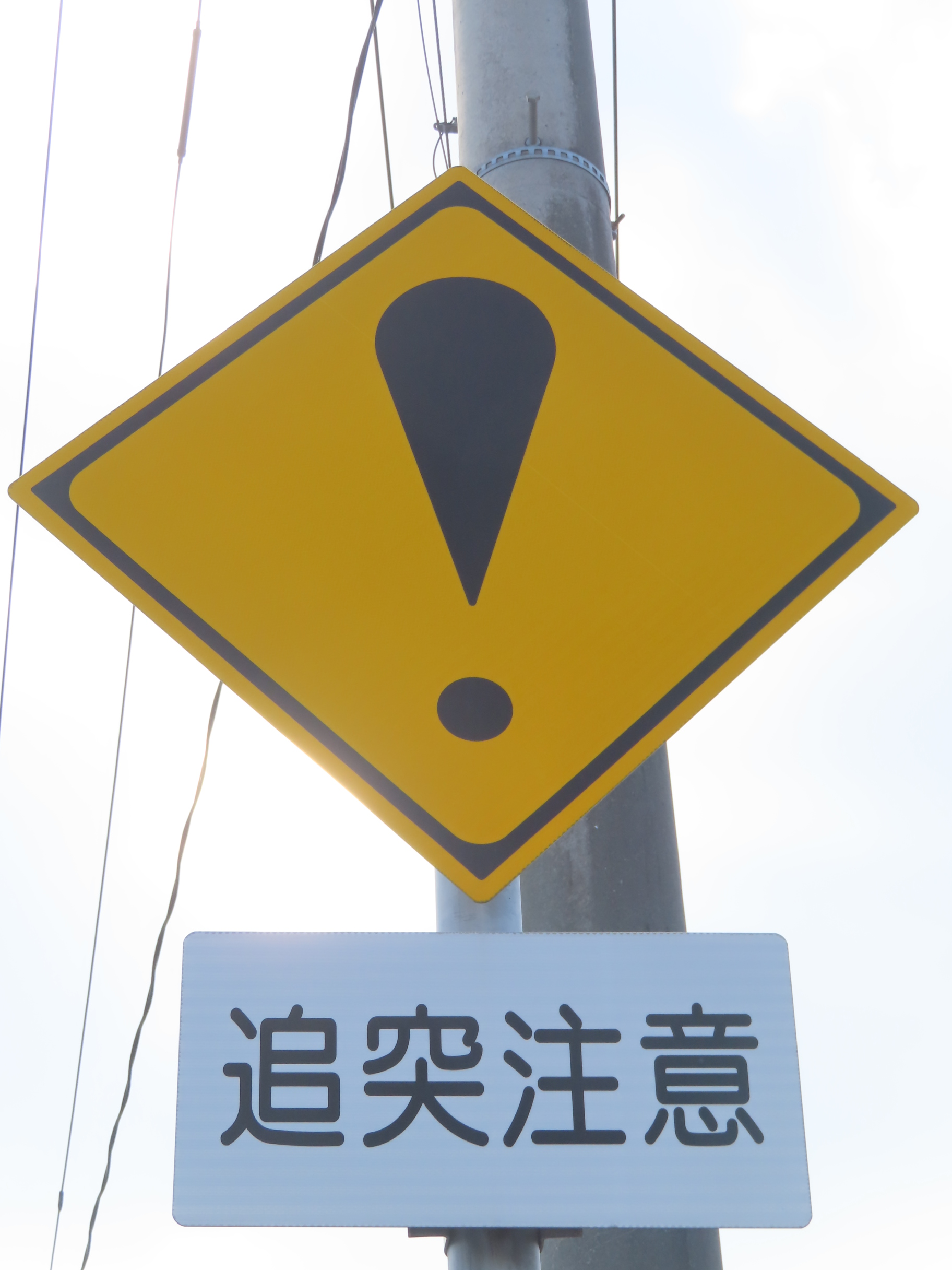
その他の危険 (215)

#### 規制標識
規制標識は道路の構造を保全し、または交通の危険を防止するため、もしくは道路利用者の道路への出入を制限するために設置される標識。都道府県公安委員会が設置するものと、道路管理者が設置するものがある。多くが円形で、絶対的な禁止を示すものは赤の縁取りで青字、肯定的な命令や指定を示すものは青地で白字が使われる。通常の円型の場合の大きさは直径50 cm 、赤の縁取りを入れる場合その縁の幅8 cm 、赤の斜線（左上）を入れる場合角度 45°・幅 4 cm 。補助標識を伴い、一部の車種や時間などを指定した規制を表す場合もある。歩行者に向けた規制標識は一辺90 cmの正方形が用いられ、一方通行の標識の形状は例外で長方形が用いられている。
一時停止又は徐行に関するもの
対象は車両と路面電車。

徐行 (329-A) 新形式
一時停止 (330-A) 新形式

- 「一時停止」が逆三角形なのは当時のドイツを参考にしたものであり、国際標準の八角形は円形と見誤る可能性があり交通規制上で重要な標識には不適と考えられた[109]。英字併記に際して新しいデザインを決定するための実験が行われた時も八角形より逆三角形の方が視認性に優れていると判断された[110]。
- かつては前方優先道路・一時停止 (330の2) があったが、2008年に一時停止 (330) に統合された[111]。
- 「徐行」「前方優先道路」「一時停止」の図柄は「英語併記あり（-A）」と「英語併記なし（-B）」に分けられる。

通行の禁止・制限に関わるもの
| 名称                                             | 番号     | 通行止めの対象または意味                                                     |
| ------------------------------------------------ | -------- | ---------------------------------------------------------------------------- |
| 通行止め                                         | 301      | 歩行者、車両、路面電車                                                       |
| 車両通行止め                                     | 302      | 車両                                                                         |
| 車両進入禁止                                     | 303      | 車両                                                                         |
| 二輪の自動車以外の自動車通行止め                 | 304      | 二輪の自動車以外の自動車                                                     |
| 大型貨物自動車等通行止め                         | 305      | 大型貨物自動車、特定中型貨物自動車、大型特殊自動車                           |
| 特定の最大積載量以上の貨物自動車等通行止め       | 305の2   | 貨物自動車、大型特殊自動車のうち、最大積載量が補助標識に示された値以上のもの |
| 大型乗用自動車等通行止め                         | 306      | 大型乗用自動車、特定中型乗用自動車                                           |
| 二輪の自動車・一般原動機付自転車通行止め         | 307      | 二輪の自動車、一般原動機付自転車                                             |
| 自転車以外の軽車両通行止め                       | 308      | 自転車以外の軽車両 （荷車、手押しの台車、人力車、そり、牛馬など）            |
| 特定小型原動機付自転車・自転車通行止め           | 309      | 特定小型原動機付自転車、自転車                                               |
| 車両（組合せ）通行止め                           | 310      | 図示された車両                                                               |
| 大型自動二輪車及び普通自動二輪車二人乗り通行禁止 | 310の2   | 大型自動二輪車と普通自動二輪車のうち、2人乗りしたもの                        |
| タイヤチェーンを取り付けていない車両通行止め     | 310の3   | タイヤチェーンを取り付けていない車両                                         |
| 危険物積載車両通行止め                           | 319      | 道路法に規定する危険物を積載する車両                                         |
| 重量制限                                         | 320      | 標示板で示された総重量を超える車両                                           |
| 高さ制限                                         | 321      | 標示板で示された高さを超える車両                                             |
| 最大幅                                           | 322      | 標示板で示された幅を超える車両                                               |
| 自動車専用                                       | 325      | 「自動車専用道路」参照                                                       |
| 特定小型原動機付自転車・自転車専用               | 325の2   | 「自転車専用道路」参照                                                       |
| 普通自転車等及び歩行者等専用                     | 325の3   | 「自転車歩行者専用道路」参照                                                 |
| 歩行者等専用                                     | 325の4   | 「歩行者専用道路」参照                                                       |
| 許可車両専用                                     | 325の5-A | 乗合バスまたは貸切バスの特定車両停留施設であること。                         |
| 許可車両専用                                     | 325の5-B | タクシーの特定車両停留施設であること。                                       |
| 許可車両専用                                     | 325の5-C | 事業用貨物自動車の特定車両停留施設であること。                               |
| 許可車両（組合せ）専用                           | 325の6   | 図示された車両の特定車両停留施設であること。                                 |
| 広域災害応急対策車両専用                         | 325の7   | 防災拠点自動車駐車場であること。                                             |
| 歩行者等通行止め                                 | 331      | 歩行者、遠隔操作型小型車                                                     |

通行止め (301)
車両通行止め (302)
車両進入禁止 (303)
二輪の自動車以外の自動車通行止め (304)
大型貨物自動車等通行止め (305)
特定の最大積載量以上の貨物自動車等通行止め (305の2)
大型乗用自動車等通行止め (306)
二輪の自動車・一般原動機付自転車通行止め (307)
自転車以外の軽車両通行止め (308)
特定小型原動機付自転車・自転車通行止め (309)
車両(組合せ)通行止め (310)
自動二輪車二人乗り禁止 (310の2)
タイヤチェーンを取り付けていない車両通行止め (310の3)
危険物積載車両通行止め (319)
重量制限 (320)
高さ制限 (321)
最大幅 (322)
自動車専用 (325)
特定小型原動機付自転車・自転車専用 (325の2)
普通自転車等及び歩行者等専用 (325の3)
歩行者等専用 (325の4)
許可車両専用 (325の5-A)
許可車両専用 (325の5-B)
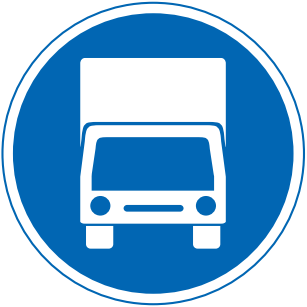
許可車両専用 (325の5-C)
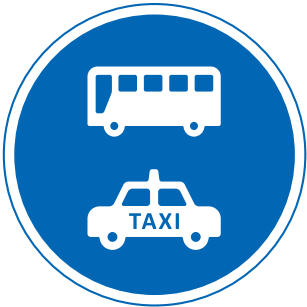
許可車両(組合せ)専用 (325の6)
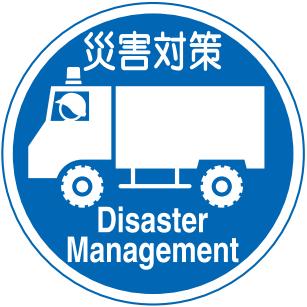
広域災害応急対策車両専用 (325の7)
歩行者等通行止め (331)

- これらの標識は規制されている区間又は区域、場所の出入口に設置することとしている。その際の設置場所として全ての標識で左側の路側が認められているが、一部の標識は道路の中央や右側での設置も認められている[113]。
- 「車両進入禁止」は一方通行の出口に設置し、この道路が（標識の面する方向において）車両の進入が禁止されていることを表す[114]。なお、多方向からの広い角度での視認性を確保するため、横方向に引き伸ばして筒状に成形することができる[115]。
- 「自動二輪車二人乗り禁止」は1978年（昭和53年）に一旦廃止となった[116]が、2005年（平成17年）4月の高速自動車国道・自動車専用道路での、大型自動二輪車及び普通自動二輪車の二人乗り解禁に伴い復活している[117]。
- 「普通自転車等及び歩行者等専用」は「特定小型原動機付自転車・普通自転車歩道通行可」を示すことができる。その際、車道から向って右側通行となる向きには鏡像を用いることとしている[118]。

交差点等における右左折の制限に関するもの
対象は車両。

指定方向外進行禁止 (311-A)
指定方向外進行禁止 (311-A)
指定方向外進行禁止 (311-B)
指定方向外進行禁止 (311-B)
指定方向外進行禁止 (311-C)
指定方向外進行禁止 (311-D)
指定方向外進行禁止 (311-E)
指定方向外進行禁止 (311-F)
指定方向外進行禁止 (311-F)
一般原動機付自転車の右折方法(二段階) (327の8)
一般原動機付自転車の右折方法(小回り) (327の9)
環状の交差点における右回り通行 (327の10)

- 「指定方向外進行禁止」は、交差点の手前の左側の路端、対面する車両用信号機、または通行止め指定場所の前面に設置する[注釈 13]。矢印の方向以外の進行が禁止されていることを表す[119]。交差点の形状が複雑な場合は道路の形状に合わせた図示にすることが可能で、進行できない方向も矢印を抜いた形で表示できる[120]。

通行の方法等に関するもの
歩行者等横断禁止(332)を除き、対象は車両。

車両横断禁止 (312)
転回禁止 (313)
追越しのための右側部分はみ出し通行禁止 (314)
追越し禁止 (314の2)
最高速度 (323)
特定の種類の車両の最高速度 (323の2)
制限速度終了
最低速度 (324)
一方通行 (326)
一方通行 (326-B)
特定小型原動機付自転車・自転車一方通行 (326の2-A)
特定小型原動機付自転車・自転車一方通行 (326の2-B)
車両通行区分 (327)
特定の種類の車両の通行区分 (327の2)
牽引自動車の高速自動車国道通行区分 (327の3)
専用通行帯 (327の4)
普通自転車専用通行帯（327の4の2）
路線バス等優先通行帯 (327の5)
牽引自動車の自動車専用道路第一通行帯通行指定区間 (327の6)
進行方向別通行区分 (327の7-A)
進行方向別通行区分 (327の7-B)
進行方向別通行区分 (327の7-C)
進行方向別通行区分 (327の7-D)
警笛鳴らせ (328)
警笛区間 (328の2)
歩行者等横断禁止 (332-A)旧形式

- 「最高速度」「特定の種類の車両の最高速度」「最低速度」を灯火（電光掲示板）によって設置する場合は文字を白色又は黄色、地を黒色にすることができる[121]。このような色彩のものが高速道路や自動車専用道路で「可変式速度規制標識」として設置されている[122]。
- 「追い越しのための右側部分はみ出し通行禁止」の規制は原則として同名の道路標示によって実施され、標識は必要によって設置される[123]。そのため、標識は区間の始点・終点を除き、特に必要性がない場合は設置しないこととしている[123]。「転回禁止」を区間で規制するとき、区間の始点では標識の設置が困難ならば代替として標示によって規制の開始を示すことができる[124]。
- 「歩行者等横断禁止」は歩行者及び遠隔操作型小型車の道路の横断を禁止することを示し、交通量の多い区間や、立体横断施設や信号機がある交差点の近くで乱横断を防ぎたい場合に設置される[125]。漢字の読めない児童の理解を助けるため、「わたるな」の補助標識を設置することがある[126]。
- 「歩行者等横断禁止」の図柄は標識に描かれている文字が「横断禁止（-A）」と「わたるな（-B）」に分けられる。
- 730以前の沖縄県では「車両横断禁止」「転回禁止」「追い越しのための左側部分はみ出し通行禁止」「追越し禁止」の標識の図柄は右側通行に基づき、矢印が反転していた。

駐車・停車に関するもの

駐停車禁止 (315)
駐車禁止 (316)
駐車余地（317）
時間制限駐車区間 (318)
平行駐車 (327の11)
直角駐車 (327の12)
斜め駐車 (327の13)

ギャラリー

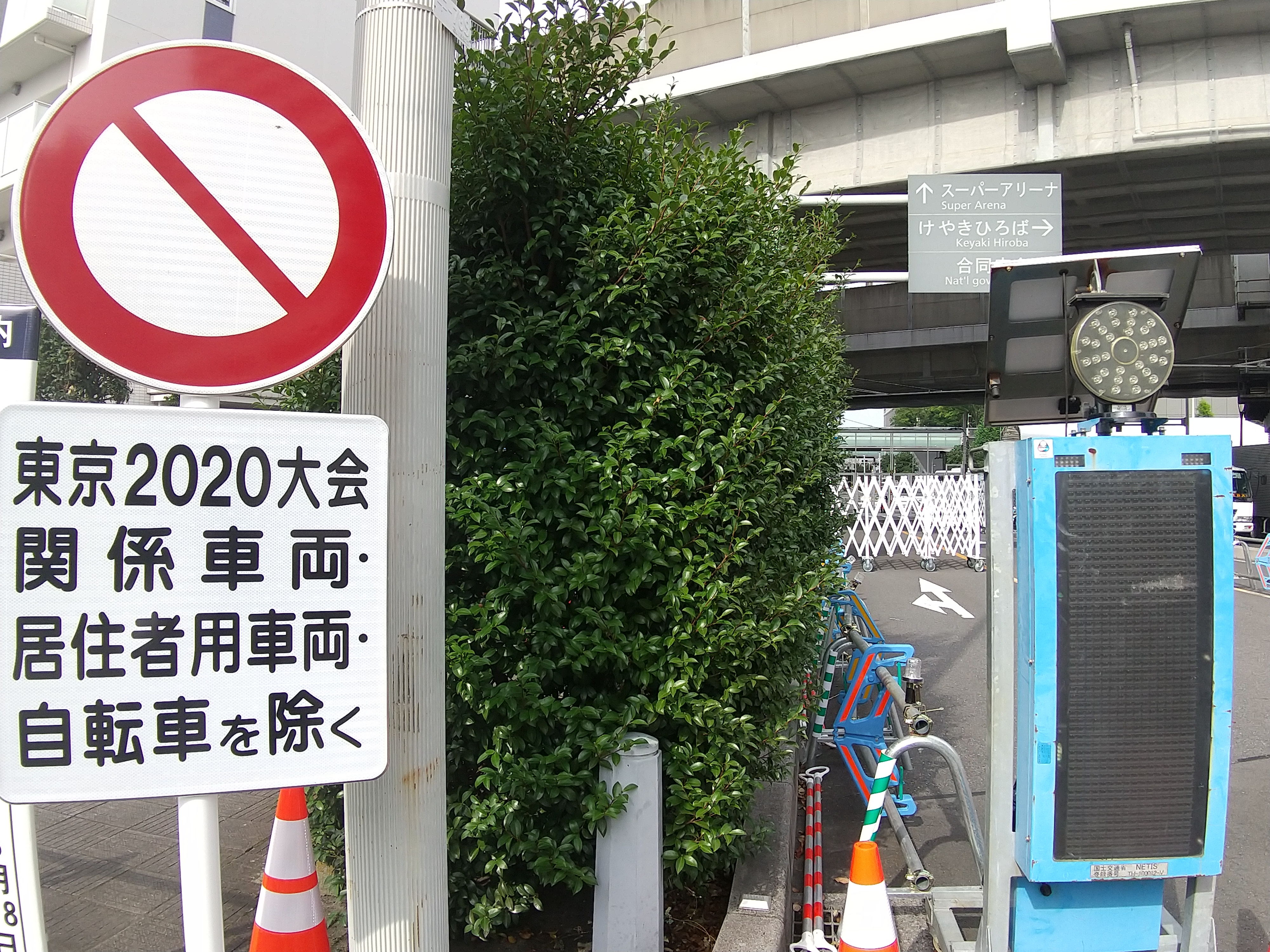
車両通行止め（302） 東京2020大会 関係車両・居住者用車両・自転車を除く
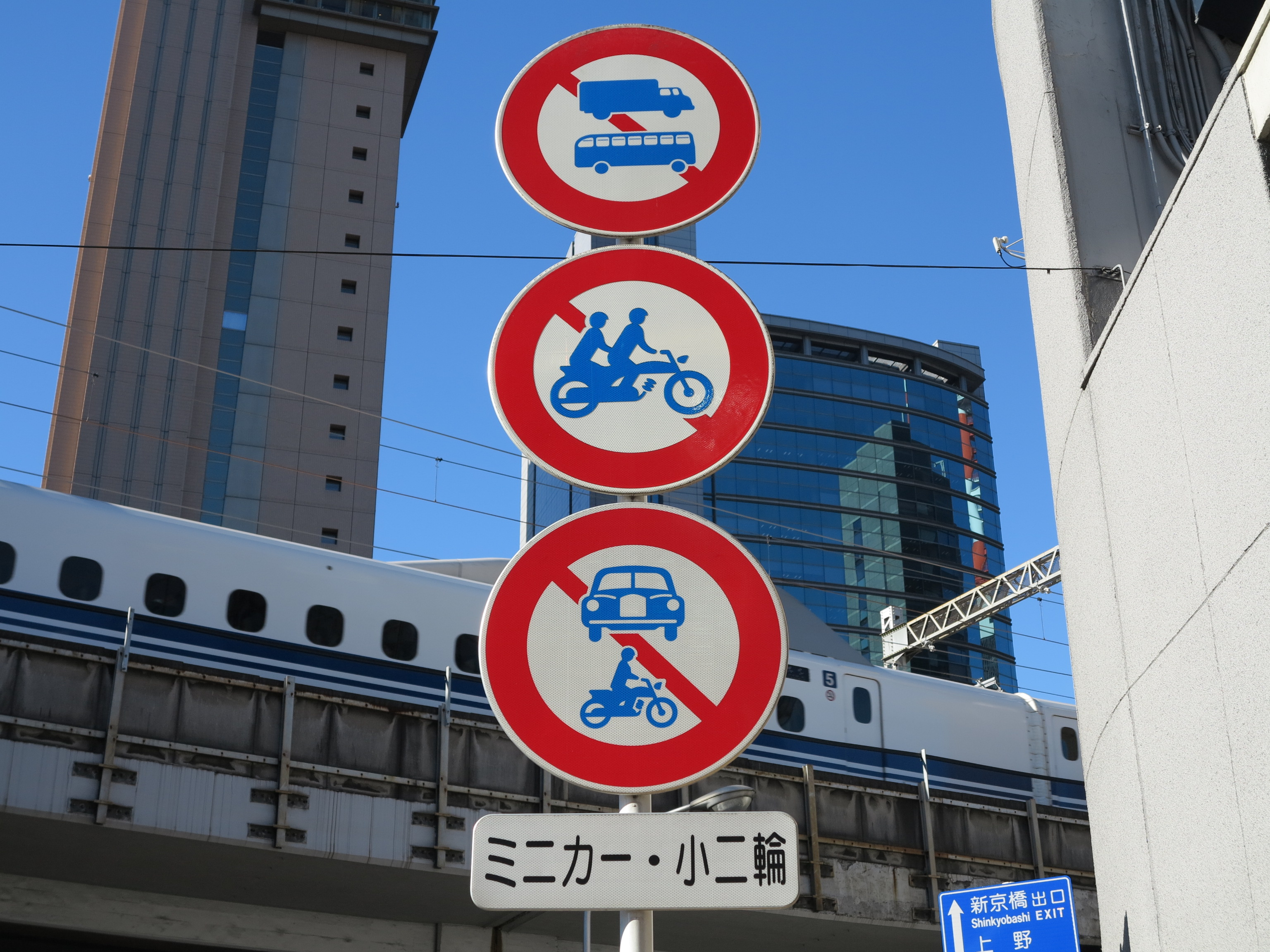
車両（組み合わせ）通行止め（310）2種類と自動二輪車二人乗り禁止（310-2）
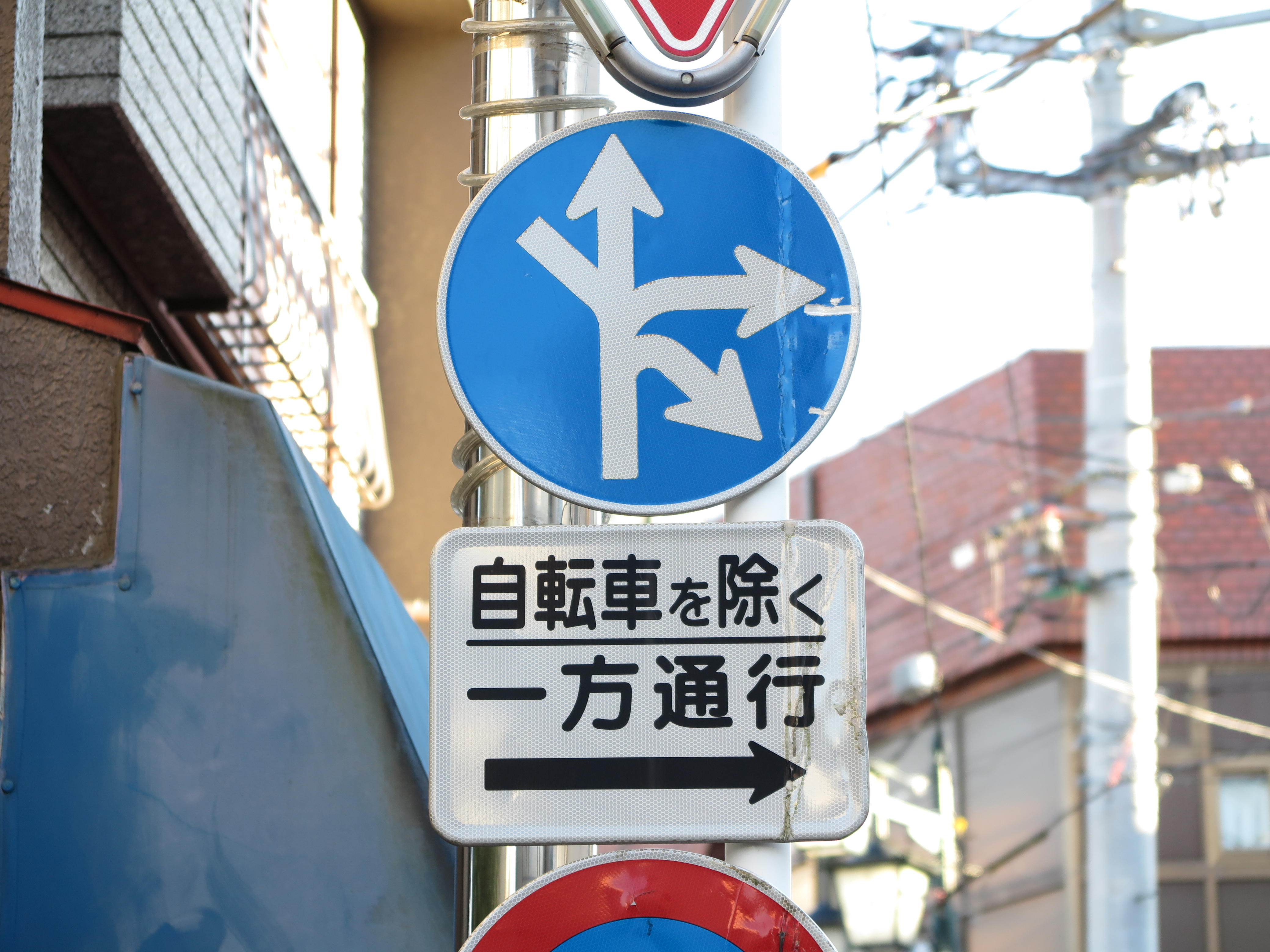
指定方向外進行禁止（311-E） 交差点の形状に合わせた図
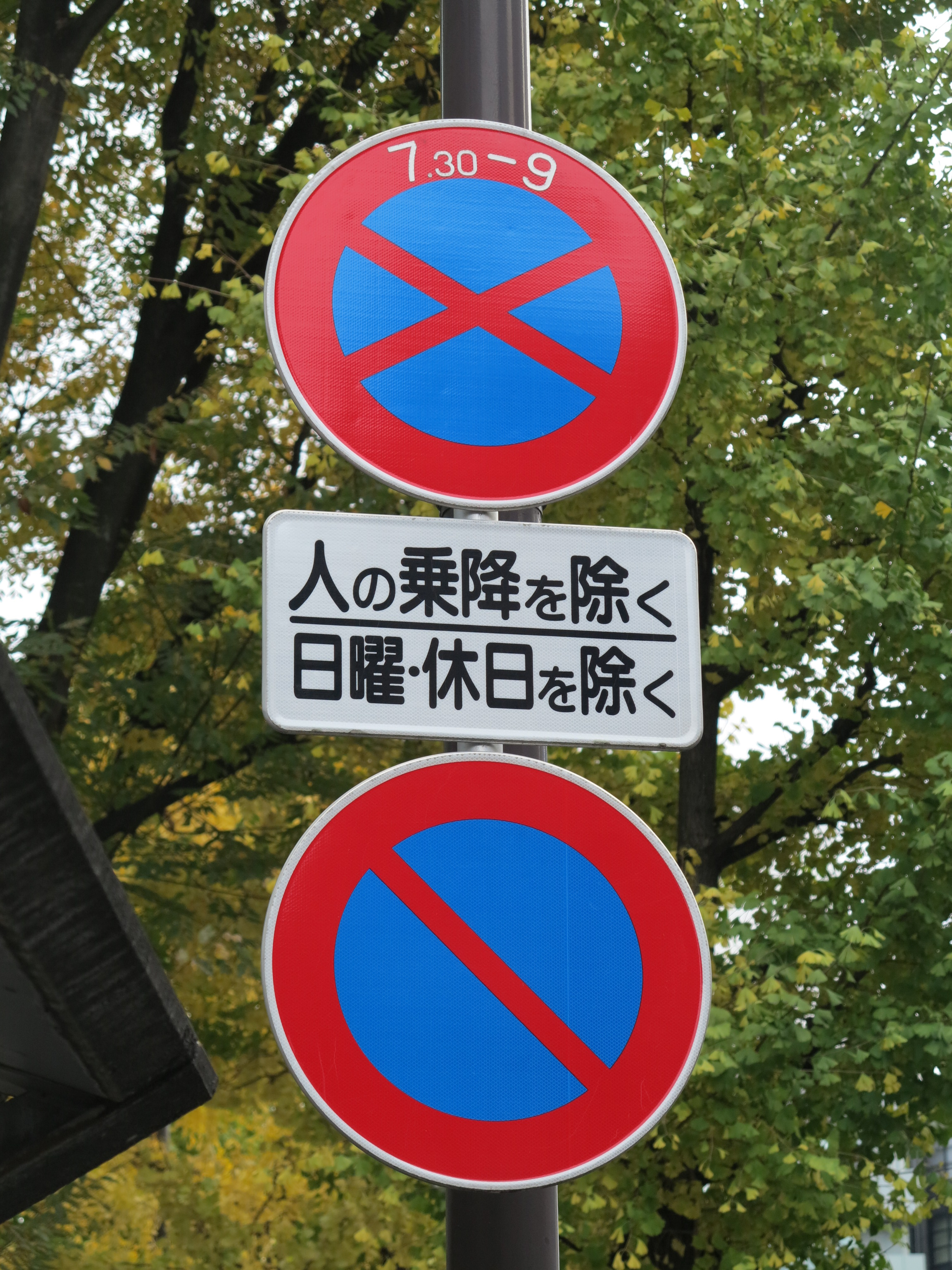
駐停車禁止(315)と駐車禁止(316) 標識上部に規制時間帯を表示
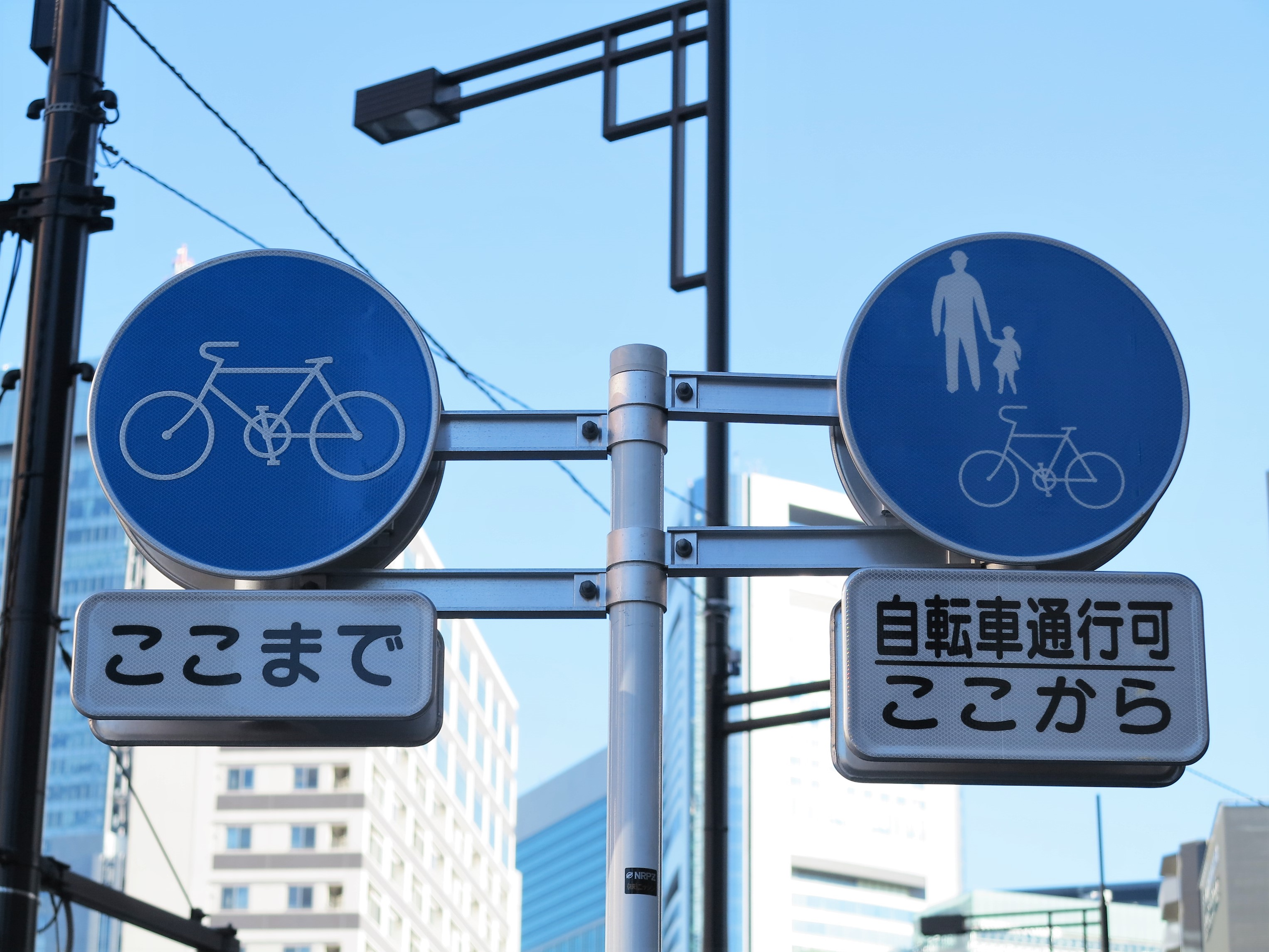
特定小型原動機付自転車・自転車専用 (325の2)と普通自転車等及び歩行者等専用 (325の3)
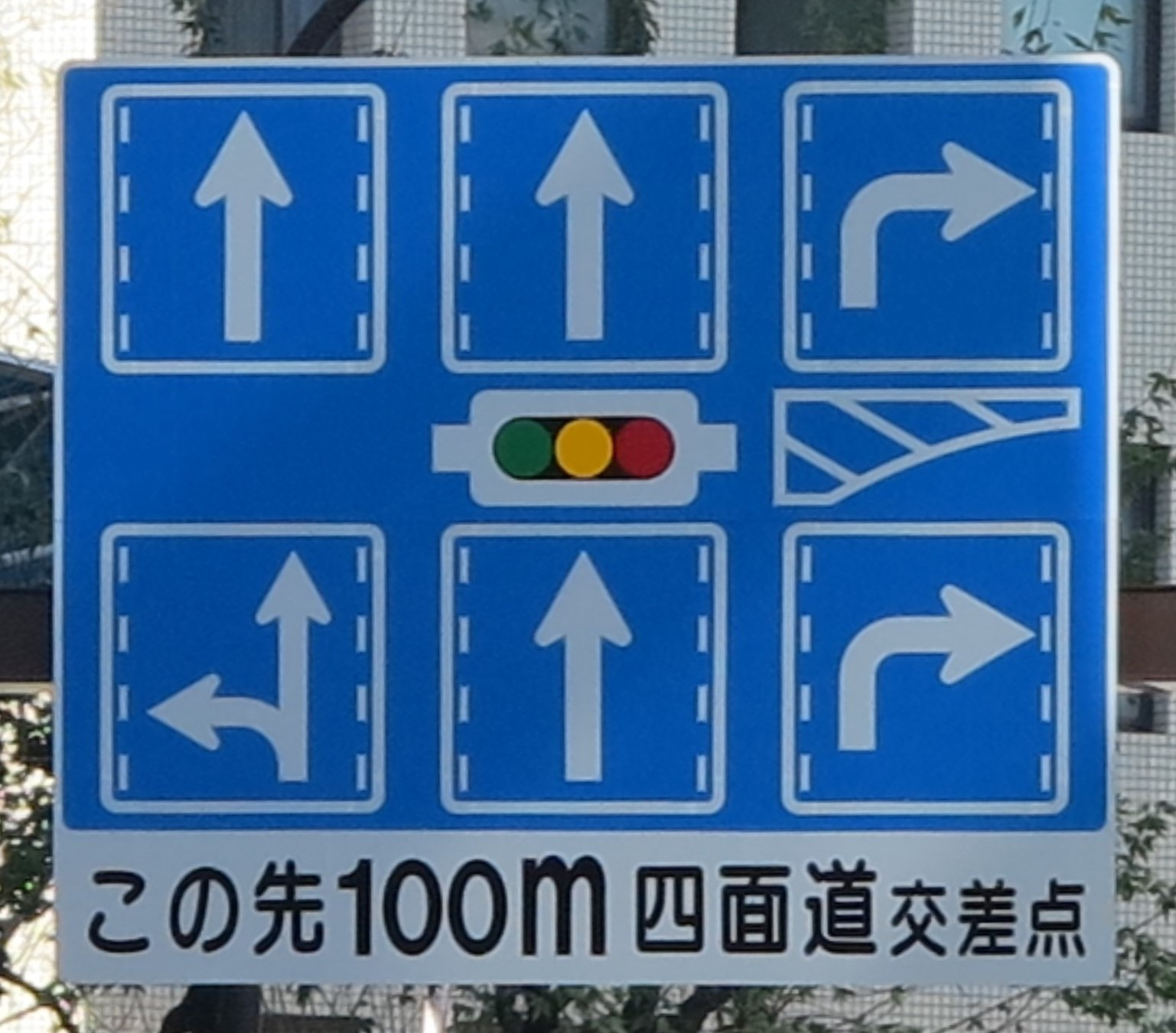
右折車線が連続することを示した案内標識（327の7-Aなど）
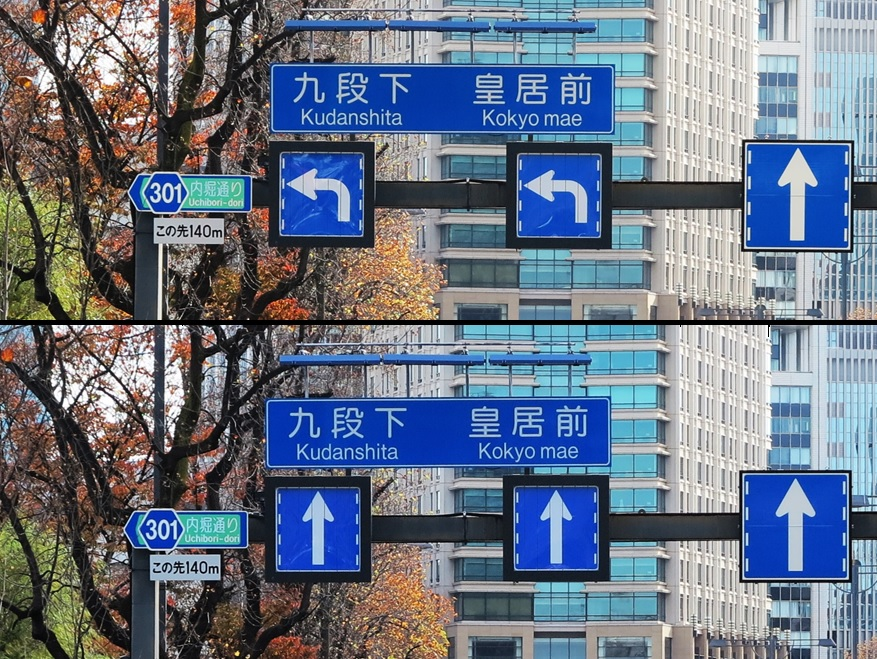
進行方向別区分（327の7-Cと327の7-D） 可変式
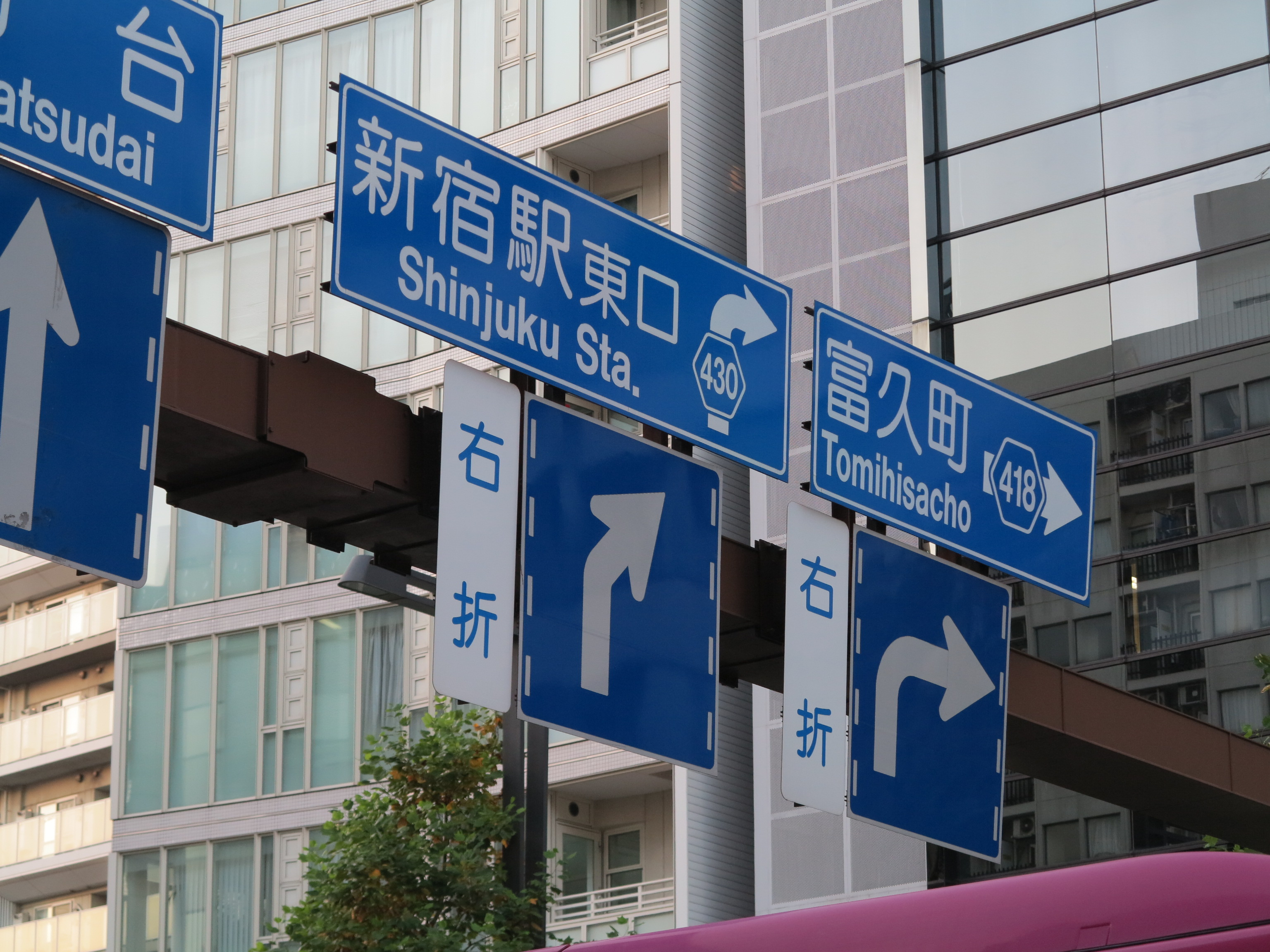
進行方向別通行区分（327の7-C）に「右折」の案内を追加
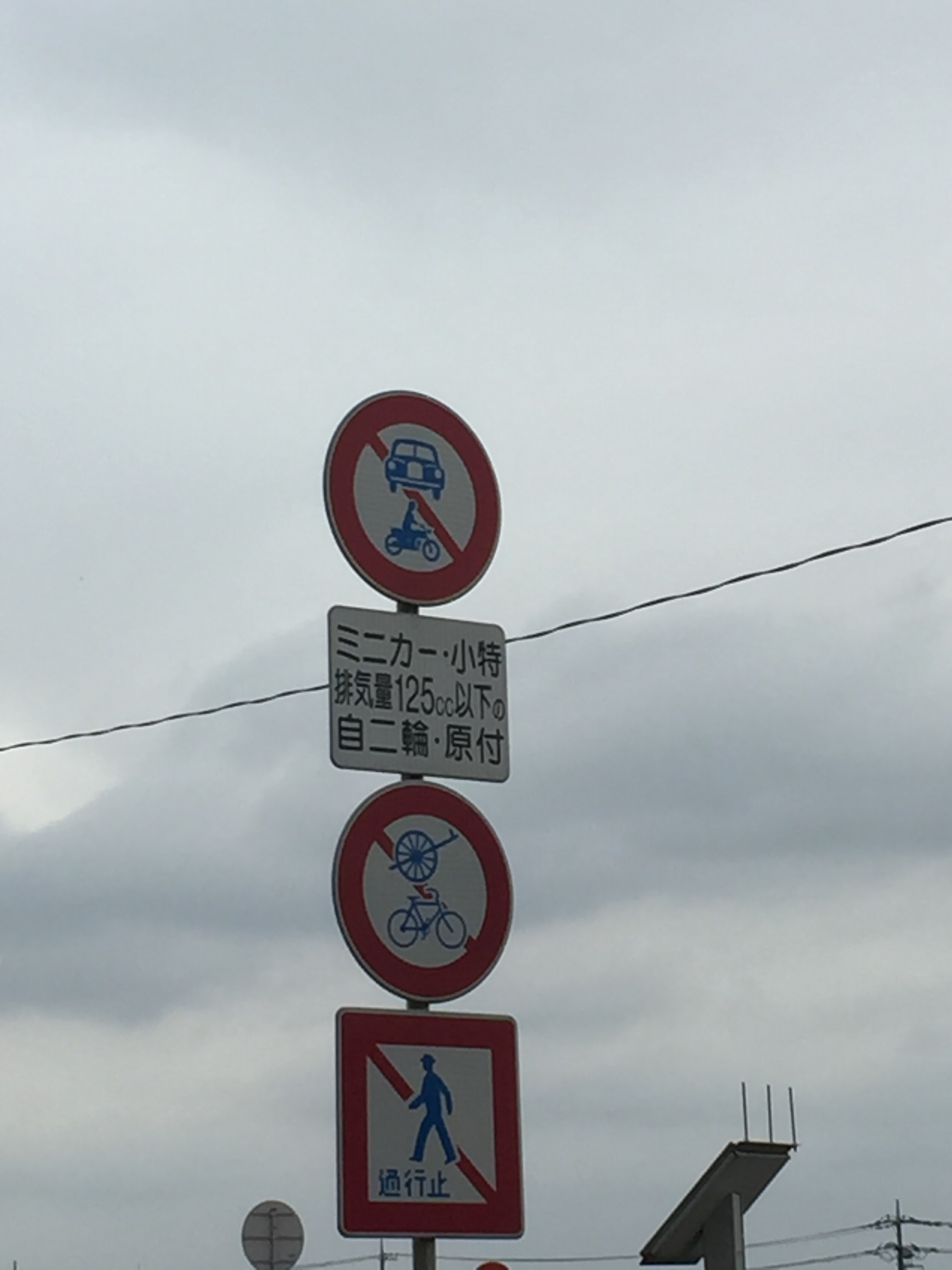
「車両(組合せ)通行止め (310)」2種類（二輪の自動車以外の自動車と二輪の自動車・一般原動機付自転車の組み合わせ、自転車以外の軽車両と特定小型原動機付自転車・自転車）と「歩行者等通行止め (331)」の標識によって歩行者、遠隔操作型小型車、自転車・軽車両、原付、125cc以下の二輪車、小型特殊自動車、ミニカーの通行を禁止している。
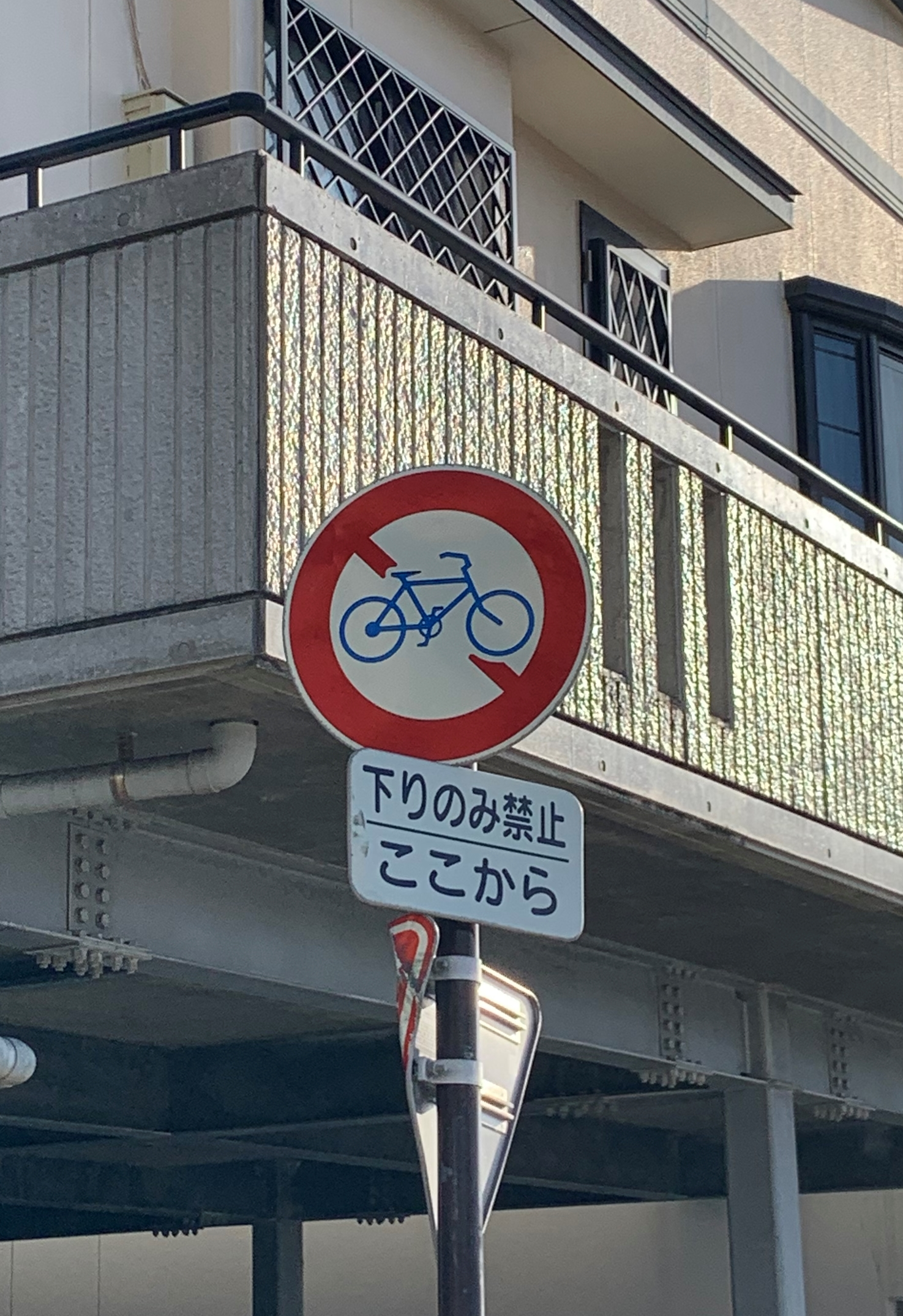
「特定小型原動機付自転車・自転車通行止め（309）」 下りのみ禁止

#### 指示標識
指示標識は交通上必要な地点などを指示するために設置される標識。大部分は公安委員会が設置に係るが、「規制予告」のみ道路管理者も設置ができる。四角形、青地で白い絵がほとんど。通常の四角形の場合の大きさは一辺60 cm 。ただし、横断歩道は歩行者保護を目的に特別な五角形が採用され、辺の長さは底辺と斜辺が60 cm、その他の辺が20 cmである。
停止に該当するもの

停止線 (406の2)

通行の方法等に関するもの

並進可 (401)
軌道敷内通行可 (402)
優先道路 (405)
中央線 (406)
安全地帯 (408)

- 「中央線」の標識はセンターラインの位置を示したものであり、多雪地域や中央線変移を行う場合に設置しなければならない[127]。
- 「並進可」の標識は自転車が2列まで並んで走行できることを示す。設置例は少なく[128]、2018年には最後まで残存していた2都市の標識が撤去された[129]。

駐車・停車に関するもの

高齢運転者等標章自動車駐車可 (402の2)
駐車可 (403)
高齢運転者等標章自動車停車可 (403の2)
停車可 (404)

横断に関するもの

横断歩道 (407-A)
横断歩道 (407-B)
自転車横断帯 (407の2)
横断歩道・自転車横断帯 (407の3)

- これらの標識は、信号機により交通整理を行う交差点または横断歩道においては不要である[130][131]。
- 「横断歩道」の図柄は「一般用（407-A）」と「学童用（407-B）」に分けられる。この中で学童用は保育園、幼稚園、小学校等付近に設けられる横断歩道で設置する[132]。

規制予告に関するもの

規制予告 (409-A)
規制予告 (409-B)

ギャラリー

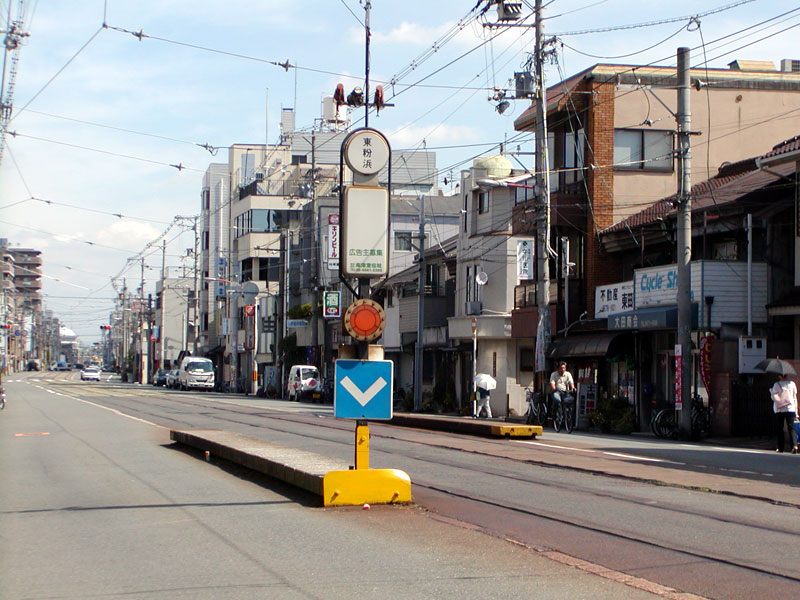
安全地帯(408)
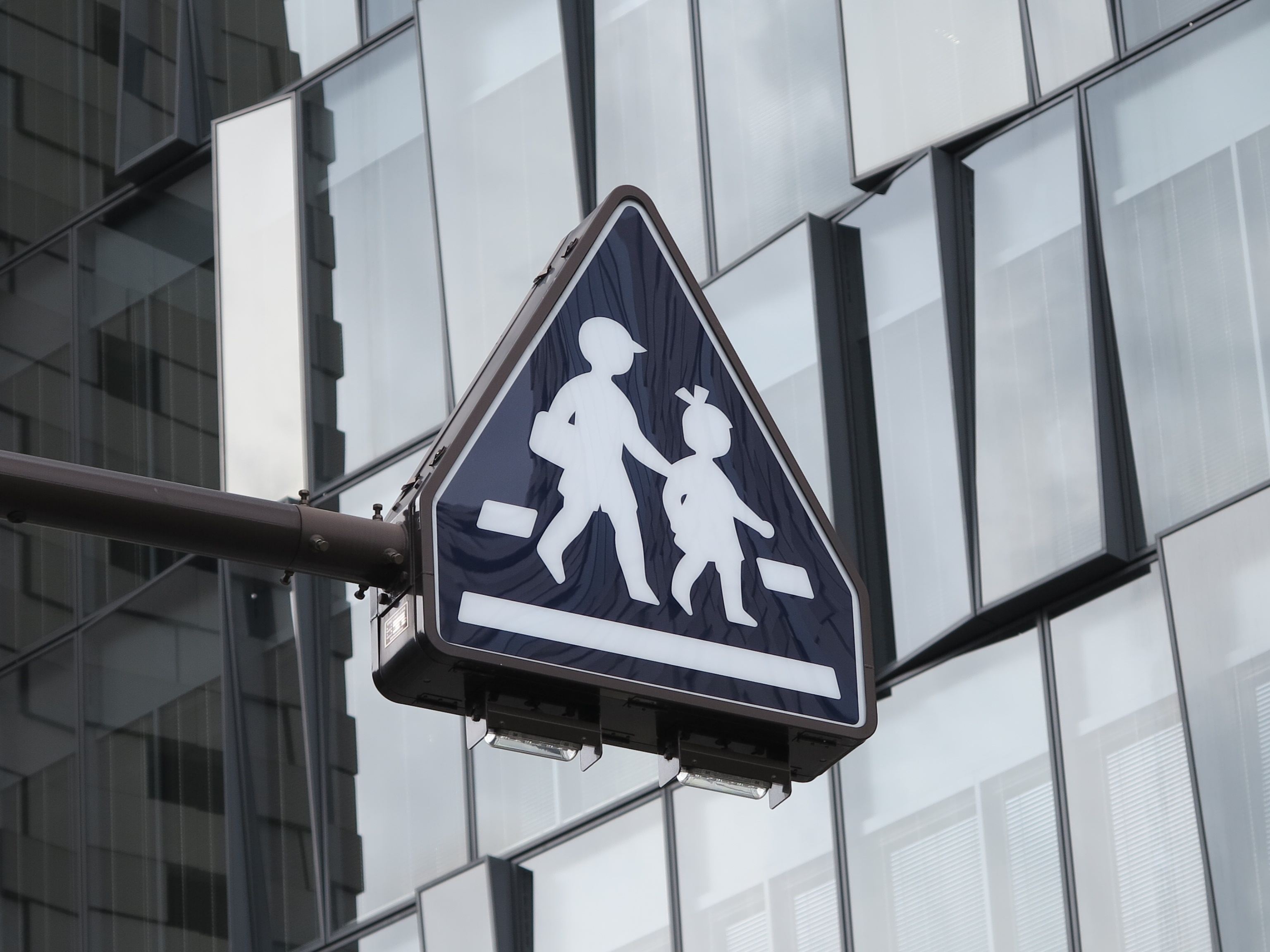
横断歩道（407-B） 内部に電灯が組み込まれ、夜間には標識そのものと真下にある横断歩道を照らす。
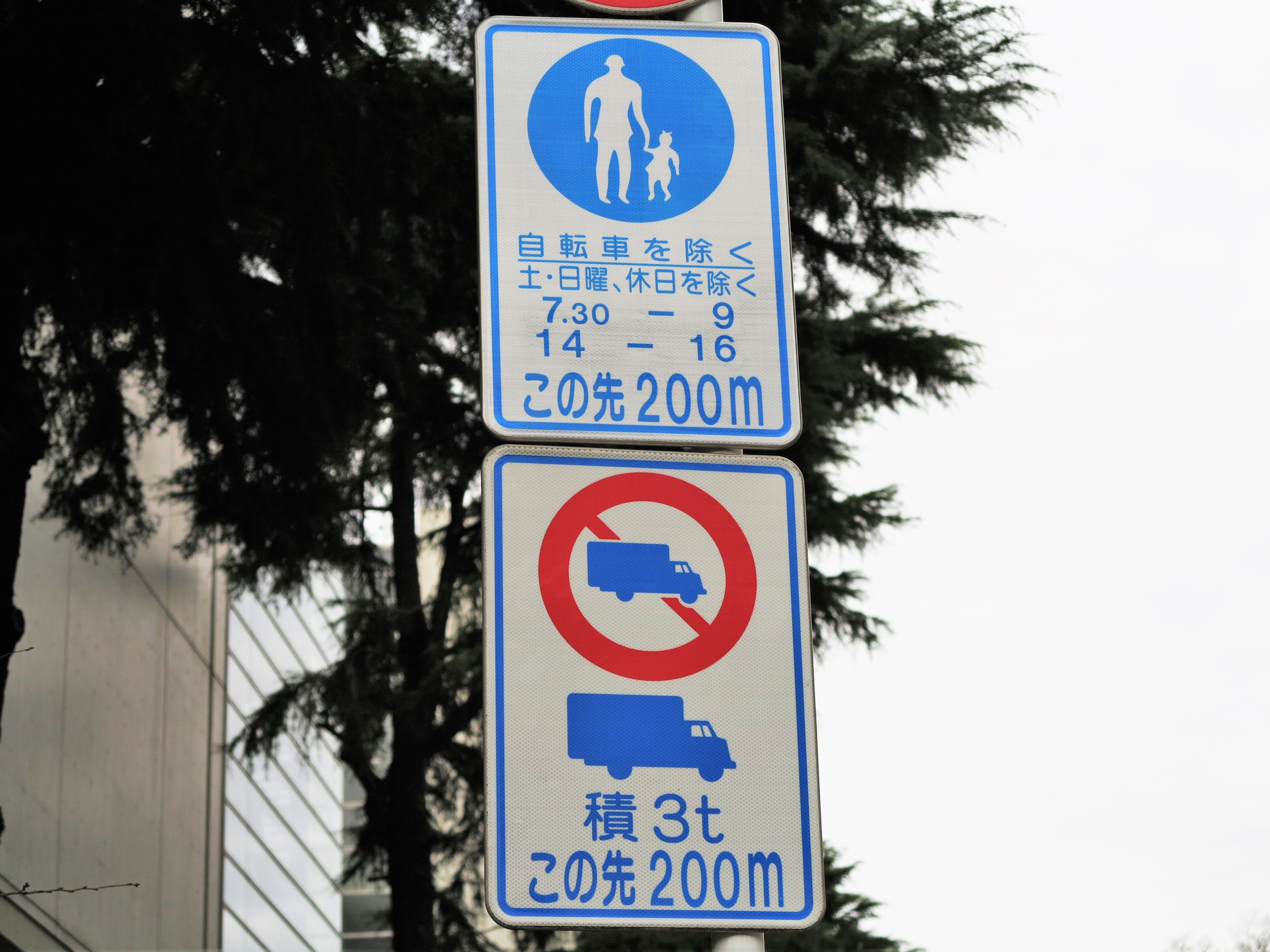
規制予告（409-A）
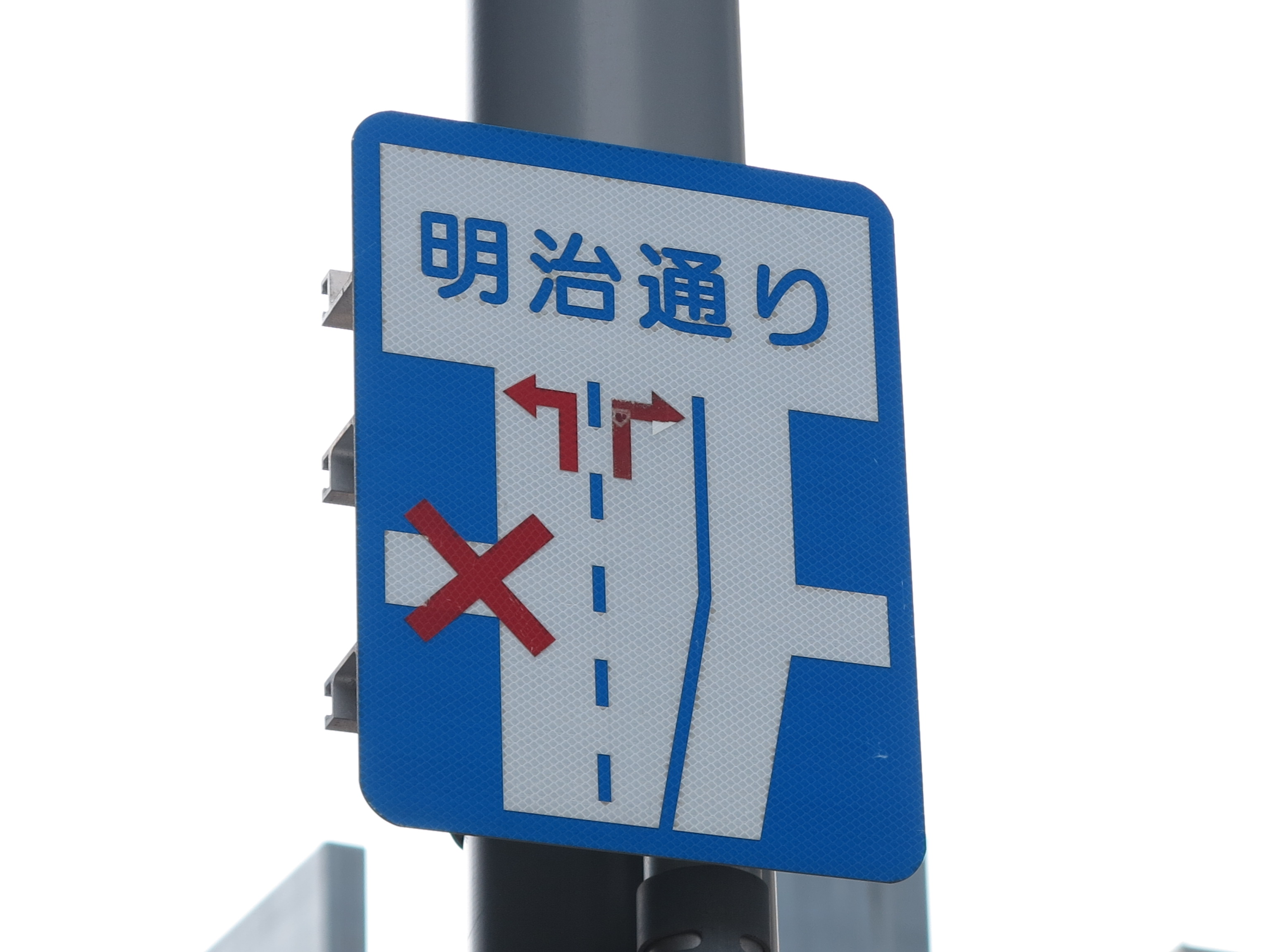
規制予告（409-B）

### 補助標識
本標識に付属して本標識の意味を補足する標識。一部を除き、横長で白地に黒字（トラック、バスのマークも含む）または赤（主に矢印の使用）である。

距離・区域 (501) 「この先100m」
距離・区域 (501) 「ここから50m」
距離・区域 (501) 「市内全域」
日・時間 (502) 「日曜・休日を除く」
日・時間 (502) 「8時 - 20時」
車両の種類 (503-A) 「大貨等（大型貨物、特定中型貨物、大型特殊自動車）」
車両の種類 (503-A) 「原付を除く」
車両の種類 (503-B) 「大型貨物自動車と特定中型貨物自動車、大型特殊自動車」
車両の種類 (503-C) 「最大積載量が3t以上の貨物自動車と大型特殊自動車[注釈 15]」
車両の種類 (503-D) 「標章車専用」
駐車余地 (504) 「駐車余地6m」
駐車時間制限 (504の2) 「パーキング・メーター表示時刻まで」
駐車時間制限 (504の2) 「パーキング・チケット表示時刻まで」
始まり (505-A)
始まり (505-B)
始まり (505-C)
区間内 (506)
区域内 (506の2)
終わり (507-A)
終わり (507-B)
終わり (507-C)
終わり (507-D)
通学路 (508)
追越し禁止 (508の2)
前方優先道路 (509)
踏切注意 (509の2)
横風注意 (509の3)
動物注意 (509の4)
注意 (509の5)
注意事項 (510) 「安全速度 30km/h」
注意事項 (510) 「路肩弱し」
規制理由 (510の2) 「騒音防止区間」
方向 (511)
地名 (512) 「小諸市本町」
始点 (513)
終点 (514)

- 一部の規制標識・指示標識からは「区間内」（506）を省略する[133]。この省略は1992年から行われているものであり、省略が可能な標識に旧来通り付置されていても意味に相違がない[134]。
- 公安委員会が設置する補助標識の寸法は横60 cm を基準とし、文字数は1行7文字まで、行数は3行までに収めなければならない[135]。この規定に収まらない場合は可変標識を用いることとしている[135]。
- 1つの補助標識に2以上の表示を行う場合、上から「車両の種類」「日・時間」「距離区域又は区間」の順にしなければならない[135]。ただし「追越し禁止」「駐車余地」「前方優先道路」を併記する場合は最も上に表記する[135]。

補助標識の用語等
補助標識においては、車両の種類の略称、その他の用語が用いられるが、その用語の定義を示す。（別表第2の備考一の（六）ほか）
| 用語         | 定義 |
| ------------ | --- |
| 休日         | 国民の祝日に関する法律（昭和23年法律第178号）に規定する休日                                                                     |
| 大型         | 大型自動車 |
| 大型等       | 大型自動車、特定中型自動車および大型特殊自動車                                                                                  |
| 中型         | 中型自動車 |
| 特定中型     | 特定中型自動車（車両総重量が8トン以上、最大積載量が5トン以上または乗車定員が11人以上の中型自動車）                              |
| 準中型       | 準中型自動車 |
| 普通         | 普通自動車 |
| 大特         | 大型特殊自動車 |
| 自二輪       | 大型自動二輪車、普通自動二輪車（小型自動二輪車も含む）、特定二輪車                                                              |
| 軽           | いわゆる軽自動車に該当する普通自動車（軽二輪や特定二輪車は含まれない）                                                          |
| 小特         | 小型特殊自動車 |
| 原付         | 一般原動機付自転車 |
| 特定原付     | 特定小型原動機付自転車 |
| 特例特定原付 | 特例特定小型原動機付自転車（歩道または路側帯走行のための6km/h設定に切り替えており最高速度表示灯を規定により点滅させている状態） |
| 二輪         | 二輪の自動車および一般原動機付自転車                                                                                            |
| 小二輪       | 小型自動二輪車および一般原動機付自転車                                                                                          |
| 自転車       | 特定小型原動機付自転車および普通自転車                                                                                          |
| トロリー     | トロリーバス |
| 乗用         | 専ら人を運搬する構造の自動車（乗用自動車）                                                                                      |
| 大乗         | 乗用の大型自動車 |
| 中乗         | 乗用の中型自動車 |
| 特定中乗     | 乗用の特定中型 |
| 準中乗       | 乗用の準中型自動車 |
| バス         | 大乗および特定中乗 |
| 大型バス     | 乗車定員が30人以上の大乗 |
| マイクロ     | 大型バス以外のバス |
| 路線バス     | 道路運送法第9条第1項に規定する一般乗合旅客自動車運送事業者による同法第5条第1項第3号に規定する路線定期運行の用に供する自動車     |
| 普乗         | 乗用の普通自動車 |
| タクシー     | 道路運送法第3条第1号ハに規定する一般乗用旅客自動車運送事業の用に供する自動車                                                    |
| 大貨         | 大乗以外の大型（大型貨物自動車）                                                                                                |
| 中貨         | 中乗以外の中型（中型貨物自動車）                                                                                                |
| 特定中貨     | 特定中乗以外の特定中型（特定中型貨物自動車、車両総重量が8トン以上または最大積載量が5トン以上の中貨）                            |
| 準中貨       | 準中乗以外の準中型（準中型貨物自動車）                                                                                          |
| 大貨等       | 大貨、特定中貨および大特 |
| 普貨         | 普乗以外の普通（普通貨物自動車）                                                                                                |
| 貨物         | 大貨、中貨、準中貨および普貨 |
| けん引       | 重被牽引車（車両総重量750kg超）を牽引している牽引自動車                                                                         |
| 標章車       | 高齢運転者等標章自動車 |
| 遠隔小型     | 遠隔操作型小型車 |

ギャラリー

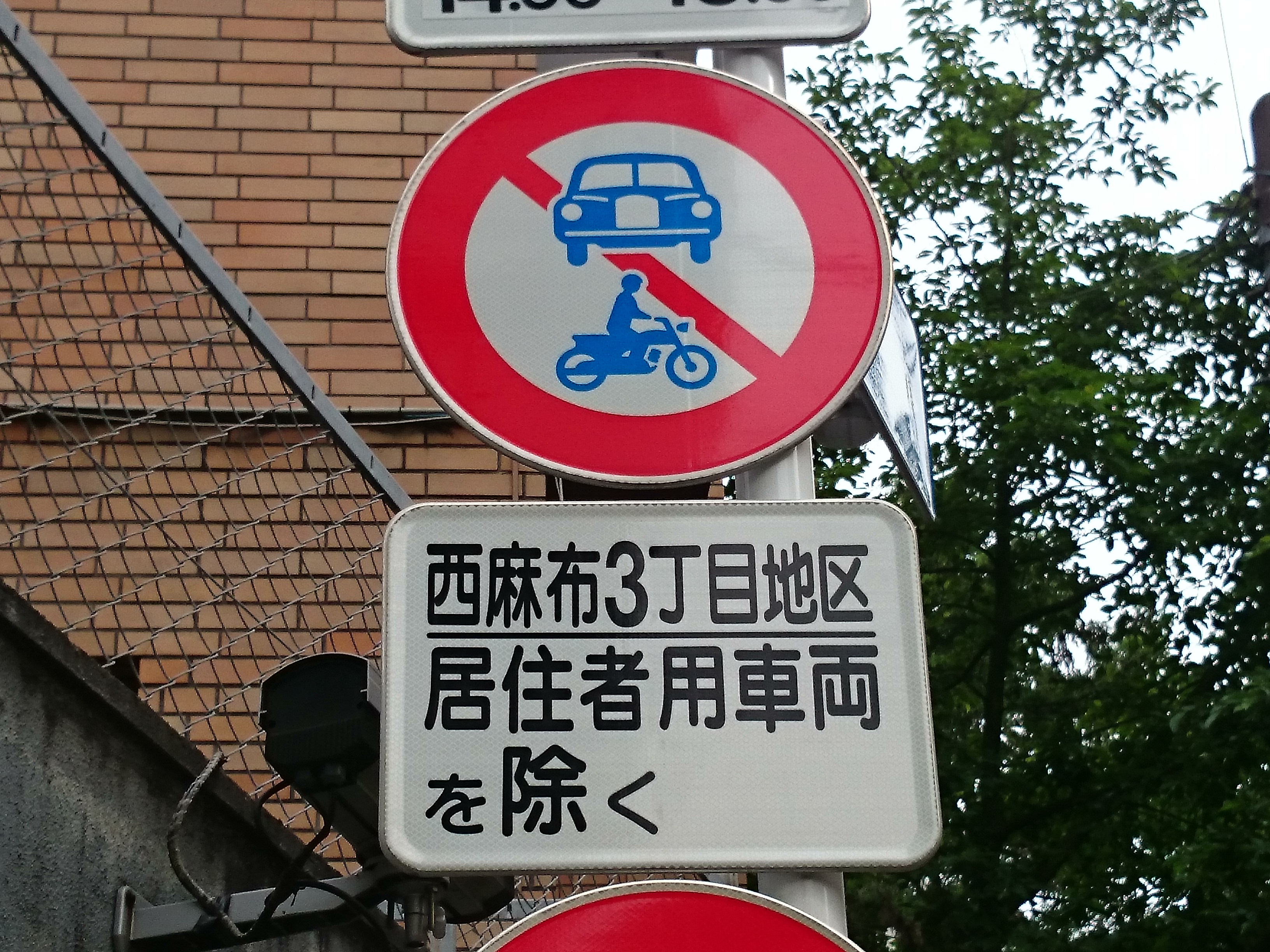
距離・区域 (501)「西麻布3丁目」を区域指定、但し居住者用車両の除外。「居住者用車両」は住民車両の他、タクシーや配達なども含まれる。
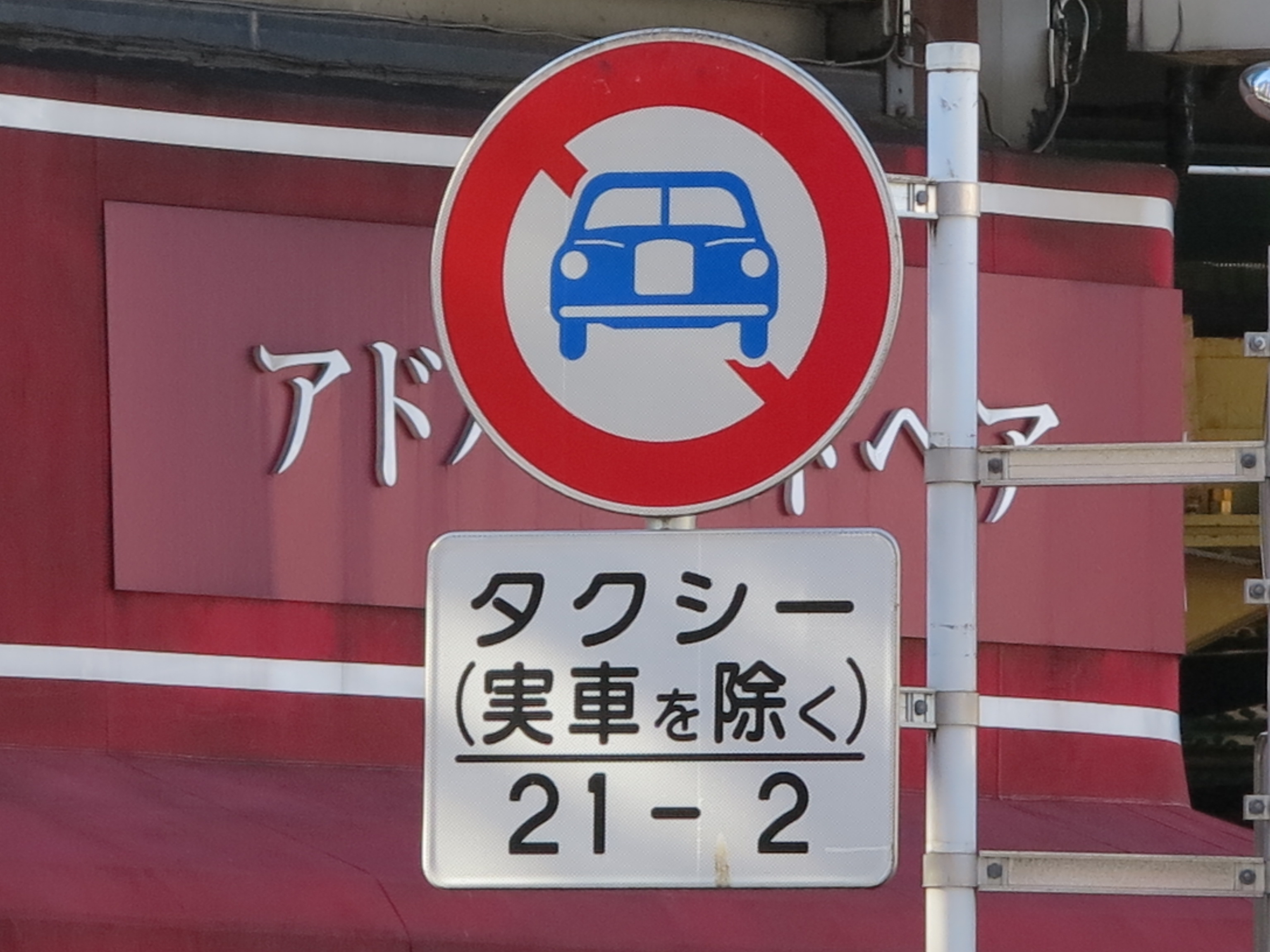
日・時間 (502)「21時 - 翌2時」と車両の種類 (503-A)「タクシー」。実車（賃走・割増・迎車）は規制除外。
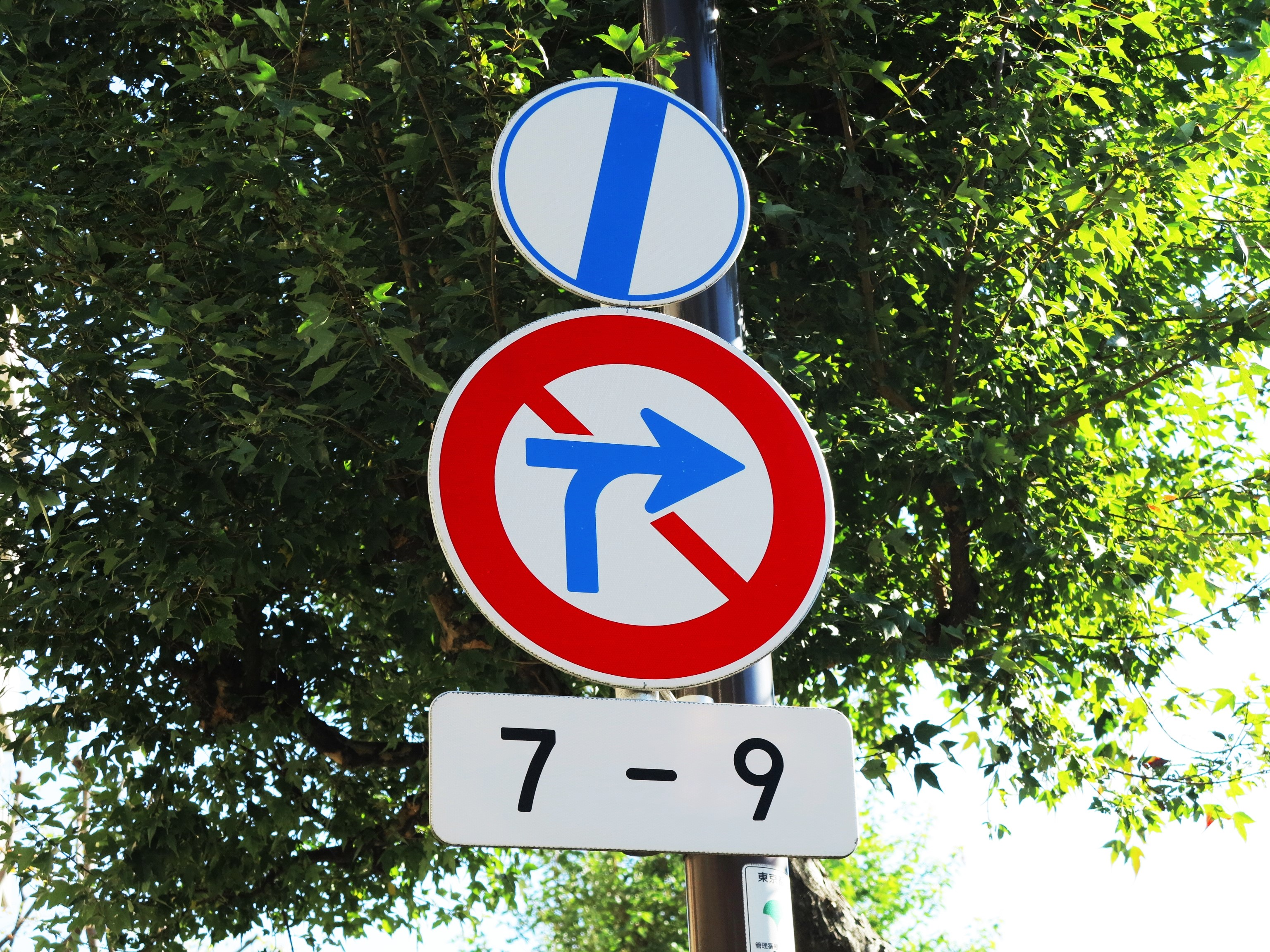
日・時間 (502)「7時 - 9時」 と終わり (507-C)
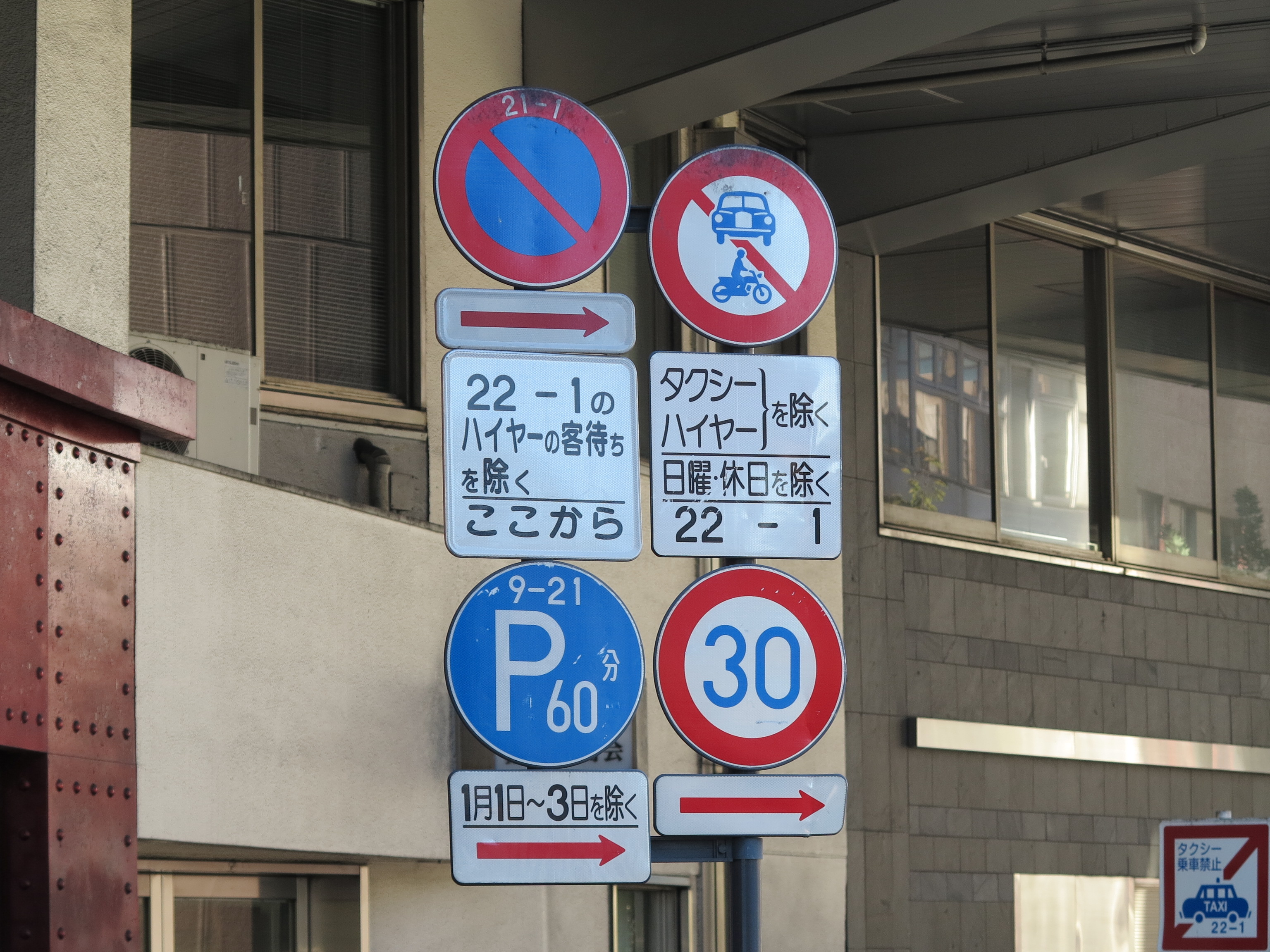
車両の種類 (503-A) 「ハイヤー」など
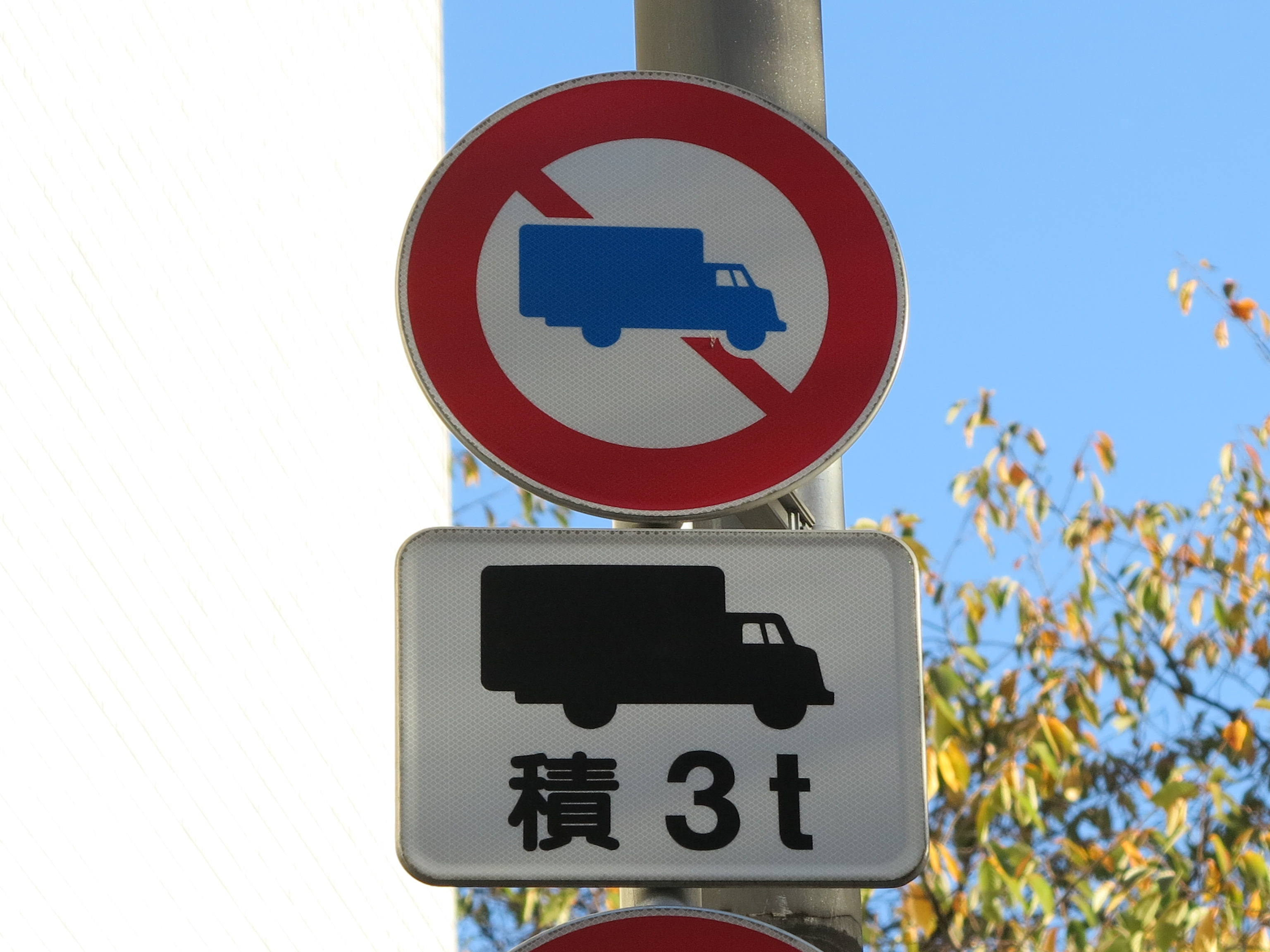
車両の種類 (503-C)「最大積載量3t以上の貨物自動車」

### 廃止済

徐行 (329-B)
前方優先道路 (329の2-B)
一時停止 (330-B、2017年6月までの330) 旧形式

#### 1922年の道路標識

形道路交差点あり
上り急勾配あり
右方屈曲あり
右方屈曲あり
学校
踏切あり
下り急勾配あり

#### 1942年の道路標識

重量制限
最高速度
指定方向外進行禁止
転回禁止
車両(組合せ)通行止め
駐車禁止
大型貨物自動車等通行止め
車両進入禁止
左折禁止
右折せよ
車両通行止め
特定小型原動機付自転車・自転車通行止め
自転車以外の軽車両通行止め
二輪の自動車・一般原動機付自転車通行止め
つづら折りあり
その他の危険
学校
徐行
踏切あり
形道路交差点あり
右方屈曲あり
右方屈曲あり

#### 1950年の道路標識

＋形道路交差点あり
├形道路交差点あり
T形道路交差点あり
Y形道路交差点あり
右方屈曲あり
右方屈折あり
右方背向屈曲あり
右方背向屈折あり
左つづら折りあり
踏切あり
学校
その他の危険
注意
通行止め
車両通行止め
二輪の自動車以外の自動車通行止め
自転車以外の軽車両通行止め
特定小型原動機付自転車・自転車通行止め
歩行者等通行止め
転回禁止
指定方向外進行禁止
指定方向外進行禁止
指定方向外進行禁止
指定方向外進行禁止
指定方向外進行禁止
車両進入禁止
追越しのための右側部分はみ出し通行禁止
駐停車禁止
駐車禁止
最高速度
制限速度終了
重量制限
高さ制限
静かに
警笛鳴らせ
一方通行
一時停止
横断歩道
駐車可
停止線
安全地帯
道路工事中
まわり道

#### 1960年の道路標識

一時停止

### 法定外標識
法定外標識とは、道路管理者によって設置された標識のうち、標識令で定められた様式ではないものを指す。法定標識と同じく交通の安全と円滑のために設置されているが、法定標識では伝えられない事項を伝えることを目的としている。法定標識と区別するために「看板」と称することも。形状や色彩に規定はないが設置方法は道路標識に準じている。その特徴から内容は様々なパターンに分かれており、適切な計画および基準を設けなければ、道路利用者に誤解や混乱をもたらす恐れがある。
道路利用者に案内する目的で設置される法定外標識の一例として、アジアハイウェイ標識や距離標などが挙げられる。

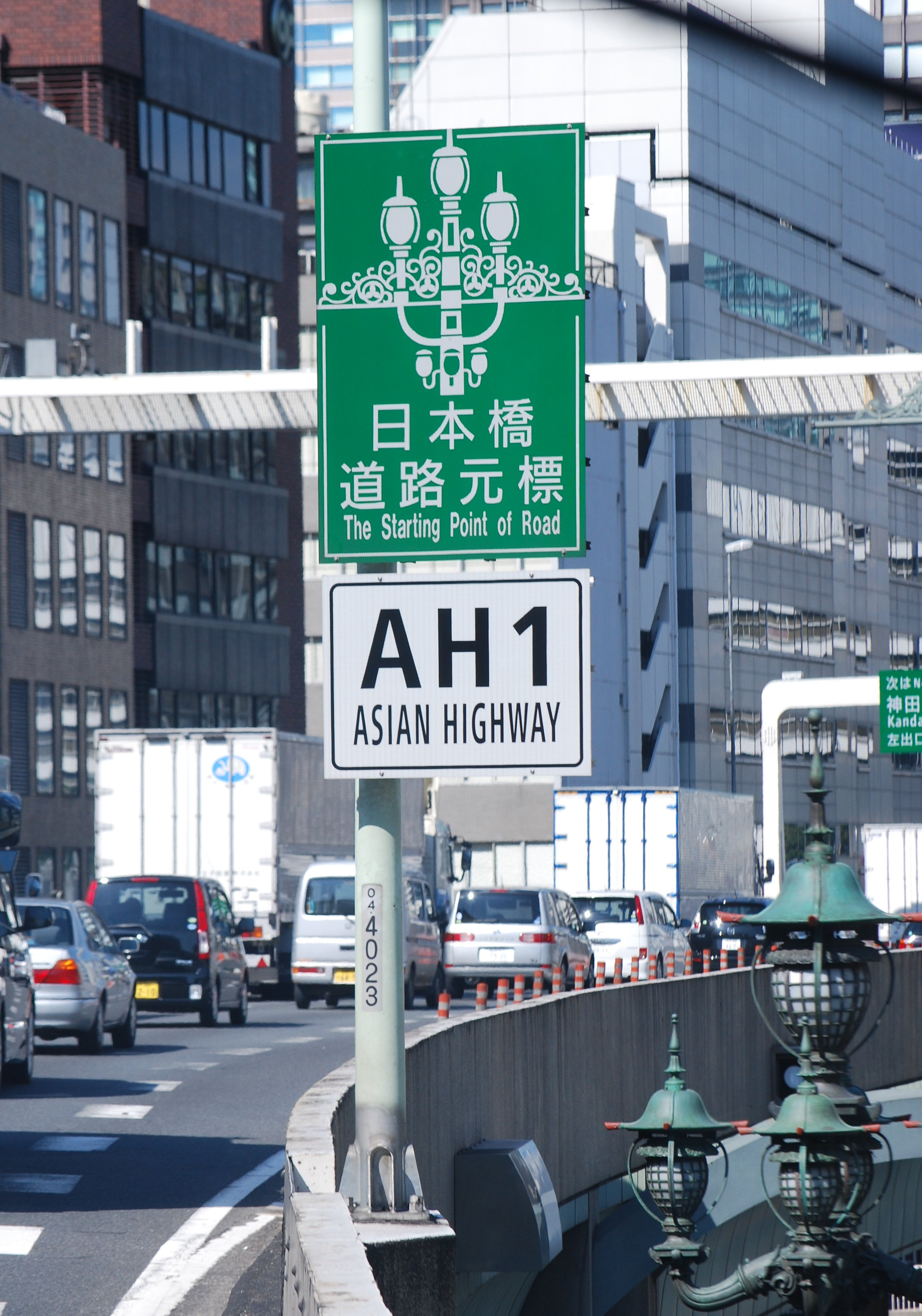
アジアハイウェイ標識（下）
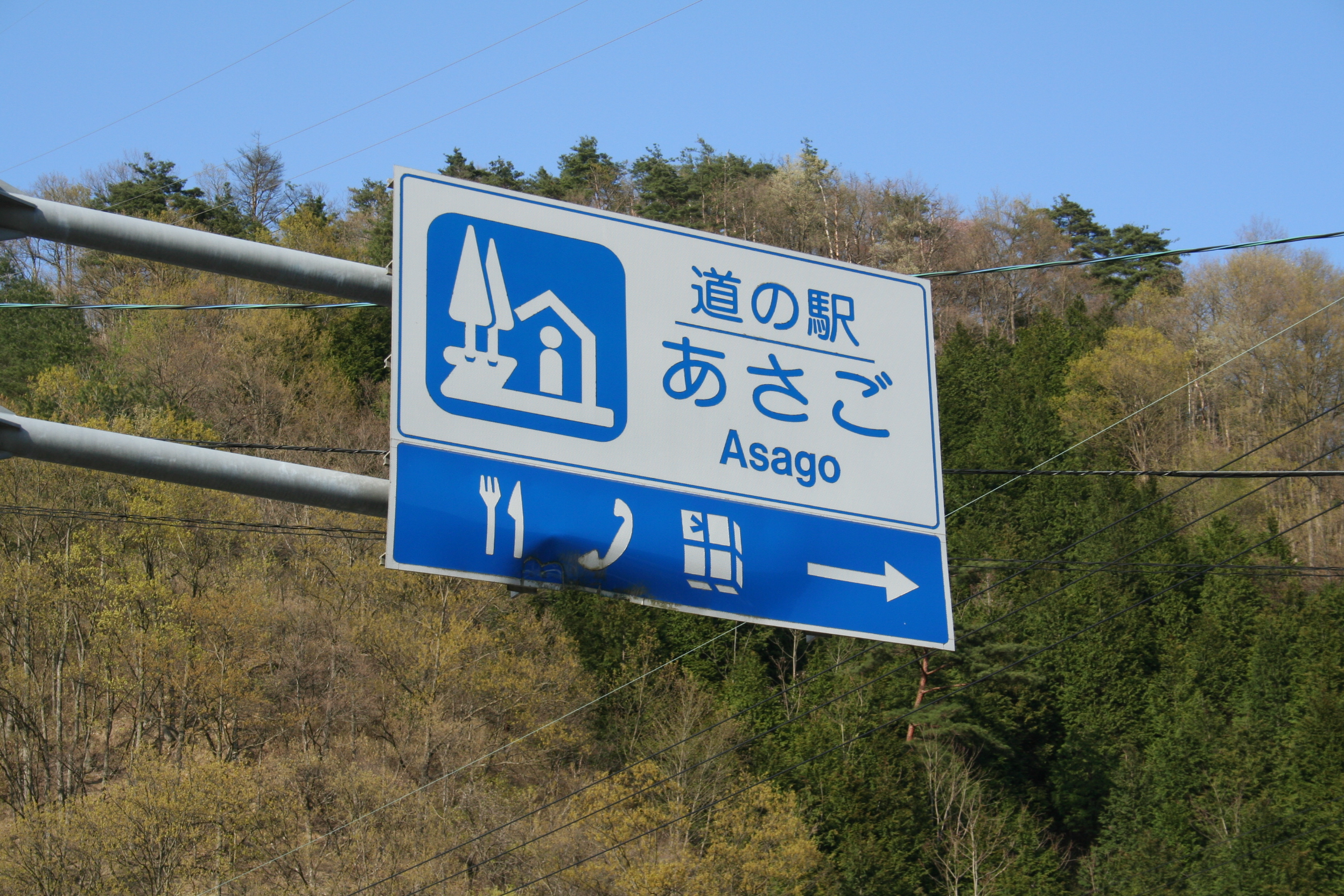
「道の駅」を示す標識も法定外標識の一種である。 （兵庫県朝来市）

## 材料と製造
道路標識に用いられる材料で、日本国の材料規格であるJISに規定がある材料ならばその中から採用することが一般的に行われてきた。一方で、性能が満足できるのであればJISなどの公的機関に定めのない材料を用いることも可能であり、道路標識に用いられてきた材料の中ではJISにないものもある。
支柱（標識柱）
標識柱は用いられる材料によって鋼柱（鋼管、形鋼、テーパーポール）、アルミニウム合金柱、鉄筋コンクリート柱、ステンレス柱、木柱などに分類される。一般に標識柱の柱に用いる材料は鋼管・形鋼・鋼板などの鋼材を用いられる。
鋼材を加工した鋼柱を作る場合、鋼材を加工、溶接、塗装の順に工程をたどり標識柱として出荷される。
標示板（標識板）
反射式標識板の板面の材質はアルミニウム合金板、鋼板、合成樹脂板などが用いられる。その中でも軽量かつ耐食性に優れたアルミニウム合金板が用いられることが多い。アルミニウム合金板を用いる場合は厚さ1.0–2.0ミリメートル (mm) のものが用いられる。規制標識や指示標識では比較的薄い板厚（1.0–1.2 mm）となることが多いが、このような板厚の標識板が歩行者などと接触する可能性がある高さに設置する場合は傷害のリスクを小さくするため縁曲げを施す必要がある。
標識板の裏面には補強のための加工として補強材がスポット溶接される。この補強材には「高リブ」や「平リブ」などの種類がある。面積の大きな標識板を設置する場合はアルミT型金具も補強のために用いられる。
一般的に耐用年数は10 - 20年と言われるが、障害がなければ20年以上も使用することができる。そのため、2000年代前半で標識板の交換が盛んとなり、それ以後は交換が少なくなっている。
反射式標識板を製造は、基板の切断や補強材の溶接を行い、その後表示面に反射シートを貼り付け真空加熱圧着して完成となる。規制標識や警戒標識などは規格通りに切断された基板や反射シートを用いて製造するが、一品製作的要素が強い案内標識は素地となる反射シートを貼ってから罫書きを行った上で文字や記号の反射シートを貼り付けるという工程を経る。特に大きな標識板は運搬に適したサイズに分解して製造する。
取付金具
小型の路側式や添架式での標識柱で、設置位置や向きの調整を容易に行えるように取付金具で標示板を設置することが多い。取付金具で代表的なものとして補強材の溝を用いてボルトを締め付けるUバンドと両側に支柱を取り付けるバンドと張出部材で成り立つ腕金具があり、アルミニウム合金を用いることが多い。

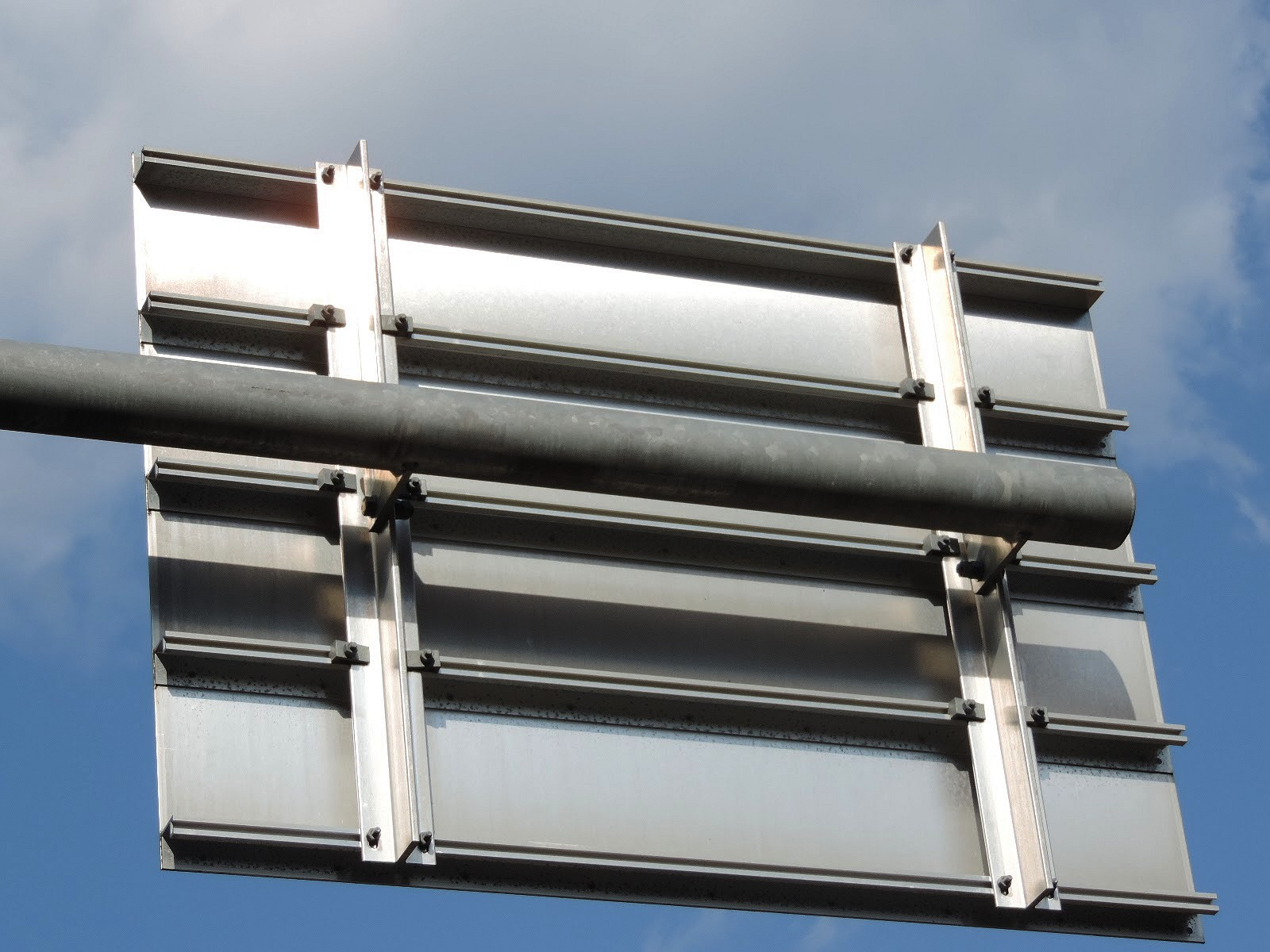
面積の大きな標識板にはアルミT型金具が用いられる。

## 施工
道路標識の工事施工は一般の土木工事と共通している部分が多いが、供用中の道路で作業することがあるため交通安全や施工管理には十分な注意が必要である。
標識の設置は基礎設置、標識柱建込み、標識板取付け、検査の順で行われる。なお、一連の作業の準備工として、設置位置を選定し、埋設台帳や試掘により埋設物の調査を行う必要がある。標識の撤去は標識板取外し、標識柱撤去、基礎撤去の順番に行われる。
標識の工事を施工するにあたっての資格として全国道路標識・標示業協会（全標協）による登録標識基幹技能者や道路標識設置･診断士が存在する。

## 維持管理
標識の変状は事故や腐食による損傷、劣化や植生・汚れに伴う視認性の低下があげられる。全ての道路付属物は安全かつ円滑な交通を保ち、第三者被害を及ぼしかねない変状を的確に把握して計画的に補修するための基礎的な情報を得るために点検が欠かせない。特に門型柱で設置されている道路標識はそれ以外の設置方法の道路標識よりも綿密に点検されるよう取り決められている。そして、道路標識の管理者は標識が常に良好な状態であるように配慮しなければならない。このとき、管理を円滑に行うため道路標識台帳を用いて道路標識の管理を行うことが望ましい。道路標識自体に概要を示す程度ではあるが設置記録を記載することもあり、標識柱と標示板では交換周期が異なるため双方にステッカーを貼るなどして記録することがある。
道路標識の点検を行う際に人員不足が課題となり、各々の標識の状況を十分に把握できない問題も発生していた。点検の簡易化を狙うため、ICチップなどから現地で情報を読み取れるシステムの導入が開発されている。また、ドライブレコーダーで得られた映像から位置を特定して自動で道路標識台帳を作成し、ARを用いて維持管理する技術も開発されている。
腐食に伴う耐久性の低下に伴い標識板の落下や支柱の倒壊の事案が発生している。このような事案を防ぐために点検時には支柱基礎部の腐食やボルトの緩み、標識板と支柱・梁の接合部の腐食及びボルトの緩み、曲柱の支柱曲部の亀裂の存在などが重要な確認事項となる。標識板の落下を防ぐためにボルト・ナットに加えワイヤーで標識板を接合する事例も増えている。さらには、標識柱の倒壊を防ぐため、地際部分にアラミド繊維や二重構造を採用したケースや柱の内部に鉄筋棒鋼を入れるなどの対策もとられている。維持管理費の削減とした根本的な対策として、必要性のない道路標識の新設抑制や撤去、維持費が節約できるタイプの標識へ切り替えることもある。
標識板が汚れた場合の清掃作業は、きれいな水を吹き付け（汚れによっては灯油、鉱石油、中性洗剤も併用し）、洗浄剤を使用して表面を洗浄し、最後に乾拭きの順番で実施される。このとき、標識板表面を研磨しないよう注意しなければならない（洗浄剤の選定では研磨剤を含んだものは避けなければならない）。

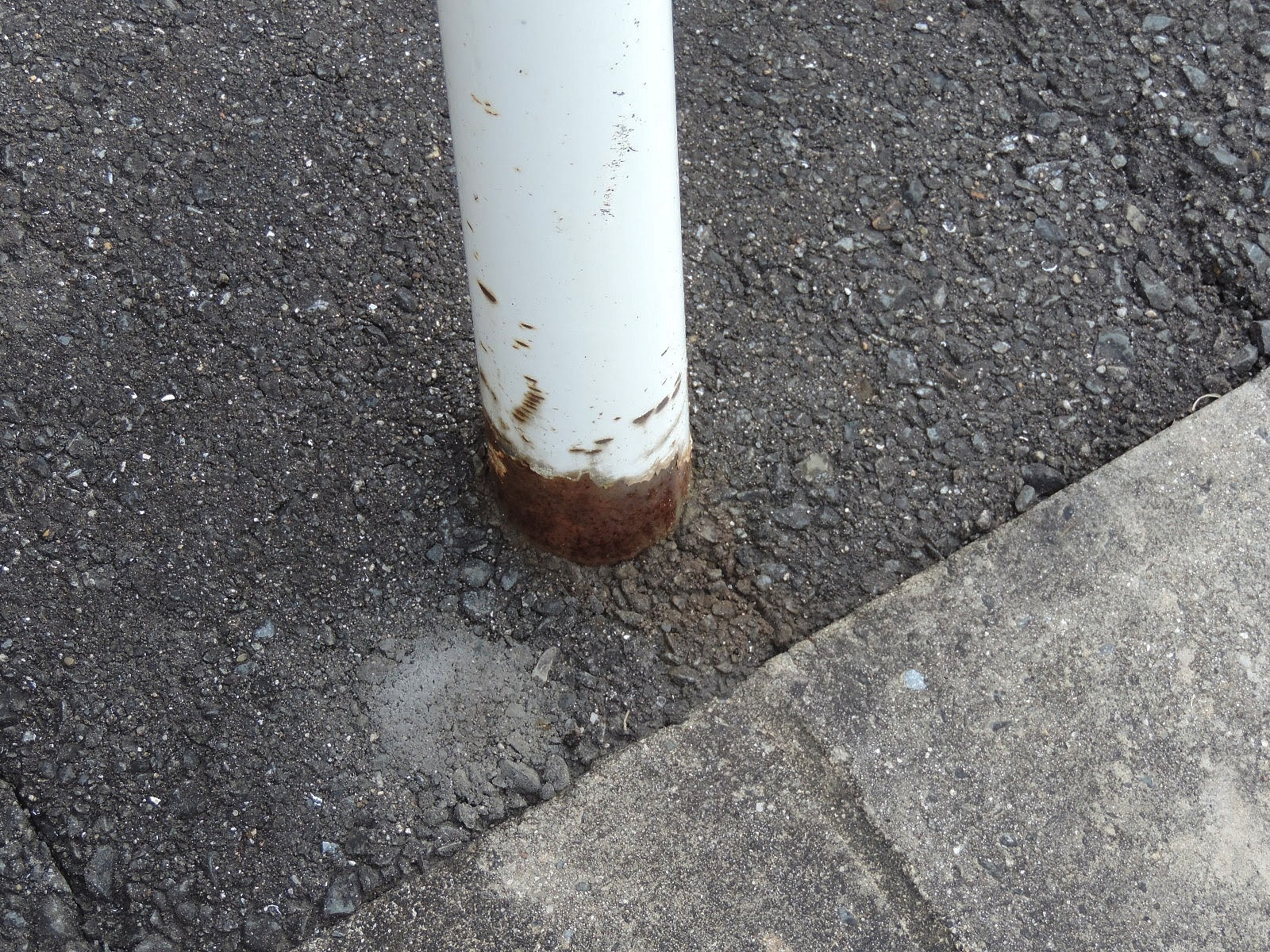
地際部が腐食した標識柱は倒壊する危険性がある。
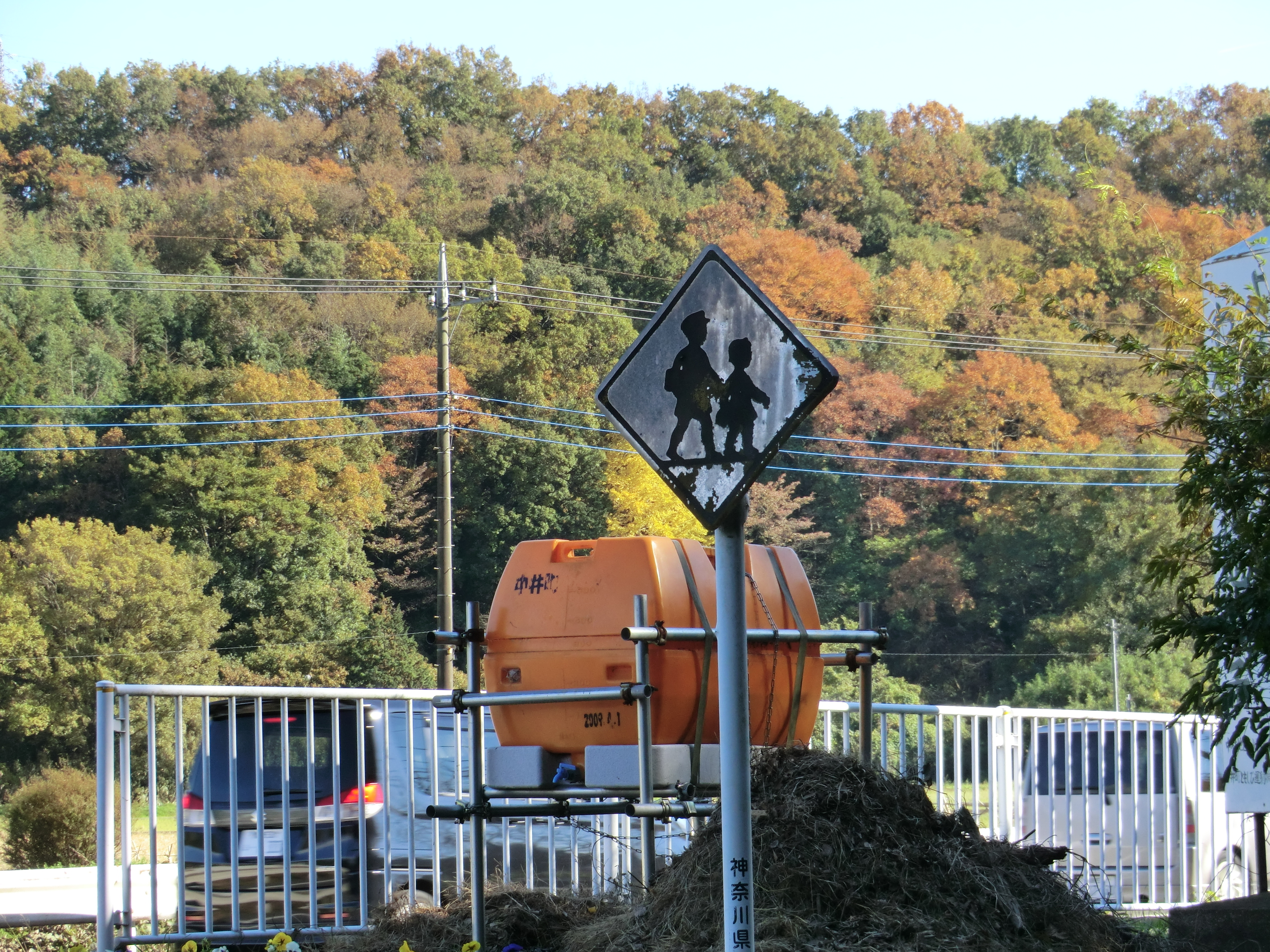
老朽化し退色した警戒標識（神奈川県足柄上郡中井町）

## 歴史

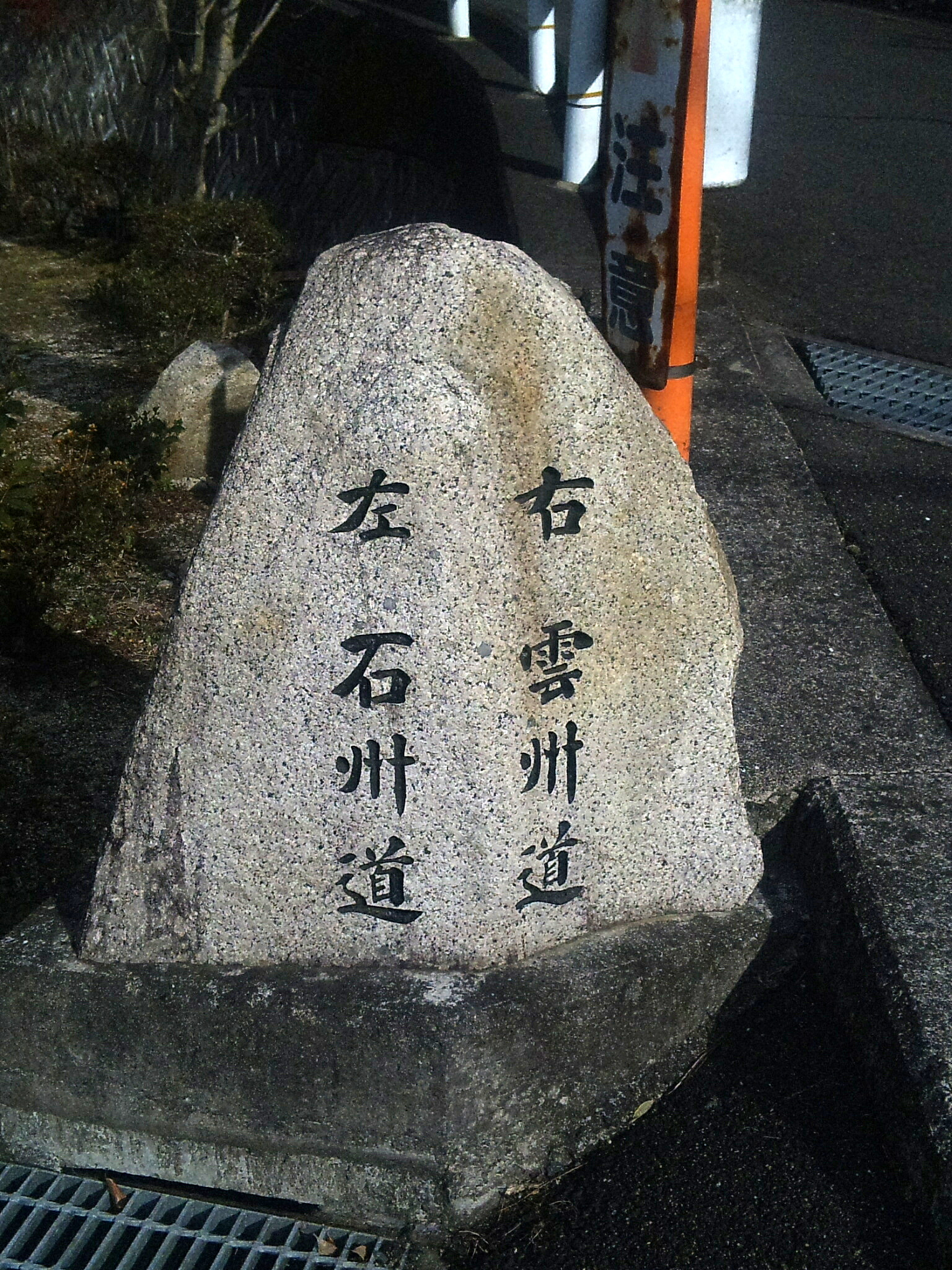
現在の案内標識の役割を担った「道標」（広島県府中市）

日本では明治時代以前から街道の交差点に「道標」が設置され、旅人に利便を与えてきた。この「道標」の発生は庶民の経済力が増し、行商・参詣・巡礼などが広く浸透した江戸時代と言われている。記録されている中で最も古いとされる道標は1672年（寛文12年）に設置された兵庫県川西市にある道標である。行き先は寺社道や湯治道を指すことも多く、供養塔としての役割も兼ねて建立したものも存在したため、「道標」は単なる道路標識にとどまらずに宗教性を帯びていたものがあったとされる。
明治に入り馬車、荷車、人力車などが街中を盛んに往来し、各地方ごとに様式が異なる立て札「制札」が設置されていたが、1899年（明治32年）6月に警視庁の通達で、道路標識の前例となる制札の様式が例示された。1908年（明治41年）9月には警察犯処罰令で制札などの標識類を汚損・破損してはならないと規定された。

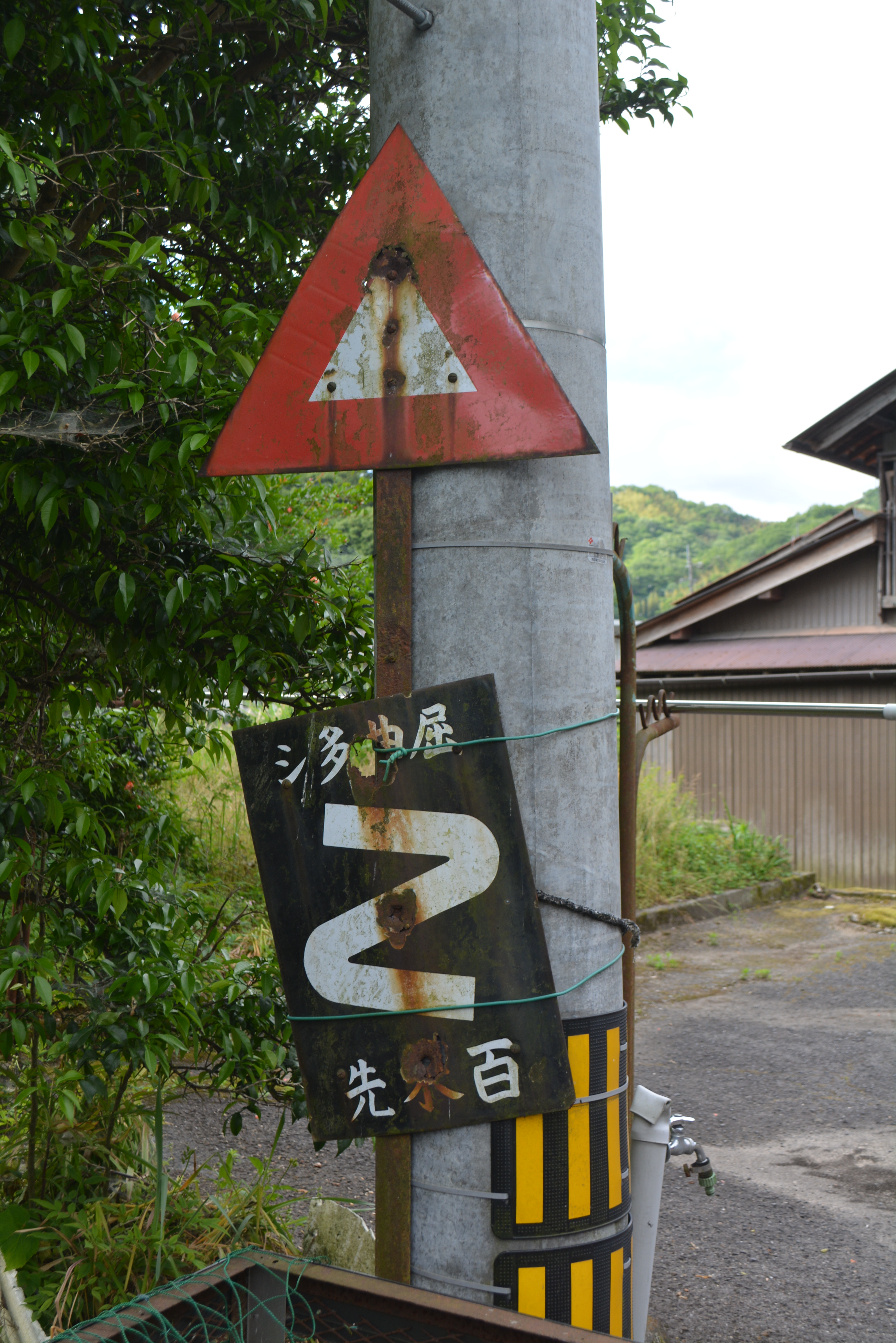
1922年制定様式の標識（高松市）。現存日本最古とされる標識であり、2020年代に至るまで道路上に残っていたが、該当のカーブが現存しないことや劣化の進行等から高松市は2025年に保存を決定し、高松市役所塩江支所にて移設展示されている。

日本で最初に統一されたデザインによる道路標識が設置されたのは1922年（大正11年）のことである。これに先立ち1919年（大正9年）には初めて道路標識が道路の付属物として規定されている。大正時代、道路交通の乗物として日本で普及していった馬車や自動車による事故も起こるようになり、交通の円滑を図るため、案内・警戒標識の2種類の日本全国統一の道路標識が制定され、行先案内や注意を記した看板が設置され始めた。
1934年（昭和9年）に東京府（当時）での交通事故の増加に際し、警視庁が「交通標識統一に関する件」として8種類の道路標識を定めた。警視庁が定めたものは全国で普及し、内務省では統一化を図ろうとした。1942年（昭和17年）に、内務省令により道路標識令が施行されると、様式はヨーロッパに倣ったものとなり、新たに禁止・制限・指導標識の3種が追加されて、道路標識は全5種類となる。その後、太平洋戦争中は金属類回収令に伴って金属製の道路標識は回収の対象となった。
太平洋戦争の敗戦によって日本はアメリカの統治下に置かれたが、進駐軍からの命令は道路標識にも及んだ。1947年（昭和22年）には進駐軍が市街地の地図を作成し、それに伴いアベニューやストリートの標識も設置された。一方で終戦前から定められていた道路標識は既存の様式に「禁」などの文字を補って道路利用者が分かるようにし、進駐軍の車両にも意味を明確にさせるため英文の補助板を併設するなどの暫定的な措置が取られた。この結果、日本国の法律に基づいた標識と進駐軍が設置した標識とが道路上で濫用することになったが、進駐軍が設置した標識は1952年（昭和27年）に姿を消すこととなる。

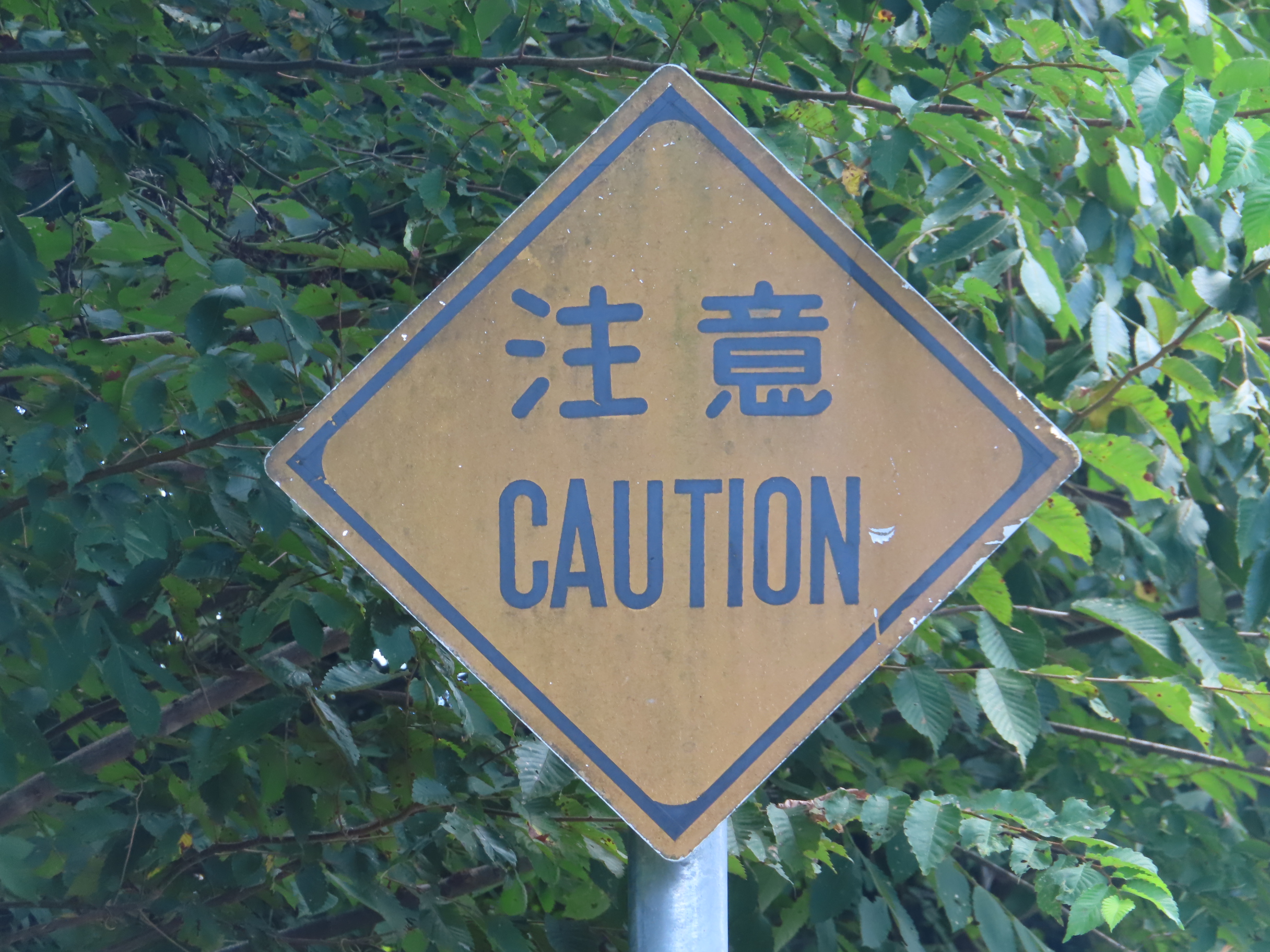
1960年施行の標識令では廃止となった警戒標識「注意」。1950年の道路標識令改正後によるもの。（岡山県井原市）

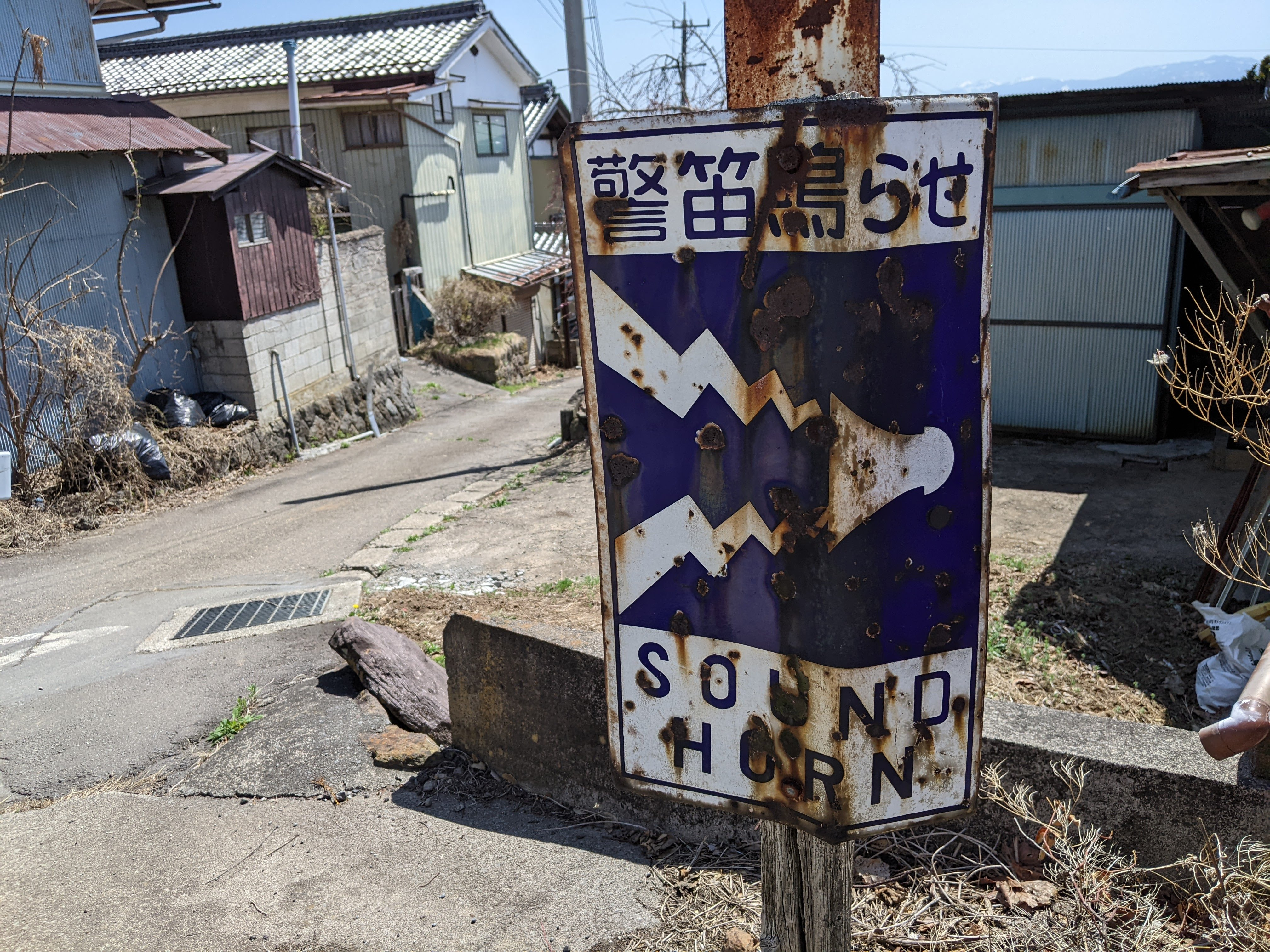
1950年から1963年まで長方形の様式が規制標識などに導入されていた。写真は「警笛鳴らせ」（長野県小諸市）

1950年（昭和25年）、戦前に制定されていた道路標識令が改正され、各種類の道路標識は大幅に見直しされて、現在の道路標識に通じる基本的な構成が確立される。この改正に伴って、全国でまちまちだった標識の統一が進むこととなる。従来の制限標識は指導標識に統合されて、指示標識が新たに制定された。さらに、この当時の日本はアメリカ占領下の状況にあったため、道路標識の多くにローマ字や英語による併記がなされた。この時の禁止標識・制限標識・指示標識は長方形型で、上に日本語、下に英語で標識の意味が示された。この様式は道路標識の意味が理解されやすいという意見と、複雑なため視認性が悪いという意見で賛否両論であった。この様式は世界でも類を見ないものであり、国連標識に準拠した改正が行われるまで全国にこの様式が普及することになった。規制の時間、対象、区間など明確に伝達するため、「補助板」（補助標識の前身）が新設されている。警戒標識は米国の影響で様式が赤枠の正三角形から黄色の菱形に変更された。「その他の危険」の前身となる警戒標識の「危険」「注意」には英語の「DANGER」「CAUTION」が併記された。案内標識も同様にローマ字・英語併記もすべて大文字で表記され、市町村（英語:city,town,village）や駅（英語:station）は「C.」「T.」「V.」や「STN.」と特徴的な略記がなされた。
1960年（昭和35年）になると道路標識令が廃止されて道路標識、区画線及び道路標示に関する命令（略称：標識令）が施行される。案内・警戒標識は一部廃止されたものがあるものの、そのほとんどは変更なく従来標識が継続使用され、禁止・指導標識は統合されて規制標識となり、現行の案内・警戒・規制・指示標識の4種類の形となった。
その3年後の1963年（昭和38年）3月に標識令が改正され、道路標識自体が一新された。交通規制の増加や高速道路の建設によって遠くからでも見やすくわかりやすい道路標識が必要となったためである。新道路標識はできる限り記号化し、国連標識を尊重しつつも、従来の標識の記号も生かす方向で改正された。標識の分類と形状を一致させ、規制標識は円形または四角形、指示標識は四角形、一時停止・徐行は逆三角形、横断歩道は五角形を原則とした。これにより、従来の英語併記も廃止する大幅なデザインの変更が行われ、現行標識のような様式となる。
1961年（昭和36年）5月に高速道路調査会で標識分科会が発足され、高速道路の標識について研究・開発が進められた。その結果、1963年（昭和38年）7月には、日本初の高速道路である名神高速道路の栗東 - 尼崎間の開通に伴って、案内標識に高速道路用標識が新たに追加された。その後、東名高速道路や中央高速道路の開通時にも標識の再検討が行われ、1967年（昭和42年）11月に標識令が改正されたことで高速道路の標識体系が一応完成したと言える。
1971年（昭和46年）の標識令の改正では、案内標識の大幅なデザイン変更がなされ、1950年から制定されてきた通称「白看」とよばれる白地に黒字または青字の案内標識は、地色が白から青のものへと替わられ、ローマ字・英語併記が一旦廃止された。これにより、日本のすべての道路標識は原則日本語表記のみに変わった。
その後、社会の変化により国際化が叫ばれるようになると、それに対応するため、1986年（昭和61年）の標識令改正で、15年間制定されてきたローマ字併記のなかった案内標識についてローマ字・英語併記が復活し、現行のデザインへと大幅な変更がなされた。2020年東京オリンピック・パラリンピックに伴い大量に増加すると予想されていたインバウンドに備え、一時停止や徐行の標識に英語併記された仕様が追加され、更には会場に近い首都圏から案内標識の英語表記の統一が行われた。
将来は、全国にある道路標識をデータベース化して、カーナビゲーションシステムとして現地に即した標識（電子道路標識）を車内で表示し、路上にある道路標識を撤去することも検討されている。自動運転が実用化された場合、標識の情報は車載カメラから受け取る方法と道路インフラが発する情報を受信することが考えられている。また、道路標識の反射シートに赤外線でのみ読み取れる情報を埋め込むことで、車両のセンサーで赤外線を受信して標識から様々な情報（標識の設置された場所の緯度経度や交通規制情報、設置年月日など）を受け取れるようになる技術も開発が進められている。

### 年表
- 1899年（明治32年）6月[212]
  - 警視庁が制札制文令を通達（適用範囲は東京府のみ）。

- 1922年（大正11年）11月9日[213]

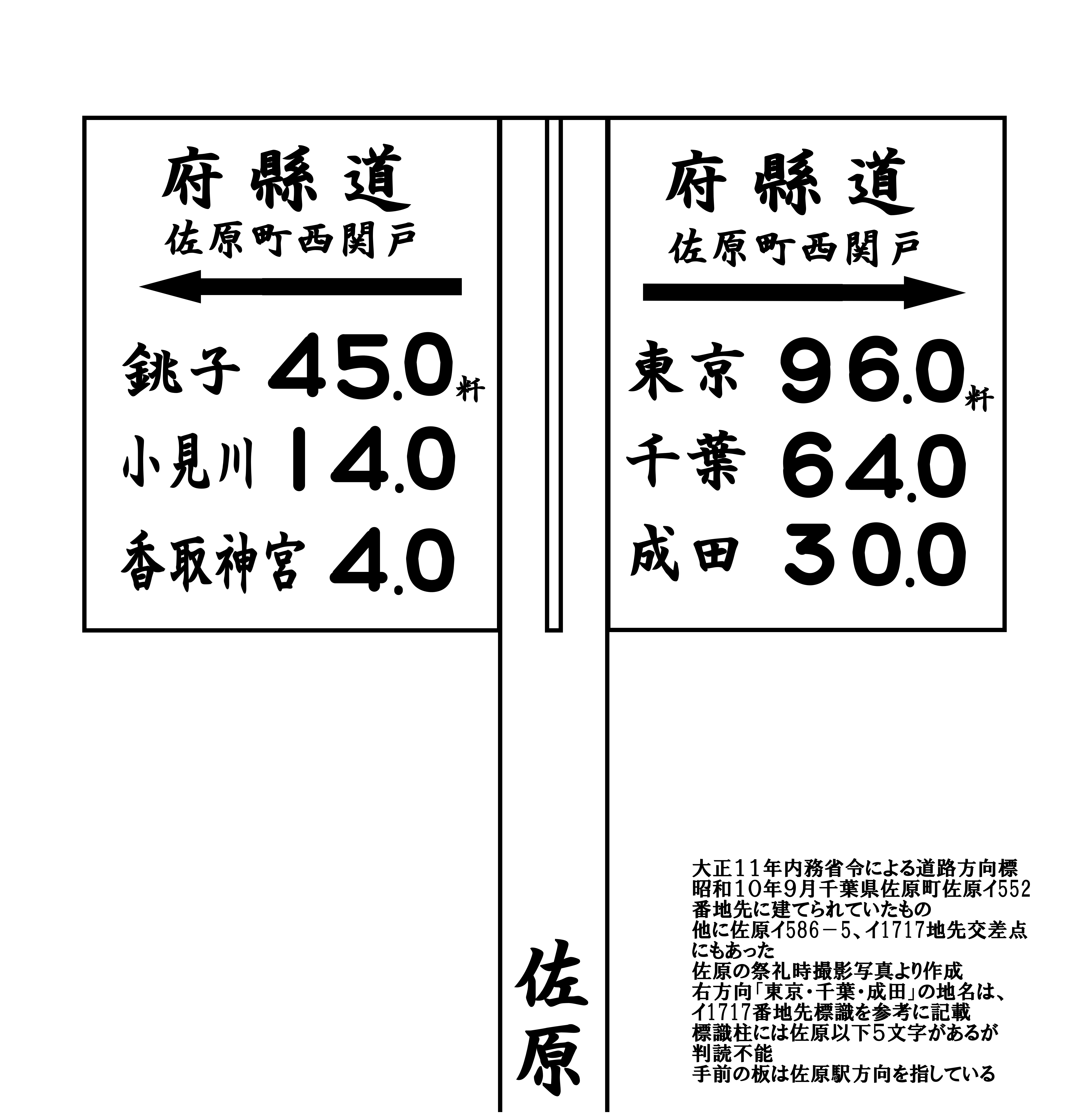
大正11年内務省令による道路方向標の例

  - 「道路警戒標及ビ道路方向標ニ関スル件」が施行され、道路標識（当時は、道路方向標、道路警戒標と呼ばれた）が初めて体系的に整備される。
- 1942年（昭和17年）5月13日[214][215]
  - 「道路標識令」が施行され、「道路警戒標及ビ道路方向標ニ関スル件」廃止。
- 1948年（昭和23年）7月6日[190]
  - 国家地方警察本部警備部から「道路標識の暫定的措置について」の通達が出され、1942年に定められた道路標識の様式を変更する。

- 1950年（昭和25年）3月31日[193][194]

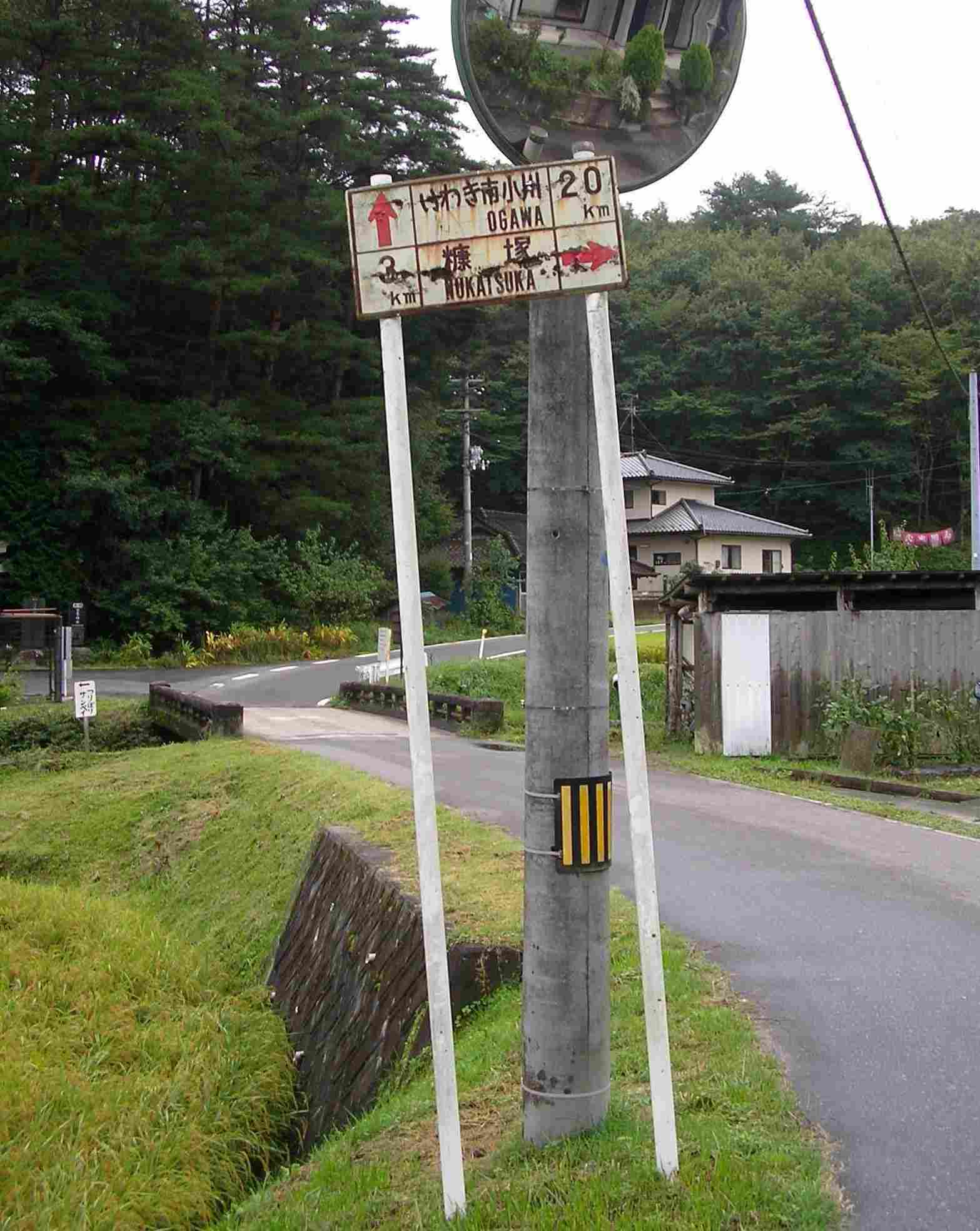
「白看」の一種である初代の「方面、方向及び距離」（福島県川内村）

  - 道路標識令改正。案内標識は地が白色、矢印が赤色、文字が青色のいわゆる「白看」[69]と呼ばれる様式となった。禁止標識・制限標識・指導標識[注釈 32]は長方形で、上に日本語での標識の名称、下にその英訳が書かれた様式であった。この当時、現在の補助標識にあたる標示板は「補助板」と称された。
- 1956年（昭和31年）7月31日[216]
  - 琉球における道路標識が制定される。ただし、多くの標識で日本政府が定めたデザインとは異なりほとんどが文字のみのものが用いられている。
- 1957年（昭和32年）5月7日[217]
  - 琉球において、案内標識に「路線名及び所在地を標示するもの」が追加される。
- 1958年（昭和33年）10月1日[218]
  - 指導標識「車馬通行区分」「軌道敷内通行可」「軌道敷内通行可終わり」が追加される。
- 1960年（昭和35年）2月3日[219]
  - 琉球において、指導標識「注意して出よ」が追加される。
- 1960年（昭和35年）5月10日[220][221]
  - 案内標識「国道番号」、警戒標識「すべりやすい」、規制標識「危険物車輛通行止め」、補助板「方向」が追加。
- 1960年（昭和35年）12月20日[222][223][224]
  - 「道路標識・区画線及び道路標示に関する命令」（標識令）が施行、「道路標識令」廃止。標識や標示を損壊した場合の罰則が強化される。
- 1961年（昭和36年）9月8日[225]
  - 琉球における道路標識で、指導標識「止まれの時は完全停止してから右折せよ」を追加し、「駐車禁止」に標柱に彫刻で表示した様式を追加

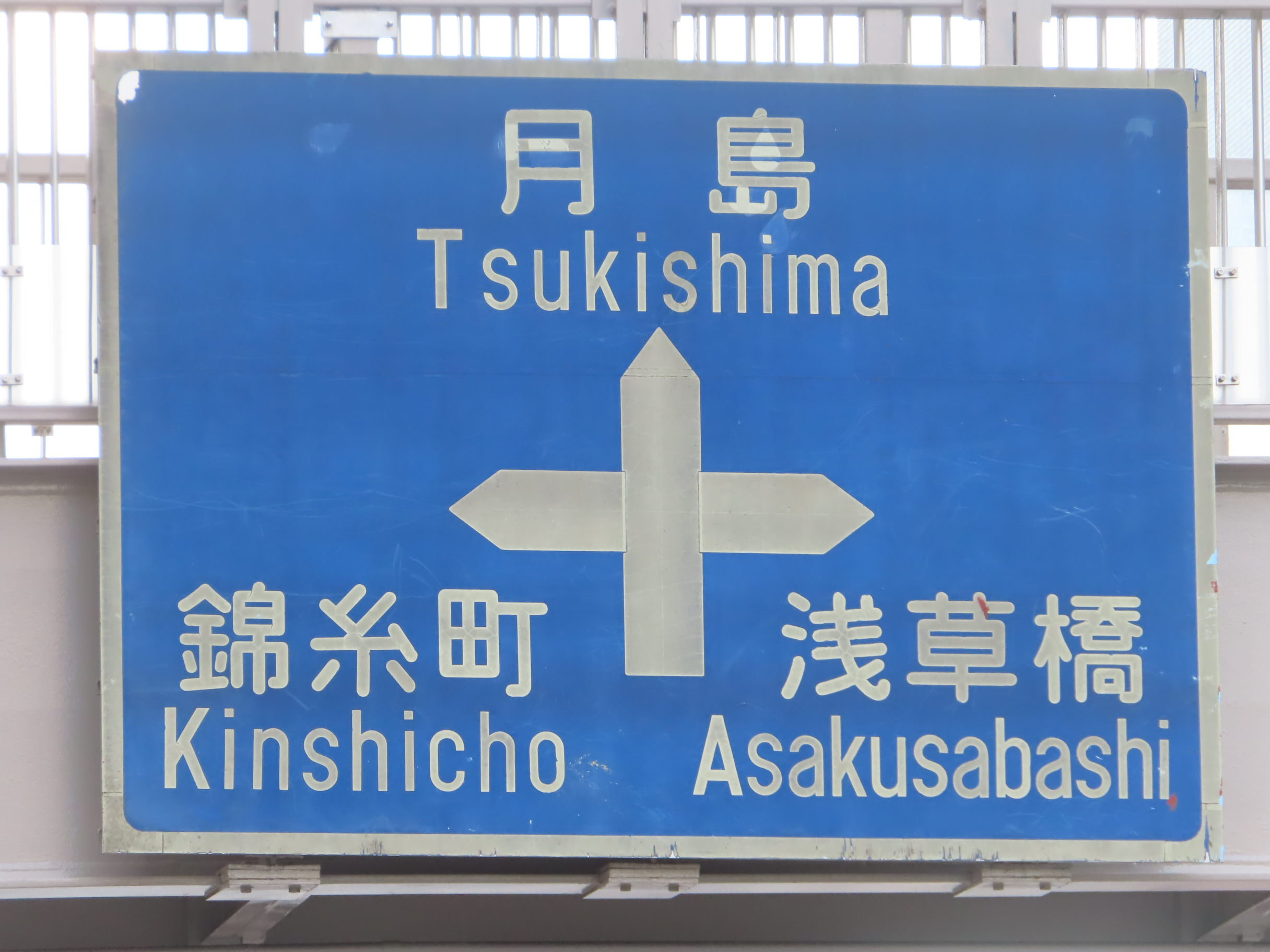
1962年（昭和37年）に誕生した「方面及び方向」（東京都墨田区）。矢印が現在の様式とは異なる。

- 1962年（昭和37年）1月30日[226][227][228]
  - 案内標識「方面及び方向」「街路の名称」、規制標識「最大幅」が追加。「方面及び方向」の追加により、初めて背景が藍色、矢印・文字が白色のものが登場した。ただし、矢印の形が現在と異なっており、ローマ字も白看板のフォントである。「最高速度」の標識に限り「低速車」「中速車」「高速車」の車両の種類の略称が使えるようになる。
- 1963年（昭和38年）3月29日[229][198]
  - 規制・指示標識が大改正される。「後退禁止」「右側通行」「駐車線」など使用頻度が低かった標識を廃止、「車両進入禁止」「車両（組み合わせ）通行止め」「指定方向外進行禁止」を追加。この時、「補助板」が「補助標識」と名称を変える。
- 1963年（昭和38年）7月13日[230][231]
  - 高速道路などに設置する標識、規制標識「前方優先道路」「前方優先道路・一時停止」、指示標識「並進可」「優先道路」「中央線」、案内標識「待避所」、補助標識「安全速度」が追加。
- 1965年（昭和40年）8月27日[232][233]
  - 案内標識「非常電話」「まわり道」、警戒標識「信号機あり」「二方向交通」「上り急勾配あり」「下り急勾配あり」、規制標識「自動二輪車2人乗り禁止」が追加。規制標識の「最高速度」で文字を白色又は黄色、地を黒色にした電光式でも設置できるようになった。補助標識に用いられる車両の種類の略称として「自三輪」「一種三輪」「二種三輪」「一種原付」「二種原付」の表記が削除される。
- 1967年（昭和42年）10月27日[234]
  - 琉球における道路標識で日本政府が定めた現行のデザインと同一のものが採用される。ただし、右側通行のため一部の標識は右側通行用になっている。
- 1967年（昭和42年）11月9日[235][236]
  - 高速道路などに設置する標識を一部変更、案内標識の「非常駐車帯」、警戒標識の「落石のおそれあり」「路面凹凸あり」を追加。
- 1969年（昭和44年）[237]
  - 日本初の可変標識が新宿区神楽坂に設置される。
- 1969年（昭和44年）11月18日[238]
  - 案内標識に「主要地点」が追加される。
- 1970年（昭和45年）8月20日[239][240]
  - 規制標識「自転車専用」・「自転車及び歩行者専用」・「進行方向別通行区分」が追加される
- 1971年（昭和46年）12月1日[241]

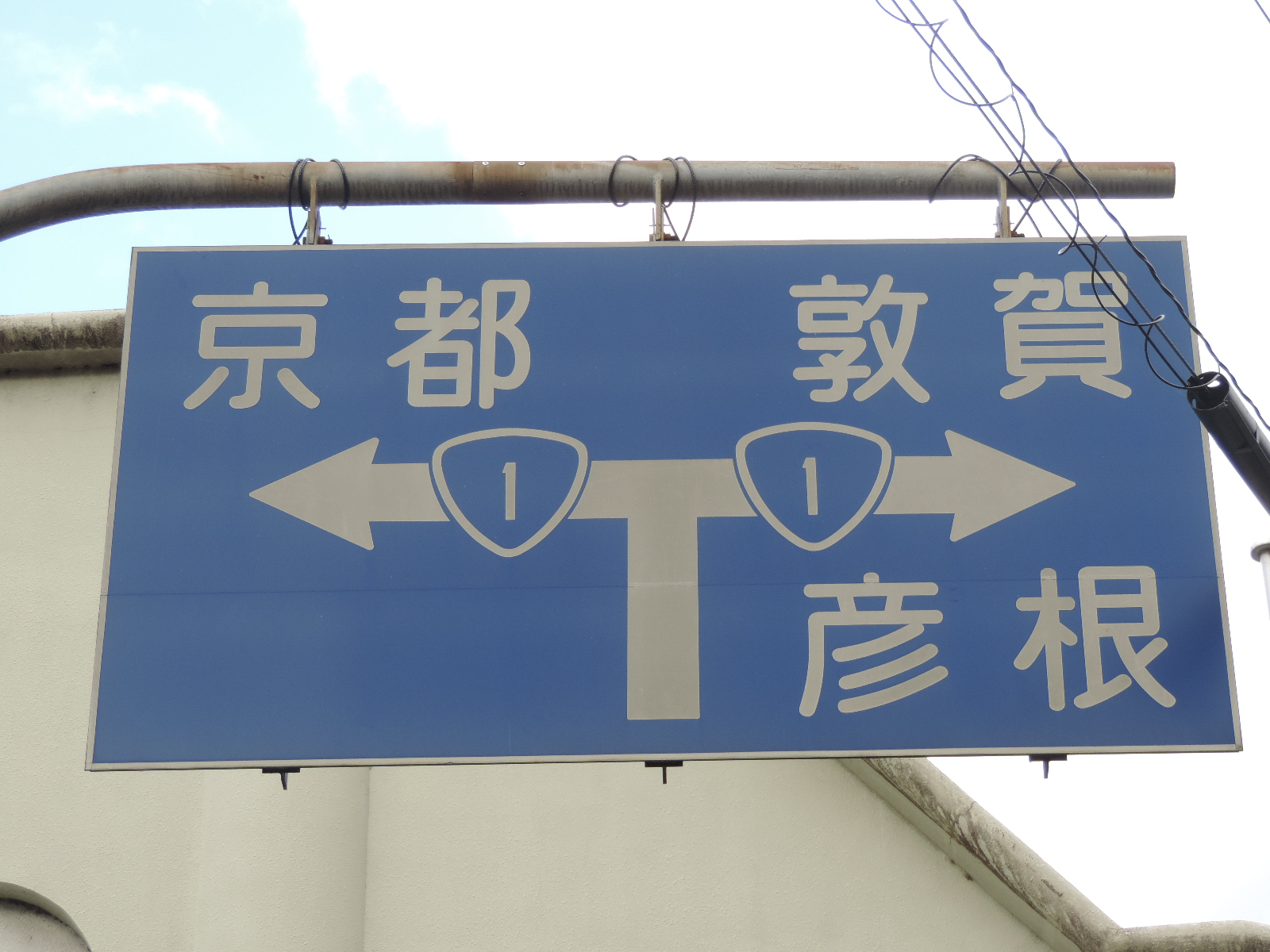
ローマ字併記が無い旧式の案内標識（滋賀県大津市）

  - ローマ字併記が無い旧式の案内標識（滋賀県大津市）案内標識が大幅にデザイン変更、「都道府県道番号」を追加。「方面及び距離」「方面及び方向」などの従来白色を地色としていた一部の案内標識が、藍色の地色に白抜き文字のものに統一。琉球を除き案内標識のローマ字併記を原則として廃止。
- 1978年（昭和53年）7月30日[242]
  - 沖縄県で車両の通行方法が右側通行から左側通行に戻ったことで、返還以降特例的に設置されていた右側通行用の標識を廃止し、他県と同じく左側通行の標識に切り換えた (730を参照)。
- 1978年（昭和53年）12月1日[116]
  - 規制標識「自動二輪車2人乗り禁止」が廃止。指示標識「自転車横断帯」、補助標識「規制理由」が追加。
- 1982年（昭和57年）4月[243][204]
  - 高速道路出口分岐点標識並びに料金所上部、入口案内標識にインターチェンジ番号および名称が表示されるようになる。

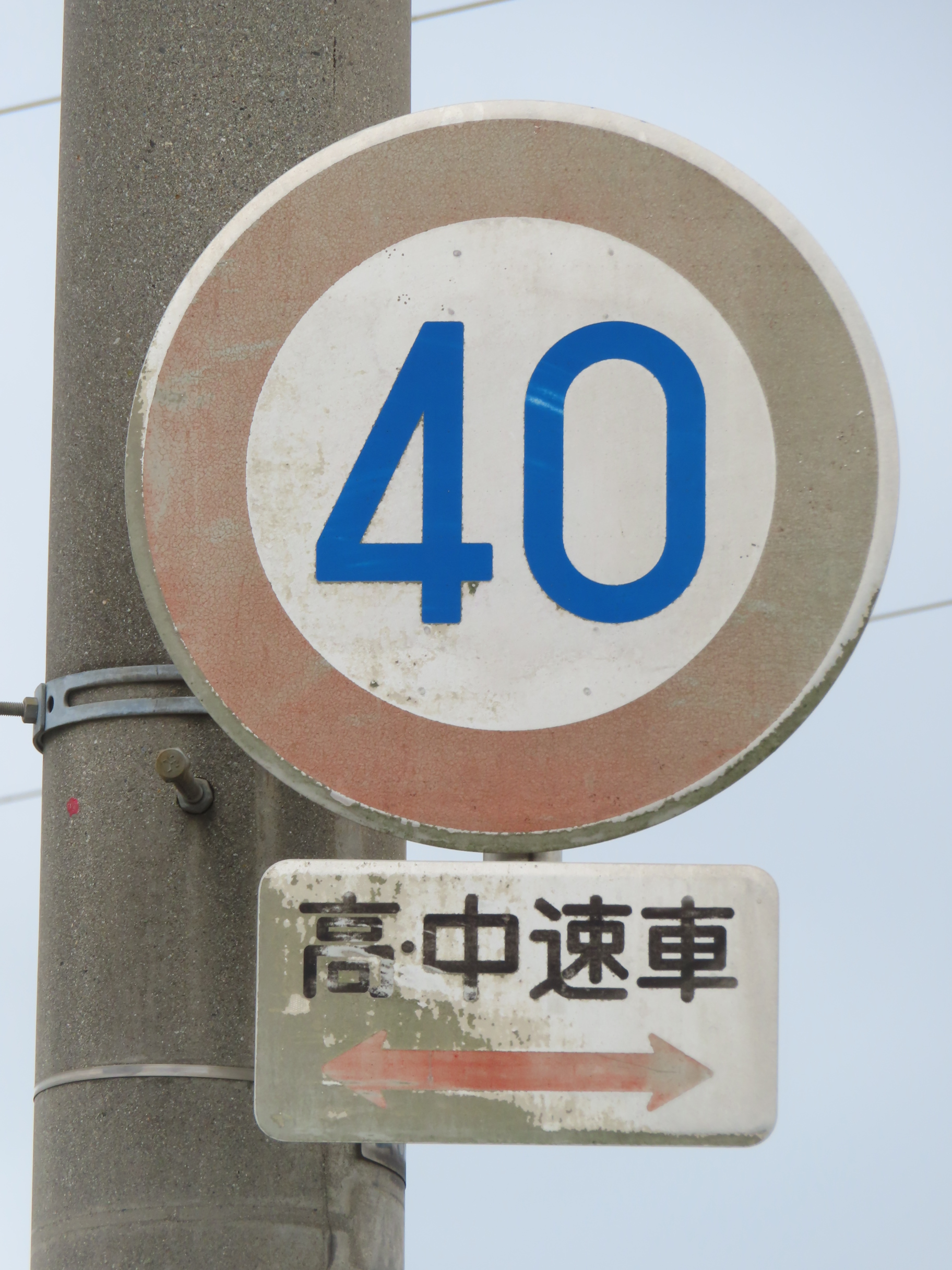
1985年には「高・中速車」などの表記が廃止され、新設が行われなくなった（福井県あわら市）。

- 1985年（昭和60年）10月28日[244][245][246]
  - 「指定方向外進行禁止」で進行禁止されている方向を明示することが可能となり、規制標識「原動機付自転車の右折方法（二段階）」「原動機付自転車の右折方法（小回り）」、指示標識「停止線」の標識を追加。「高速車」「中速車」「低速車」の補助標識が省略可能となり、補助標識における「休日」を「国民の祝日に関する法律」による定義とした。
- 1986年（昭和61年）10月25日[247]
  - 案内標識にローマ字が再び追加され、「著名地点」にシンボルマークを表示することができるようになり、「街路の名称」が「道路の通称名」になり様式が変更される。警戒標識「踏切あり」は電車をデザインした様式が追加され、補助標識「地名」が追加された。
- 1986年（昭和61年）11月15日[248][249]
  - 道路交通法の改正に伴い、「駐車時間制限」が廃止され「時間制限駐車区間」に置き換えられた。
- 1992年（平成4年）11月1日[250][251][252]
  - 指示標識「横断歩道・自転車横断帯」が追加され、横断歩道などの標識では鏡像を用いることが可能となった。補助標識「車両の種類」に記号表示（トラックやバスのマークなど）、「始まり」「終わり」に文字表示（「ここから」「ここまで」）を導入し、補助標識「歩行者専用」を廃止とした。補助標識の視認性を考慮して、一部の標識から「区間内」が省略され、車両の種類の略称が一部変更された（「高速車」「中速車」「低速車」は廃止となった）。
- 1996年（平成8年）4月1日[253]

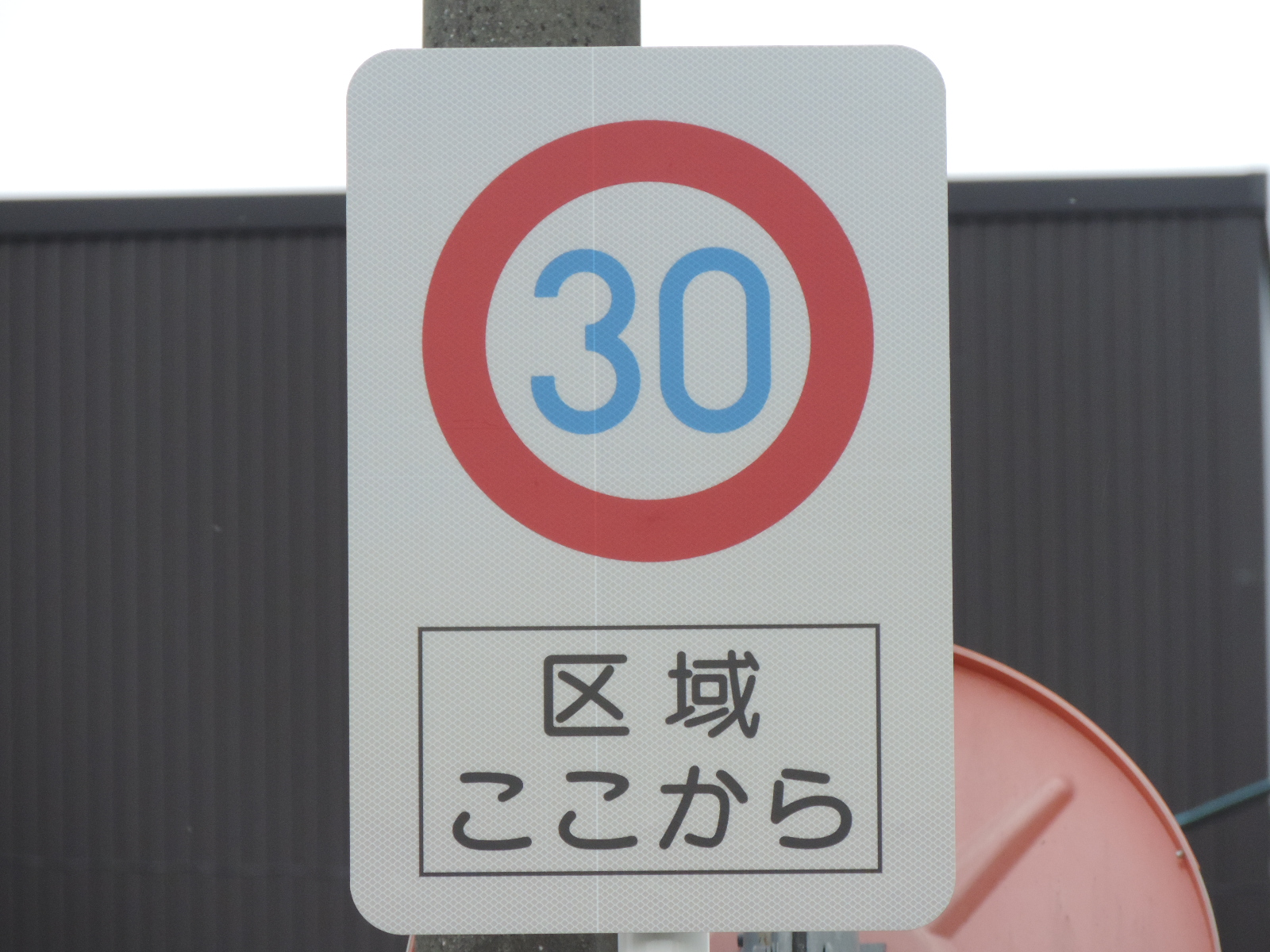
「最高速度」の背面板付き規制標識（滋賀県草津市）

  - 「最高速度」の背面板付き規制標識（滋賀県草津市）補助標識「区域内」が追加。既存の補助標識「始まり」「終わり」に「区域ここから」「区域ここまで」の様式が追加される。さらに、区域規制の出入口部に背面板付きの規制標識を設置できるようになる。
- 1997年（平成9年）10月30日[254]
  - 規制標識「特定の種類の車両の通行区分」「牽引自動車の高速自動車国道通行区分」「牽引自動車の自動車専用道路第1通行帯通行指定区間」が追加。
- 1998年（平成10年）4月1日[255]
  - 案内標識「総重量限度緩和指定道路」、補助標識「始点」「終点」が追加。
- 2000年（平成12年）11月15日[256]
  - 案内標識「エレベーター」「エスカレーター」「傾斜路」「乗合自動車停留場」「路面電車停留場」「便所」が追加。
- 2004年（平成16年）3月22日[257][258]

案内標識「高さ限度緩和指定道路」が追加
- 2005年（平成17年）4月1日[117]
  - 高速道路上での二輪車二人乗りが解禁となって、規制標識「自動二輪車二人乗り禁止」が復活。
- 2007年（平成19年）6月2日[259][260]
  - 中型自動車の新設に伴い、規制標識の「大型乗用自動車通行止め」を「大型乗用自動車等通行止め」に変更し（規制内容は変更なし）、補助標識の用語等における車両の種類の記号・略称やそれら意味を一部変更。
- 2008年（平成20年）8月1日[111]
  - 規制標識「前方優先道路・一時停止」が廃止（「一時停止」に統合）。規制標識「平行駐車」「直角駐車」「斜め駐車」 、補助標識「駐車時間制限」が追加。高速道路等以外でのキロメートルの標示を、Km（頭文字が大文字）からkm（頭文字が小文字）に、交差点の予告を「○m」から「この先○m」に改正（キロ#小文字を使う理由も参照）。
- 2010年（平成22年）4月19日[261]
  - 指示標識「高齢運転者等標章自動車駐車可」「高齢運転者等標章自動車停車可」、補助標識「車両の種類」（503-D 標章車専用）が追加。
- 2010年（平成22年）7月[262]
  - 高速道路の標識使用文字を大幅変更。和字はヒラギノ、英字はVialog、数字はFrutigerとなる。基本的なレイアウトは従前と変更なし。
- 2010年（平成22年）12月17日[263]
  - 規制標識「普通自転車専用通行帯」が追加。
- 2011年（平成23年）9月12日[264][265]
  - 規制標識「自転車一方通行」が追加。
- 2012年（平成24年）4月1日[46]
  - 都道府県道と市町村道に設置される案内標識と警戒標識の寸法や文字の大きさが条例に基づき独自に定めることが可能となった。
- 2014年（平成26年）4月1日[266][267]

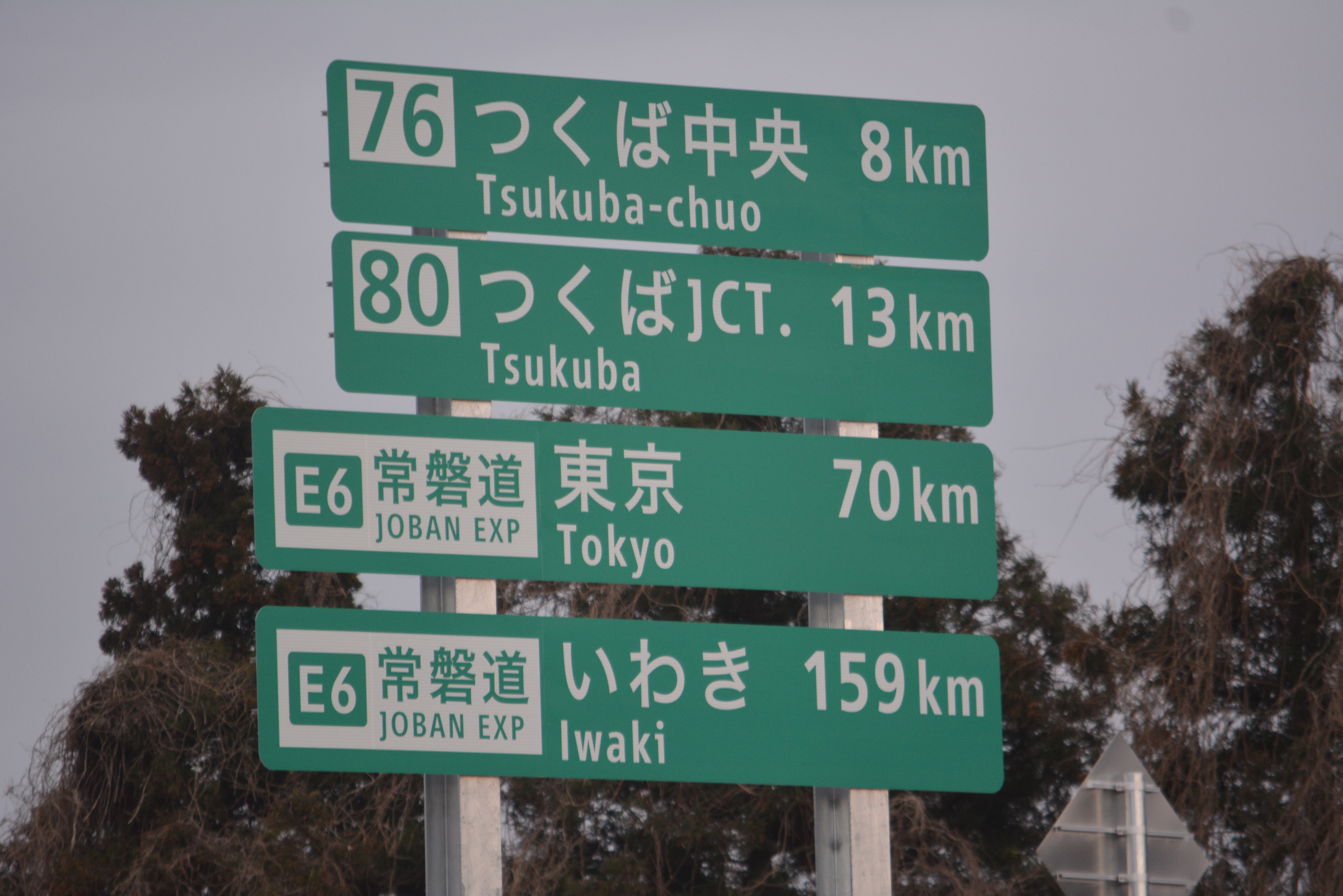
高速道路番号が記された「方面及び距離 (106-B)」
（圏央道　茨城県つくば市）

  - 案内標識「サービス・エリア、道の駅及び距離」が追加、「サービス・エリアの予告」を「サービス・エリア、道の駅の予告」に変更（「サービス・エリア」も含め、道の駅にも設置できるように改正）。案内標識のローマ字を外国人旅行者も含めた道路利用者に分かりやすい英語表記に改正。
- 2014年（平成26年）9月1日[268]
  - 規制標識「環状の交差点における右回り通行」が追加。
- 2017年（平成29年）2月14日[269][270]
  - 高速道路番号が記された「方面及び距離 (106-B)」
（圏央道　茨城県つくば市）
案内標識「サービス・エリア又は駐車場から本線への入口」「高速道路番号」が追加。同時に、高速道路等に設置される案内標識を一部変更。
- 2017年（平成29年）3月12日[271][272][273]
  - 準中型自動車の新設に伴い、補助標識「車両の種類」、補助標識の用語等における車両の種類の略称を一部変更。
- 2017年（平成29年）7月1日[274][206][207][275]

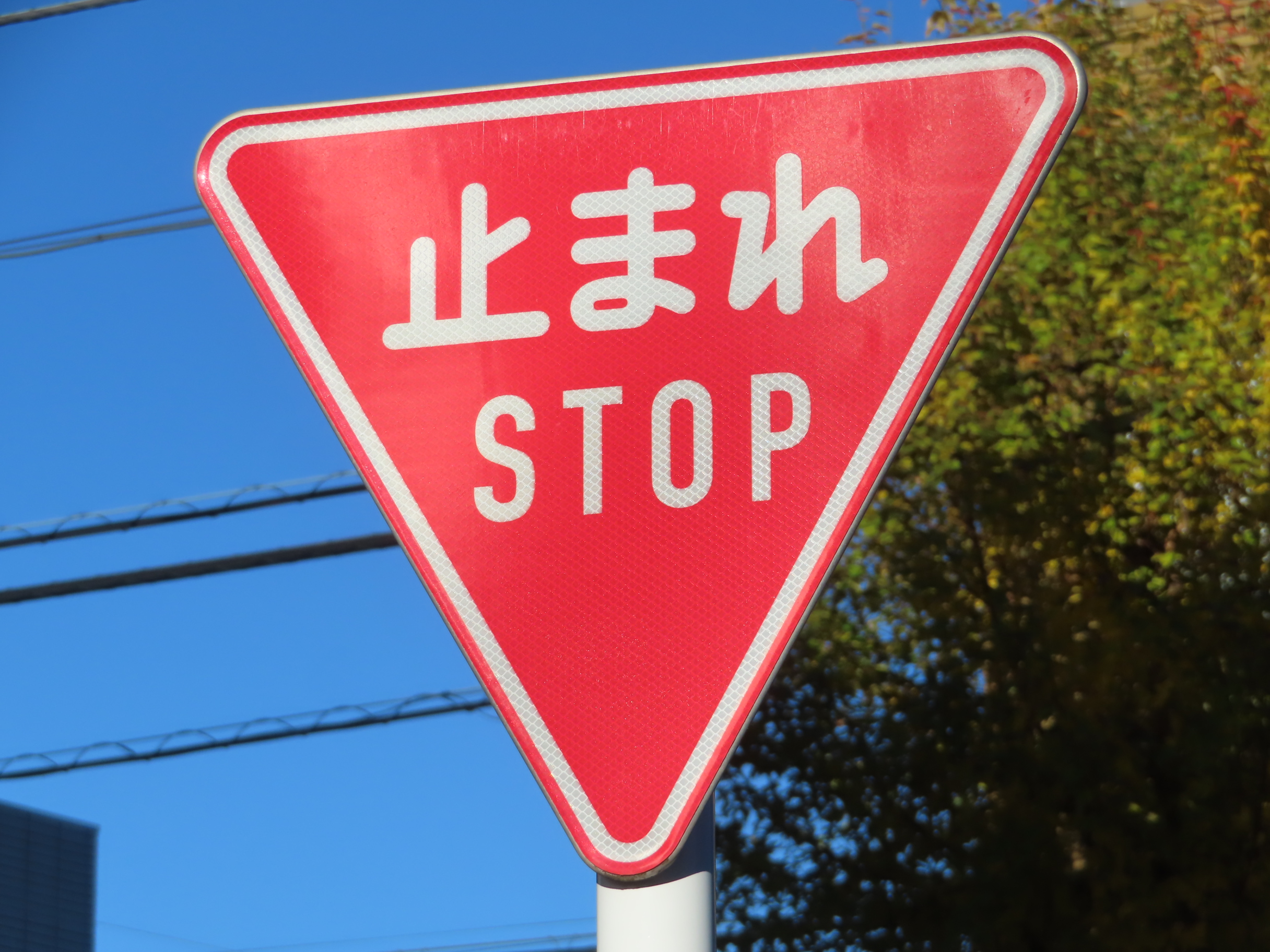
「STOP」が併記された規制標識「一時停止」（東京都町田市）

- - 規制標識「徐行」「前方優先道路」「一時停止」がこの日から順次、英語併記に切り替えられる。「徐行」の下に「SLOW」（「前方優先道路」を含む）、「止まれ」の下に「STOP」と追記される[注釈 33]。
- 2018年（平成30年）12月14日[276]
  - 規制標識「タイヤチェーンを取り付けていない車両通行止め」が追加され、画像表示用装置に道路標識を表示する場合の背板の色彩を規定した。
- 2020年（令和2年）3月27日[277]
  - 既存の規制標識「歩行者横断禁止」に「わたるな」の様式が追加される。東京五輪の開催により7月1日から9月30日の間に使用される規制標識「大会関係車両等専用通行帯」「大会関係車両等優先通行帯」が追加。
- 2020年（令和2年）11月25日[278]
  - 規制標識「許可車両専用」「許可車両（組合せ）専用」が追加。
- 2021年（令和3年）9月25日[279]
  - 規制標識「広域災害応急対策車両専用」が追加。
- 2023年（令和5年）4月1日[280]
  - 車両に該当しない遠隔操作型小型車及び移動用小型車の新設に伴い、規制標識の「自転車及び歩行者専用」「歩行者専用」「歩行者通行止め」「歩行者横断禁止」を「自転車及び歩行者等専用」「歩行者等専用」「歩行者等通行止め」「歩行者等横断禁止」にそれぞれ変更（規制内容に遠隔操作型小型車を追加）、補助標識「遠隔操作型小型車」が追加され、補助標識の用語等における遠隔操作型小型車の略称「遠隔小型」が追加。
- 2023年（令和5年）7月1日[281]
  - 特定小型原動機付自転車の交通方法等に関する規定が施行されることに伴い、規制標識の「二輪の自動車・原動機付自転車通行止め」「自転車通行止め」「自転車専用」「自転車及び歩行者等専用」「自転車一方通行」「原動機付自転車の右折方法（二段階）」「原動機付自転車の右折方法（小回り）」を「二輪の自動車・一般原動機付自転車通行止め」「特定小型原動機付自転車・自転車通行止め」「特定小型原動機付自転車・自転車専用」「普通自転車等及び歩行者等専用」「特定小型原動機付自転車・自転車一方通行」「一般原動機付自転車の右折方法（二段階）」「一般原動機付自転車の右折方法（小回り）」にそれぞれ変更（規制内容に特定小型原動機付自転車を追加）、車両の種類の略称を一部変更（「原付」「二輪」「小二輪」の規制内容から特定小型原動機付自転車を除外、「自転車」「軽車両」の規制内容に特定小型原動機付自転車を追加）し、特定小型原動機付自転車の略称「特定原付」、特例特定小型原動機付自転車の略称「特例特定原付」が追加。